# Jordin Sparks
Jordin Sparks (pe numele întreg  Jordin Brianna Sparks; n. 22 decembrie 1989) este o cântăreață de muzică pop și R&B, din Statele Unite ale Americii. Ea a devenit cunoscută în urma participării la emisiunea-concurs American Idol, pe care a câștigat-o la începutul anului 2007. Primul său cântec, „This Is My Now”, a debutat pe locul 15 în Billboard Hot 100, fiind inclus pe albumul de debut al cântăreței, Jordin Sparks. La finele anului 2007, Sparks a lansat discul single „Tattoo”, ce s-a clasat pe locul 8 în Statele Unite ale Americii și pe locul 3 în Canada. Un alt extras pe single, „No Air”, a devenit cel mai bine poziționat cântec al interpretei la nivel mondial, ocupând treapta cu numărul 1 în Australia, Israel și Noua Zeelandă.
Începând cu cea de-a doua jumătate a anului 2008, cântăreața a pornit înregistrările pentru cel de-al doilea material discografic de studio, Battlefield. Primul extras pe single de pe acesta, piesa ce poartă numele albumului, a fost lansat în luna mai a anului 2009. Aceasta a ajuns pe locul al zecelea în Billboard Hot 100, Jordin fiind singura concurentă de la American Idol a cărei prime cinci single-uri se clasează în primele 20 din acest clasament. Al doilea single, „S.O.S. (Let the Music Play)” a fost primul single al artistei care s-a clasat pe primul loc în clasamentul Hot Dance Club Play. De-a lungul carierei sale, Jordin Sparks a câștigat numeroase premii, printre care Premiul NAACP Image, un Premiu BET, un Premiu American Music, un People's Choice Award și două Teen Choice Awards. În 2009, revista Billboard a clasat-o pe locul al nouăzeci și unulea printre artiștii deceniului 2000. În 2012, Sparks s-a aflat pe locul 92 în lista „100 cele mai mari femei din muzică”, creată de VH1. Din februarie 2012, ea a vândut peste 1,3 milioane de albums și 10,2 milioane de discuri single numai în Statele Unite, fiind una din cele mai de succes cântărețe lansate de American Idol.
Pe lângă muzică, Jordin Sparks a încercat să-și formeze o carieră în film și pe Brodway, precum și în crearea de parfumuri. A fost invitată în mai multe seriale, începând cu O viață minunată pe punte în 2009, și mai târziu în Big Time Rush în 2010. În același an, Jordin a debutat pe Broadway în musicalul In The Heights, jucând rolul Ninei Rosario. A debutat într-un film de lung metraj în 2012, într-o nouă ecranizare a musicalului Sparkle, avându-i în distribuție, printre alții, pe Whitney Houston, Derek Luke, Carmen Ejogo și Tika Sumpter. În octombrie 2010, Jordin Sparks a lansat primul ei parfum, Because of You..., urmat de Fascinate în martie 2012 și Ambition în noiembrie 2012.
După cinci ani de la lansarea ultimului album, Jordin a lansat la 25 noiembrie 2014 primul său EP, intitulat #ByeFelicia. Lansarea acesteia a făcut parte din noua înțelegere avută cu casa de discuri Louder than Life/Red Associated, subsidiară a Sony Music Entertainment. Al treilea album al lui Jordin, Right Here, Right Now, va fi lansat în 2015.

## Copilăria
Sparks s-a născut în Phoenix, Arizona, Statele Unite ale Americii, pe data de 22 decembrie 1989, părinții săi fiind Jodi Weidmann și jucătorul NFL, Phillippi Sparks. Jordin are un frate mai mic, Phillippi Sparks, Junior. Ea a locuit în Ridgewood, New Jersey, unde a urmat cursurile școlii primare Orchard Elementary School. După o scurtă perioadă petrecută în această localitate, interpreta și-a continuat perioada de școală gimnazială (până la terminarea clasei a opta).
În anul 2004, Sparks a participat la emisiunea America's Most Talented Kids, unde a câștigat prima rundă, dar nu a reușit să obțină marele trofeu. În aceeași perioadă, interpreta a primit două premii din partea asociației Academia de Muzică Gospel, iar producătorul Chaz Corzine a pus-o în legătură cu muzicianul Michael W. Smith. Smith își amintește că „Sparks nu era doar o foarte bună cântăreață pentru vârsta sa, ci o mare cântăreță pentru orice vârstă.”
Interpreta și-a continuat studiile liceale în cadrul colegiului Sandra Day O'Connor, până în anul 2006, când aceasta alături de părinții săi au hotărât ca ea să își completeze studiile la domiciliu. S-a optat în favoarea acestui lucru pentru ca Jordin să își poată concentra atenția asupra educației muzicale și aprofundarea acesteia.
În adolescență, Sparks a participat la câteva competiții muzicale regionale, câștigând concursuri precum Colgate Country Showdown sau Drug Free Arizona Superstar Search. În statul său natal, Arizona, Sparks a fost desemnată trei ani consecutiv „cea mai bună interpretă”, la categoria juniori.
În vara anului 2006, Jordin a participat la audițiile concursului American Idol din Pasadena, California, dar nu a reușit să se califice în etapa următoare. Ulterior, cântăreața a câștigat versiunea regională din Arizona a competiției și a primit dreptul de a participa la o a doua audiție. Tânăra în vârstă de șaisprezece ani a interpretat în fața juriului format din Simon Cowell, Paula Abdul și Randy Jackson propria variantă a șlagărului „Because You Loved Me”, de Celine Dion. Cowell descria interpretarea sa spunându-i: „Momentul a fost prea siropos pentru gusturile mele. [Totuși] îmi placi”. Astfel, Sparks și-a câștigat dreptul de a participa la concursul American Idol.

## Cariera muzicală

### 2006 — 2007: Participarea la American Idol

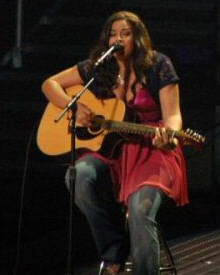
Jordin Sparks cântând pe parcursul turneului de promovare American Idols Live Tour 2007 în Sunrise, Florida.

În anul 2007, interpreta a participat la emisiunea-concurs American Idol. După încheierea audițiilor și stabilirea participanților, Sparks și-a făcut debutul în spectacolul de deschidere al celui de-al șaselea sezon, pe data de 16 ianuarie 2007. Pe parcursul competiției, Sparks nu s-a aflat niciodată printre primii trei favoriți, dar nici în coada clasamentului, prin această situație trecând și alți patru câștigători ai concursului, Kelly Clarkson, Carrie Underwood, Taylor Hicks și David Cook.
După o serie de interpretări apreciate atât de public cât și de juriul de specialitate, cântăreața a fost numită câștigătoarea sezonului 2007. Simon Cowell, membru al juriului și-a exprimat anterior convingerea faptului că o persoană cu părul creț va fi câștigătoarea din acel an, interpreta având părul creț natural.
După încheierea competiției Simon Cowell a spus că „Jordin a evoluat cel mai mult pe durata întregului sezon – nu a început foarte bine, dar în toiul concursului fata aceasta și-a găsit echilibrul.” Acesta a mai adăugat următoarele „Tânăra cântăreață agreabilă a triumfat asupra comediantului [Blake Lewis].”
Referitor la participarea sa în competiția American Idol, publicația Rolling Stone a concluzionat, spunând că „Jordin Sparks a fost Idolul American perfect, pentru că se putea vedea faptul că lucrează din greu, învățând noi lucruri în fiecare săptămână, ceea ce se potrivește perfect cu fantezia creată de Idol”.
Cântecele interpretate și rezultatele obținute de Jordin Sparks în al șaselea sezon al concursului muzical American Idol.
| Episod            | Episod            | Episod            | Episod            | Episod            | Episod            | Episod            | Episod            | Episod            | Episod            | Episod            | Episod            | Episod            | Episod            | Episod            | Episod            | Episod            | Episod            | Episod            | Episod            | Episod            | Episod            | Episod            | Episod            | Episod            | Episod            | Episod            | Episod            | Episod            | Episod            | Episod            | Episod            | Episod            | Episod            | Episod            | Episod            | Episod            | Episod            | Episod            | Episod            | Episod            | Episod            | Episod            | Episod            | Episod            | Episod            | Episod            | Episod            | Episod            | Episod            | Episod            | Episod            | Episod            | Episod            | Episod            | Episod            | Episod            | Episod            | Episod            | Episod            | Episod            | Episod            | Episod            | Episod            | Episod            | Episod            | Episod            | Episod            | Episod            | Episod            | Episod            | Episod            | Episod            | Episod            | Episod            | Episod            | Episod            | Episod            | Episod            | Episod            | Episod            | Episod            | Episod            | Episod            | Episod            | Episod            | Episod            | Episod            | Episod            | Episod            | Episod            | Episod            | Episod            | Episod            | Episod            | Episod            | Episod            | Episod            | Episod            | Episod            | Temă                                                                            | Temă                                                                            | Temă                                                                            | Temă                                                                            | Temă                                                                            | Temă                                                                            | Temă                                                                            | Temă                                                                            | Temă                                                                            | Temă                                                                            | Temă                                                                            | Temă                                                                            | Temă                                                                            | Temă                                                                            | Temă                                                                            | Temă                                                                            | Temă                                                                            | Temă                                                                            | Temă                                                                            | Temă                                                                            | Temă                                                                            | Temă                                                                            | Temă                                                                            | Temă                                                                            | Temă                                                                            | Temă                                                                            | Temă                                                                            | Temă                                                                            | Temă                                                                            | Temă                                                                            | Temă                                                                            | Temă                                                                            | Temă                                                                            | Temă                                                                            | Temă                                                                            | Temă                                                                            | Temă                                                                            | Temă                                                                            | Temă                                                                            | Temă                                                                            | Temă                                                                            | Temă                                                                            | Temă                                                                            | Temă                                                                            | Temă                                                                            | Temă                                                                            | Temă                                                                            | Temă                                                                            | Temă                                                                            | Temă                                                                            | Temă                                                                            | Temă                                                                            | Temă                                                                            | Temă                                                                            | Temă                                                                            | Temă                                                                            | Temă                                                                            | Temă                                                                            | Temă                                                                            | Temă                                                                            | Temă                                                                            | Temă                                                                            | Temă                                                                            | Temă                                                                            | Temă                                                                            | Temă                                                                            | Temă                                                                            | Temă                                                                            | Temă                                                                            | Temă                                                                            | Temă                                                                            | Temă                                                                            | Temă                                                                            | Temă                                                                            | Temă                                                                            | Temă                                                                            | Temă                                                                            | Temă                                                                            | Temă                                                                            | Temă                                                                            | Temă                                                                            | Temă                                                                            | Temă                                                                            | Temă                                                                            | Temă                                                                            | Temă                                                                            | Temă                                                                            | Temă                                                                            | Temă                                                                            | Temă                                                                            | Temă                                                                            | Temă                                                                            | Temă                                                                            | Temă                                                                            | Temă                                                                            | Temă                                                                            | Temă                                                                            | Temă                                                                            | Temă                                                                            | Temă                                                                            | Cântec                                                                    | Cântec                                                                    | Cântec                                                                    | Cântec                                                                    | Cântec                                                                    | Cântec                                                                    | Cântec                                                                    | Cântec                                                                    | Cântec                                                                    | Cântec                                                                    | Cântec                                                                    | Cântec                                                                    | Cântec                                                                    | Cântec                                                                    | Cântec                                                                    | Cântec                                                                    | Cântec                                                                    | Cântec                                                                    | Cântec                                                                    | Cântec                                                                    | Cântec                                                                    | Cântec                                                                    | Cântec                                                                    | Cântec                                                                    | Cântec                                                                    | Cântec                                                                    | Cântec                                                                    | Cântec                                                                    | Cântec                                                                    | Cântec                                                                    | Cântec                                                                    | Cântec                                                                    | Cântec                                                                    | Cântec                                                                    | Cântec                                                                    | Cântec                                                                    | Cântec                                                                    | Cântec                                                                    | Cântec                                                                    | Cântec                                                                    | Cântec                                                                    | Cântec                                                                    | Cântec                                                                    | Cântec                                                                    | Cântec                                                                    | Cântec                                                                    | Cântec                                                                    | Cântec                                                                    | Cântec                                                                    | Cântec                                                                    | Cântec                                                                    | Cântec                                                                    | Cântec                                                                    | Cântec                                                                    | Cântec                                                                    | Cântec                                                                    | Cântec                                                                    | Cântec                                                                    | Cântec                                                                    | Cântec                                                                    | Cântec                                                                    | Cântec                                                                    | Cântec                                                                    | Cântec                                                                    | Cântec                                                                    | Cântec                                                                    | Cântec                                                                    | Cântec                                                                    | Cântec                                                                    | Cântec                                                                    | Cântec                                                                    | Cântec                                                                    | Cântec                                                                    | Cântec                                                                    | Cântec                                                                    | Cântec                                                                    | Cântec                                                                    | Cântec                                                                    | Cântec                                                                    | Cântec                                                                    | Cântec                                                                    | Cântec                                                                    | Cântec                                                                    | Cântec                                                                    | Cântec                                                                    | Cântec                                                                    | Cântec                                                                    | Cântec                                                                    | Cântec                                                                    | Cântec                                                                    | Cântec                                                                    | Cântec                                                                    | Cântec                                                                    | Cântec                                                                    | Cântec                                                                    | Cântec                                                                    | Cântec                                                                    | Cântec                                                                    | Cântec                                                                    | Cântec                                                                    | Cântat inițial de                                | Cântat inițial de                                | Cântat inițial de                                | Cântat inițial de                                | Cântat inițial de                                | Cântat inițial de                                | Cântat inițial de                                | Cântat inițial de                                | Cântat inițial de                                | Cântat inițial de                                | Cântat inițial de                                | Cântat inițial de                                | Cântat inițial de                                | Cântat inițial de                                | Cântat inițial de                                | Cântat inițial de                                | Cântat inițial de                                | Cântat inițial de                                | Cântat inițial de                                | Cântat inițial de                                | Cântat inițial de                                | Cântat inițial de                                | Cântat inițial de                                | Cântat inițial de                                | Cântat inițial de                                | Cântat inițial de                                | Cântat inițial de                                | Cântat inițial de                                | Cântat inițial de                                | Cântat inițial de                                | Cântat inițial de                                | Cântat inițial de                                | Cântat inițial de                                | Cântat inițial de                                | Cântat inițial de                                | Cântat inițial de                                | Cântat inițial de                                | Cântat inițial de                                | Cântat inițial de                                | Cântat inițial de                                | Cântat inițial de                                | Cântat inițial de                                | Cântat inițial de                                | Cântat inițial de                                | Cântat inițial de                                | Cântat inițial de                                | Cântat inițial de                                | Cântat inițial de                                | Cântat inițial de                                | Cântat inițial de                                | Cântat inițial de                                | Cântat inițial de                                | Cântat inițial de                                | Cântat inițial de                                | Cântat inițial de                                | Cântat inițial de                                | Cântat inițial de                                | Cântat inițial de                                | Cântat inițial de                                | Cântat inițial de                                | Cântat inițial de                                | Cântat inițial de                                | Cântat inițial de                                | Cântat inițial de                                | Cântat inițial de                                | Cântat inițial de                                | Cântat inițial de                                | Cântat inițial de                                | Cântat inițial de                                | Cântat inițial de                                | Cântat inițial de                                | Cântat inițial de                                | Cântat inițial de                                | Cântat inițial de                                | Cântat inițial de                                | Cântat inițial de                                | Cântat inițial de                                | Cântat inițial de                                | Cântat inițial de                                | Cântat inițial de                                | Cântat inițial de                                | Cântat inițial de                                | Cântat inițial de                                | Cântat inițial de                                | Cântat inițial de                                | Cântat inițial de                                | Cântat inițial de                                | Cântat inițial de                                | Cântat inițial de                                | Cântat inițial de                                | Cântat inițial de                                | Cântat inițial de                                | Cântat inițial de                                | Cântat inițial de                                | Cântat inițial de                                | Cântat inițial de                                | Cântat inițial de                                | Cântat inițial de                                | Cântat inițial de                                | Cântat inițial de                                | Ordine | Ordine | Ordine | Ordine | Ordine | Ordine | Ordine | Ordine | Ordine | Ordine | Ordine | Ordine | Ordine | Ordine | Ordine | Ordine | Ordine | Ordine | Ordine | Ordine | Ordine | Ordine | Ordine | Ordine | Ordine | Ordine | Ordine | Ordine | Ordine | Ordine | Ordine | Ordine | Ordine | Ordine | Ordine | Ordine | Ordine | Ordine | Ordine | Ordine | Ordine | Ordine | Ordine | Ordine | Ordine | Ordine | Ordine | Ordine | Ordine | Ordine | Ordine | Ordine | Ordine | Ordine | Ordine | Ordine | Ordine | Ordine | Ordine | Ordine | Ordine | Ordine | Ordine | Ordine | Ordine | Ordine | Ordine | Ordine | Ordine | Ordine | Ordine | Ordine | Ordine | Ordine | Ordine | Ordine | Ordine | Ordine | Ordine | Ordine | Ordine | Ordine | Ordine | Ordine | Ordine | Ordine | Ordine | Ordine | Ordine | Ordine | Ordine | Ordine | Ordine | Ordine | Ordine | Ordine | Ordine | Ordine | Ordine | Ordine | Rezultat     | Rezultat     | Rezultat     | Rezultat     | Rezultat     | Rezultat     | Rezultat     | Rezultat     | Rezultat     | Rezultat     | Rezultat     | Rezultat     | Rezultat     | Rezultat     | Rezultat     | Rezultat     | Rezultat     | Rezultat     | Rezultat     | Rezultat     | Rezultat     | Rezultat     | Rezultat     | Rezultat     | Rezultat     | Rezultat     | Rezultat     | Rezultat     | Rezultat     | Rezultat     | Rezultat     | Rezultat     | Rezultat     | Rezultat     | Rezultat     | Rezultat     | Rezultat     | Rezultat     | Rezultat     | Rezultat     | Rezultat     | Rezultat     | Rezultat     | Rezultat     | Rezultat     | Rezultat     | Rezultat     | Rezultat     | Rezultat     | Rezultat     | Rezultat     | Rezultat     | Rezultat     | Rezultat     | Rezultat     | Rezultat     | Rezultat     | Rezultat     | Rezultat     | Rezultat     | Rezultat     | Rezultat     | Rezultat     | Rezultat     | Rezultat     | Rezultat     | Rezultat     | Rezultat     | Rezultat     | Rezultat     | Rezultat     | Rezultat     | Rezultat     | Rezultat     | Rezultat     | Rezultat     | Rezultat     | Rezultat     | Rezultat     | Rezultat     | Rezultat     | Rezultat     | Rezultat     | Rezultat     | Rezultat     | Rezultat     | Rezultat     | Rezultat     | Rezultat     | Rezultat     | Rezultat     | Rezultat     | Rezultat     | Rezultat     | Rezultat     | Rezultat     | Rezultat     | Rezultat     | Rezultat     | Rezultat     |
| Preselecții       | Preselecții       | Preselecții       | Preselecții       | Preselecții       | Preselecții       | Preselecții       | Preselecții       | Preselecții       | Preselecții       | Preselecții       | Preselecții       | Preselecții       | Preselecții       | Preselecții       | Preselecții       | Preselecții       | Preselecții       | Preselecții       | Preselecții       | Preselecții       | Preselecții       | Preselecții       | Preselecții       | Preselecții       | Preselecții       | Preselecții       | Preselecții       | Preselecții       | Preselecții       | Preselecții       | Preselecții       | Preselecții       | Preselecții       | Preselecții       | Preselecții       | Preselecții       | Preselecții       | Preselecții       | Preselecții       | Preselecții       | Preselecții       | Preselecții       | Preselecții       | Preselecții       | Preselecții       | Preselecții       | Preselecții       | Preselecții       | Preselecții       | Preselecții       | Preselecții       | Preselecții       | Preselecții       | Preselecții       | Preselecții       | Preselecții       | Preselecții       | Preselecții       | Preselecții       | Preselecții       | Preselecții       | Preselecții       | Preselecții       | Preselecții       | Preselecții       | Preselecții       | Preselecții       | Preselecții       | Preselecții       | Preselecții       | Preselecții       | Preselecții       | Preselecții       | Preselecții       | Preselecții       | Preselecții       | Preselecții       | Preselecții       | Preselecții       | Preselecții       | Preselecții       | Preselecții       | Preselecții       | Preselecții       | Preselecții       | Preselecții       | Preselecții       | Preselecții       | Preselecții       | Preselecții       | Preselecții       | Preselecții       | Preselecții       | Preselecții       | Preselecții       | Preselecții       | Preselecții       | Preselecții       | Preselecții       |                                                                                 |                                                                                 |                                                                                 |                                                                                 |                                                                                 |                                                                                 |                                                                                 |                                                                                 |                                                                                 |                                                                                 |                                                                                 |                                                                                 |                                                                                 |                                                                                 |                                                                                 |                                                                                 |                                                                                 |                                                                                 |                                                                                 |                                                                                 |                                                                                 |                                                                                 |                                                                                 |                                                                                 |                                                                                 |                                                                                 |                                                                                 |                                                                                 |                                                                                 |                                                                                 |                                                                                 |                                                                                 |                                                                                 |                                                                                 |                                                                                 |                                                                                 |                                                                                 |                                                                                 |                                                                                 |                                                                                 |                                                                                 |                                                                                 |                                                                                 |                                                                                 |                                                                                 |                                                                                 |                                                                                 |                                                                                 |                                                                                 |                                                                                 |                                                                                 |                                                                                 |                                                                                 |                                                                                 |                                                                                 |                                                                                 |                                                                                 |                                                                                 |                                                                                 |                                                                                 |                                                                                 |                                                                                 |                                                                                 |                                                                                 |                                                                                 |                                                                                 |                                                                                 |                                                                                 |                                                                                 |                                                                                 |                                                                                 |                                                                                 |                                                                                 |                                                                                 |                                                                                 |                                                                                 |                                                                                 |                                                                                 |                                                                                 |                                                                                 |                                                                                 |                                                                                 |                                                                                 |                                                                                 |                                                                                 |                                                                                 |                                                                                 |                                                                                 |                                                                                 |                                                                                 |                                                                                 |                                                                                 |                                                                                 |                                                                                 |                                                                                 |                                                                                 |                                                                                 |                                                                                 |                                                                                 |                                                                                 | „Because You Loved Me”                                                    | „Because You Loved Me”                                                    | „Because You Loved Me”                                                    | „Because You Loved Me”                                                    | „Because You Loved Me”                                                    | „Because You Loved Me”                                                    | „Because You Loved Me”                                                    | „Because You Loved Me”                                                    | „Because You Loved Me”                                                    | „Because You Loved Me”                                                    | „Because You Loved Me”                                                    | „Because You Loved Me”                                                    | „Because You Loved Me”                                                    | „Because You Loved Me”                                                    | „Because You Loved Me”                                                    | „Because You Loved Me”                                                    | „Because You Loved Me”                                                    | „Because You Loved Me”                                                    | „Because You Loved Me”                                                    | „Because You Loved Me”                                                    | „Because You Loved Me”                                                    | „Because You Loved Me”                                                    | „Because You Loved Me”                                                    | „Because You Loved Me”                                                    | „Because You Loved Me”                                                    | „Because You Loved Me”                                                    | „Because You Loved Me”                                                    | „Because You Loved Me”                                                    | „Because You Loved Me”                                                    | „Because You Loved Me”                                                    | „Because You Loved Me”                                                    | „Because You Loved Me”                                                    | „Because You Loved Me”                                                    | „Because You Loved Me”                                                    | „Because You Loved Me”                                                    | „Because You Loved Me”                                                    | „Because You Loved Me”                                                    | „Because You Loved Me”                                                    | „Because You Loved Me”                                                    | „Because You Loved Me”                                                    | „Because You Loved Me”                                                    | „Because You Loved Me”                                                    | „Because You Loved Me”                                                    | „Because You Loved Me”                                                    | „Because You Loved Me”                                                    | „Because You Loved Me”                                                    | „Because You Loved Me”                                                    | „Because You Loved Me”                                                    | „Because You Loved Me”                                                    | „Because You Loved Me”                                                    | „Because You Loved Me”                                                    | „Because You Loved Me”                                                    | „Because You Loved Me”                                                    | „Because You Loved Me”                                                    | „Because You Loved Me”                                                    | „Because You Loved Me”                                                    | „Because You Loved Me”                                                    | „Because You Loved Me”                                                    | „Because You Loved Me”                                                    | „Because You Loved Me”                                                    | „Because You Loved Me”                                                    | „Because You Loved Me”                                                    | „Because You Loved Me”                                                    | „Because You Loved Me”                                                    | „Because You Loved Me”                                                    | „Because You Loved Me”                                                    | „Because You Loved Me”                                                    | „Because You Loved Me”                                                    | „Because You Loved Me”                                                    | „Because You Loved Me”                                                    | „Because You Loved Me”                                                    | „Because You Loved Me”                                                    | „Because You Loved Me”                                                    | „Because You Loved Me”                                                    | „Because You Loved Me”                                                    | „Because You Loved Me”                                                    | „Because You Loved Me”                                                    | „Because You Loved Me”                                                    | „Because You Loved Me”                                                    | „Because You Loved Me”                                                    | „Because You Loved Me”                                                    | „Because You Loved Me”                                                    | „Because You Loved Me”                                                    | „Because You Loved Me”                                                    | „Because You Loved Me”                                                    | „Because You Loved Me”                                                    | „Because You Loved Me”                                                    | „Because You Loved Me”                                                    | „Because You Loved Me”                                                    | „Because You Loved Me”                                                    | „Because You Loved Me”                                                    | „Because You Loved Me”                                                    | „Because You Loved Me”                                                    | „Because You Loved Me”                                                    | „Because You Loved Me”                                                    | „Because You Loved Me”                                                    | „Because You Loved Me”                                                    | „Because You Loved Me”                                                    | „Because You Loved Me”                                                    | „Because You Loved Me”                                                    | Celine Dion                                      | Celine Dion                                      | Celine Dion                                      | Celine Dion                                      | Celine Dion                                      | Celine Dion                                      | Celine Dion                                      | Celine Dion                                      | Celine Dion                                      | Celine Dion                                      | Celine Dion                                      | Celine Dion                                      | Celine Dion                                      | Celine Dion                                      | Celine Dion                                      | Celine Dion                                      | Celine Dion                                      | Celine Dion                                      | Celine Dion                                      | Celine Dion                                      | Celine Dion                                      | Celine Dion                                      | Celine Dion                                      | Celine Dion                                      | Celine Dion                                      | Celine Dion                                      | Celine Dion                                      | Celine Dion                                      | Celine Dion                                      | Celine Dion                                      | Celine Dion                                      | Celine Dion                                      | Celine Dion                                      | Celine Dion                                      | Celine Dion                                      | Celine Dion                                      | Celine Dion                                      | Celine Dion                                      | Celine Dion                                      | Celine Dion                                      | Celine Dion                                      | Celine Dion                                      | Celine Dion                                      | Celine Dion                                      | Celine Dion                                      | Celine Dion                                      | Celine Dion                                      | Celine Dion                                      | Celine Dion                                      | Celine Dion                                      | Celine Dion                                      | Celine Dion                                      | Celine Dion                                      | Celine Dion                                      | Celine Dion                                      | Celine Dion                                      | Celine Dion                                      | Celine Dion                                      | Celine Dion                                      | Celine Dion                                      | Celine Dion                                      | Celine Dion                                      | Celine Dion                                      | Celine Dion                                      | Celine Dion                                      | Celine Dion                                      | Celine Dion                                      | Celine Dion                                      | Celine Dion                                      | Celine Dion                                      | Celine Dion                                      | Celine Dion                                      | Celine Dion                                      | Celine Dion                                      | Celine Dion                                      | Celine Dion                                      | Celine Dion                                      | Celine Dion                                      | Celine Dion                                      | Celine Dion                                      | Celine Dion                                      | Celine Dion                                      | Celine Dion                                      | Celine Dion                                      | Celine Dion                                      | Celine Dion                                      | Celine Dion                                      | Celine Dion                                      | Celine Dion                                      | Celine Dion                                      | Celine Dion                                      | Celine Dion                                      | Celine Dion                                      | Celine Dion                                      | Celine Dion                                      | Celine Dion                                      | Celine Dion                                      | Celine Dion                                      | Celine Dion                                      | Celine Dion                                      |        |        |        |        |        |        |        |        |        |        |        |        |        |        |        |        |        |        |        |        |        |        |        |        |        |        |        |        |        |        |        |        |        |        |        |        |        |        |        |        |        |        |        |        |        |        |        |        |        |        |        |        |        |        |        |        |        |        |        |        |        |        |        |        |        |        |        |        |        |        |        |        |        |        |        |        |        |        |        |        |        |        |        |        |        |        |        |        |        |        |        |        |        |        |        |        |        |        |        |        | A trecut     | A trecut     | A trecut     | A trecut     | A trecut     | A trecut     | A trecut     | A trecut     | A trecut     | A trecut     | A trecut     | A trecut     | A trecut     | A trecut     | A trecut     | A trecut     | A trecut     | A trecut     | A trecut     | A trecut     | A trecut     | A trecut     | A trecut     | A trecut     | A trecut     | A trecut     | A trecut     | A trecut     | A trecut     | A trecut     | A trecut     | A trecut     | A trecut     | A trecut     | A trecut     | A trecut     | A trecut     | A trecut     | A trecut     | A trecut     | A trecut     | A trecut     | A trecut     | A trecut     | A trecut     | A trecut     | A trecut     | A trecut     | A trecut     | A trecut     | A trecut     | A trecut     | A trecut     | A trecut     | A trecut     | A trecut     | A trecut     | A trecut     | A trecut     | A trecut     | A trecut     | A trecut     | A trecut     | A trecut     | A trecut     | A trecut     | A trecut     | A trecut     | A trecut     | A trecut     | A trecut     | A trecut     | A trecut     | A trecut     | A trecut     | A trecut     | A trecut     | A trecut     | A trecut     | A trecut     | A trecut     | A trecut     | A trecut     | A trecut     | A trecut     | A trecut     | A trecut     | A trecut     | A trecut     | A trecut     | A trecut     | A trecut     | A trecut     | A trecut     | A trecut     | A trecut     | A trecut     | A trecut     | A trecut     | A trecut     |
| Hollywood         | Hollywood         | Hollywood         | Hollywood         | Hollywood         | Hollywood         | Hollywood         | Hollywood         | Hollywood         | Hollywood         | Hollywood         | Hollywood         | Hollywood         | Hollywood         | Hollywood         | Hollywood         | Hollywood         | Hollywood         | Hollywood         | Hollywood         | Hollywood         | Hollywood         | Hollywood         | Hollywood         | Hollywood         | Hollywood         | Hollywood         | Hollywood         | Hollywood         | Hollywood         | Hollywood         | Hollywood         | Hollywood         | Hollywood         | Hollywood         | Hollywood         | Hollywood         | Hollywood         | Hollywood         | Hollywood         | Hollywood         | Hollywood         | Hollywood         | Hollywood         | Hollywood         | Hollywood         | Hollywood         | Hollywood         | Hollywood         | Hollywood         | Hollywood         | Hollywood         | Hollywood         | Hollywood         | Hollywood         | Hollywood         | Hollywood         | Hollywood         | Hollywood         | Hollywood         | Hollywood         | Hollywood         | Hollywood         | Hollywood         | Hollywood         | Hollywood         | Hollywood         | Hollywood         | Hollywood         | Hollywood         | Hollywood         | Hollywood         | Hollywood         | Hollywood         | Hollywood         | Hollywood         | Hollywood         | Hollywood         | Hollywood         | Hollywood         | Hollywood         | Hollywood         | Hollywood         | Hollywood         | Hollywood         | Hollywood         | Hollywood         | Hollywood         | Hollywood         | Hollywood         | Hollywood         | Hollywood         | Hollywood         | Hollywood         | Hollywood         | Hollywood         | Hollywood         | Hollywood         | Hollywood         | Hollywood         |                                                                                 |                                                                                 |                                                                                 |                                                                                 |                                                                                 |                                                                                 |                                                                                 |                                                                                 |                                                                                 |                                                                                 |                                                                                 |                                                                                 |                                                                                 |                                                                                 |                                                                                 |                                                                                 |                                                                                 |                                                                                 |                                                                                 |                                                                                 |                                                                                 |                                                                                 |                                                                                 |                                                                                 |                                                                                 |                                                                                 |                                                                                 |                                                                                 |                                                                                 |                                                                                 |                                                                                 |                                                                                 |                                                                                 |                                                                                 |                                                                                 |                                                                                 |                                                                                 |                                                                                 |                                                                                 |                                                                                 |                                                                                 |                                                                                 |                                                                                 |                                                                                 |                                                                                 |                                                                                 |                                                                                 |                                                                                 |                                                                                 |                                                                                 |                                                                                 |                                                                                 |                                                                                 |                                                                                 |                                                                                 |                                                                                 |                                                                                 |                                                                                 |                                                                                 |                                                                                 |                                                                                 |                                                                                 |                                                                                 |                                                                                 |                                                                                 |                                                                                 |                                                                                 |                                                                                 |                                                                                 |                                                                                 |                                                                                 |                                                                                 |                                                                                 |                                                                                 |                                                                                 |                                                                                 |                                                                                 |                                                                                 |                                                                                 |                                                                                 |                                                                                 |                                                                                 |                                                                                 |                                                                                 |                                                                                 |                                                                                 |                                                                                 |                                                                                 |                                                                                 |                                                                                 |                                                                                 |                                                                                 |                                                                                 |                                                                                 |                                                                                 |                                                                                 |                                                                                 |                                                                                 |                                                                                 |                                                                                 | „Some Kind of Wonderful”                                                  | „Some Kind of Wonderful”                                                  | „Some Kind of Wonderful”                                                  | „Some Kind of Wonderful”                                                  | „Some Kind of Wonderful”                                                  | „Some Kind of Wonderful”                                                  | „Some Kind of Wonderful”                                                  | „Some Kind of Wonderful”                                                  | „Some Kind of Wonderful”                                                  | „Some Kind of Wonderful”                                                  | „Some Kind of Wonderful”                                                  | „Some Kind of Wonderful”                                                  | „Some Kind of Wonderful”                                                  | „Some Kind of Wonderful”                                                  | „Some Kind of Wonderful”                                                  | „Some Kind of Wonderful”                                                  | „Some Kind of Wonderful”                                                  | „Some Kind of Wonderful”                                                  | „Some Kind of Wonderful”                                                  | „Some Kind of Wonderful”                                                  | „Some Kind of Wonderful”                                                  | „Some Kind of Wonderful”                                                  | „Some Kind of Wonderful”                                                  | „Some Kind of Wonderful”                                                  | „Some Kind of Wonderful”                                                  | „Some Kind of Wonderful”                                                  | „Some Kind of Wonderful”                                                  | „Some Kind of Wonderful”                                                  | „Some Kind of Wonderful”                                                  | „Some Kind of Wonderful”                                                  | „Some Kind of Wonderful”                                                  | „Some Kind of Wonderful”                                                  | „Some Kind of Wonderful”                                                  | „Some Kind of Wonderful”                                                  | „Some Kind of Wonderful”                                                  | „Some Kind of Wonderful”                                                  | „Some Kind of Wonderful”                                                  | „Some Kind of Wonderful”                                                  | „Some Kind of Wonderful”                                                  | „Some Kind of Wonderful”                                                  | „Some Kind of Wonderful”                                                  | „Some Kind of Wonderful”                                                  | „Some Kind of Wonderful”                                                  | „Some Kind of Wonderful”                                                  | „Some Kind of Wonderful”                                                  | „Some Kind of Wonderful”                                                  | „Some Kind of Wonderful”                                                  | „Some Kind of Wonderful”                                                  | „Some Kind of Wonderful”                                                  | „Some Kind of Wonderful”                                                  | „Some Kind of Wonderful”                                                  | „Some Kind of Wonderful”                                                  | „Some Kind of Wonderful”                                                  | „Some Kind of Wonderful”                                                  | „Some Kind of Wonderful”                                                  | „Some Kind of Wonderful”                                                  | „Some Kind of Wonderful”                                                  | „Some Kind of Wonderful”                                                  | „Some Kind of Wonderful”                                                  | „Some Kind of Wonderful”                                                  | „Some Kind of Wonderful”                                                  | „Some Kind of Wonderful”                                                  | „Some Kind of Wonderful”                                                  | „Some Kind of Wonderful”                                                  | „Some Kind of Wonderful”                                                  | „Some Kind of Wonderful”                                                  | „Some Kind of Wonderful”                                                  | „Some Kind of Wonderful”                                                  | „Some Kind of Wonderful”                                                  | „Some Kind of Wonderful”                                                  | „Some Kind of Wonderful”                                                  | „Some Kind of Wonderful”                                                  | „Some Kind of Wonderful”                                                  | „Some Kind of Wonderful”                                                  | „Some Kind of Wonderful”                                                  | „Some Kind of Wonderful”                                                  | „Some Kind of Wonderful”                                                  | „Some Kind of Wonderful”                                                  | „Some Kind of Wonderful”                                                  | „Some Kind of Wonderful”                                                  | „Some Kind of Wonderful”                                                  | „Some Kind of Wonderful”                                                  | „Some Kind of Wonderful”                                                  | „Some Kind of Wonderful”                                                  | „Some Kind of Wonderful”                                                  | „Some Kind of Wonderful”                                                  | „Some Kind of Wonderful”                                                  | „Some Kind of Wonderful”                                                  | „Some Kind of Wonderful”                                                  | „Some Kind of Wonderful”                                                  | „Some Kind of Wonderful”                                                  | „Some Kind of Wonderful”                                                  | „Some Kind of Wonderful”                                                  | „Some Kind of Wonderful”                                                  | „Some Kind of Wonderful”                                                  | „Some Kind of Wonderful”                                                  | „Some Kind of Wonderful”                                                  | „Some Kind of Wonderful”                                                  | „Some Kind of Wonderful”                                                  | „Some Kind of Wonderful”                                                  | Soul Brothers Six                                | Soul Brothers Six                                | Soul Brothers Six                                | Soul Brothers Six                                | Soul Brothers Six                                | Soul Brothers Six                                | Soul Brothers Six                                | Soul Brothers Six                                | Soul Brothers Six                                | Soul Brothers Six                                | Soul Brothers Six                                | Soul Brothers Six                                | Soul Brothers Six                                | Soul Brothers Six                                | Soul Brothers Six                                | Soul Brothers Six                                | Soul Brothers Six                                | Soul Brothers Six                                | Soul Brothers Six                                | Soul Brothers Six                                | Soul Brothers Six                                | Soul Brothers Six                                | Soul Brothers Six                                | Soul Brothers Six                                | Soul Brothers Six                                | Soul Brothers Six                                | Soul Brothers Six                                | Soul Brothers Six                                | Soul Brothers Six                                | Soul Brothers Six                                | Soul Brothers Six                                | Soul Brothers Six                                | Soul Brothers Six                                | Soul Brothers Six                                | Soul Brothers Six                                | Soul Brothers Six                                | Soul Brothers Six                                | Soul Brothers Six                                | Soul Brothers Six                                | Soul Brothers Six                                | Soul Brothers Six                                | Soul Brothers Six                                | Soul Brothers Six                                | Soul Brothers Six                                | Soul Brothers Six                                | Soul Brothers Six                                | Soul Brothers Six                                | Soul Brothers Six                                | Soul Brothers Six                                | Soul Brothers Six                                | Soul Brothers Six                                | Soul Brothers Six                                | Soul Brothers Six                                | Soul Brothers Six                                | Soul Brothers Six                                | Soul Brothers Six                                | Soul Brothers Six                                | Soul Brothers Six                                | Soul Brothers Six                                | Soul Brothers Six                                | Soul Brothers Six                                | Soul Brothers Six                                | Soul Brothers Six                                | Soul Brothers Six                                | Soul Brothers Six                                | Soul Brothers Six                                | Soul Brothers Six                                | Soul Brothers Six                                | Soul Brothers Six                                | Soul Brothers Six                                | Soul Brothers Six                                | Soul Brothers Six                                | Soul Brothers Six                                | Soul Brothers Six                                | Soul Brothers Six                                | Soul Brothers Six                                | Soul Brothers Six                                | Soul Brothers Six                                | Soul Brothers Six                                | Soul Brothers Six                                | Soul Brothers Six                                | Soul Brothers Six                                | Soul Brothers Six                                | Soul Brothers Six                                | Soul Brothers Six                                | Soul Brothers Six                                | Soul Brothers Six                                | Soul Brothers Six                                | Soul Brothers Six                                | Soul Brothers Six                                | Soul Brothers Six                                | Soul Brothers Six                                | Soul Brothers Six                                | Soul Brothers Six                                | Soul Brothers Six                                | Soul Brothers Six                                | Soul Brothers Six                                | Soul Brothers Six                                | Soul Brothers Six                                | Soul Brothers Six                                |        |        |        |        |        |        |        |        |        |        |        |        |        |        |        |        |        |        |        |        |        |        |        |        |        |        |        |        |        |        |        |        |        |        |        |        |        |        |        |        |        |        |        |        |        |        |        |        |        |        |        |        |        |        |        |        |        |        |        |        |        |        |        |        |        |        |        |        |        |        |        |        |        |        |        |        |        |        |        |        |        |        |        |        |        |        |        |        |        |        |        |        |        |        |        |        |        |        |        |        | A trecut     | A trecut     | A trecut     | A trecut     | A trecut     | A trecut     | A trecut     | A trecut     | A trecut     | A trecut     | A trecut     | A trecut     | A trecut     | A trecut     | A trecut     | A trecut     | A trecut     | A trecut     | A trecut     | A trecut     | A trecut     | A trecut     | A trecut     | A trecut     | A trecut     | A trecut     | A trecut     | A trecut     | A trecut     | A trecut     | A trecut     | A trecut     | A trecut     | A trecut     | A trecut     | A trecut     | A trecut     | A trecut     | A trecut     | A trecut     | A trecut     | A trecut     | A trecut     | A trecut     | A trecut     | A trecut     | A trecut     | A trecut     | A trecut     | A trecut     | A trecut     | A trecut     | A trecut     | A trecut     | A trecut     | A trecut     | A trecut     | A trecut     | A trecut     | A trecut     | A trecut     | A trecut     | A trecut     | A trecut     | A trecut     | A trecut     | A trecut     | A trecut     | A trecut     | A trecut     | A trecut     | A trecut     | A trecut     | A trecut     | A trecut     | A trecut     | A trecut     | A trecut     | A trecut     | A trecut     | A trecut     | A trecut     | A trecut     | A trecut     | A trecut     | A trecut     | A trecut     | A trecut     | A trecut     | A trecut     | A trecut     | A trecut     | A trecut     | A trecut     | A trecut     | A trecut     | A trecut     | A trecut     | A trecut     | A trecut     |
| Top 24 (12 femei) | Top 24 (12 femei) | Top 24 (12 femei) | Top 24 (12 femei) | Top 24 (12 femei) | Top 24 (12 femei) | Top 24 (12 femei) | Top 24 (12 femei) | Top 24 (12 femei) | Top 24 (12 femei) | Top 24 (12 femei) | Top 24 (12 femei) | Top 24 (12 femei) | Top 24 (12 femei) | Top 24 (12 femei) | Top 24 (12 femei) | Top 24 (12 femei) | Top 24 (12 femei) | Top 24 (12 femei) | Top 24 (12 femei) | Top 24 (12 femei) | Top 24 (12 femei) | Top 24 (12 femei) | Top 24 (12 femei) | Top 24 (12 femei) | Top 24 (12 femei) | Top 24 (12 femei) | Top 24 (12 femei) | Top 24 (12 femei) | Top 24 (12 femei) | Top 24 (12 femei) | Top 24 (12 femei) | Top 24 (12 femei) | Top 24 (12 femei) | Top 24 (12 femei) | Top 24 (12 femei) | Top 24 (12 femei) | Top 24 (12 femei) | Top 24 (12 femei) | Top 24 (12 femei) | Top 24 (12 femei) | Top 24 (12 femei) | Top 24 (12 femei) | Top 24 (12 femei) | Top 24 (12 femei) | Top 24 (12 femei) | Top 24 (12 femei) | Top 24 (12 femei) | Top 24 (12 femei) | Top 24 (12 femei) | Top 24 (12 femei) | Top 24 (12 femei) | Top 24 (12 femei) | Top 24 (12 femei) | Top 24 (12 femei) | Top 24 (12 femei) | Top 24 (12 femei) | Top 24 (12 femei) | Top 24 (12 femei) | Top 24 (12 femei) | Top 24 (12 femei) | Top 24 (12 femei) | Top 24 (12 femei) | Top 24 (12 femei) | Top 24 (12 femei) | Top 24 (12 femei) | Top 24 (12 femei) | Top 24 (12 femei) | Top 24 (12 femei) | Top 24 (12 femei) | Top 24 (12 femei) | Top 24 (12 femei) | Top 24 (12 femei) | Top 24 (12 femei) | Top 24 (12 femei) | Top 24 (12 femei) | Top 24 (12 femei) | Top 24 (12 femei) | Top 24 (12 femei) | Top 24 (12 femei) | Top 24 (12 femei) | Top 24 (12 femei) | Top 24 (12 femei) | Top 24 (12 femei) | Top 24 (12 femei) | Top 24 (12 femei) | Top 24 (12 femei) | Top 24 (12 femei) | Top 24 (12 femei) | Top 24 (12 femei) | Top 24 (12 femei) | Top 24 (12 femei) | Top 24 (12 femei) | Top 24 (12 femei) | Top 24 (12 femei) | Top 24 (12 femei) | Top 24 (12 femei) | Top 24 (12 femei) | Top 24 (12 femei) | Top 24 (12 femei) |                                                                                 |                                                                                 |                                                                                 |                                                                                 |                                                                                 |                                                                                 |                                                                                 |                                                                                 |                                                                                 |                                                                                 |                                                                                 |                                                                                 |                                                                                 |                                                                                 |                                                                                 |                                                                                 |                                                                                 |                                                                                 |                                                                                 |                                                                                 |                                                                                 |                                                                                 |                                                                                 |                                                                                 |                                                                                 |                                                                                 |                                                                                 |                                                                                 |                                                                                 |                                                                                 |                                                                                 |                                                                                 |                                                                                 |                                                                                 |                                                                                 |                                                                                 |                                                                                 |                                                                                 |                                                                                 |                                                                                 |                                                                                 |                                                                                 |                                                                                 |                                                                                 |                                                                                 |                                                                                 |                                                                                 |                                                                                 |                                                                                 |                                                                                 |                                                                                 |                                                                                 |                                                                                 |                                                                                 |                                                                                 |                                                                                 |                                                                                 |                                                                                 |                                                                                 |                                                                                 |                                                                                 |                                                                                 |                                                                                 |                                                                                 |                                                                                 |                                                                                 |                                                                                 |                                                                                 |                                                                                 |                                                                                 |                                                                                 |                                                                                 |                                                                                 |                                                                                 |                                                                                 |                                                                                 |                                                                                 |                                                                                 |                                                                                 |                                                                                 |                                                                                 |                                                                                 |                                                                                 |                                                                                 |                                                                                 |                                                                                 |                                                                                 |                                                                                 |                                                                                 |                                                                                 |                                                                                 |                                                                                 |                                                                                 |                                                                                 |                                                                                 |                                                                                 |                                                                                 |                                                                                 |                                                                                 |                                                                                 | „Give Me One Reason”                                                      | „Give Me One Reason”                                                      | „Give Me One Reason”                                                      | „Give Me One Reason”                                                      | „Give Me One Reason”                                                      | „Give Me One Reason”                                                      | „Give Me One Reason”                                                      | „Give Me One Reason”                                                      | „Give Me One Reason”                                                      | „Give Me One Reason”                                                      | „Give Me One Reason”                                                      | „Give Me One Reason”                                                      | „Give Me One Reason”                                                      | „Give Me One Reason”                                                      | „Give Me One Reason”                                                      | „Give Me One Reason”                                                      | „Give Me One Reason”                                                      | „Give Me One Reason”                                                      | „Give Me One Reason”                                                      | „Give Me One Reason”                                                      | „Give Me One Reason”                                                      | „Give Me One Reason”                                                      | „Give Me One Reason”                                                      | „Give Me One Reason”                                                      | „Give Me One Reason”                                                      | „Give Me One Reason”                                                      | „Give Me One Reason”                                                      | „Give Me One Reason”                                                      | „Give Me One Reason”                                                      | „Give Me One Reason”                                                      | „Give Me One Reason”                                                      | „Give Me One Reason”                                                      | „Give Me One Reason”                                                      | „Give Me One Reason”                                                      | „Give Me One Reason”                                                      | „Give Me One Reason”                                                      | „Give Me One Reason”                                                      | „Give Me One Reason”                                                      | „Give Me One Reason”                                                      | „Give Me One Reason”                                                      | „Give Me One Reason”                                                      | „Give Me One Reason”                                                      | „Give Me One Reason”                                                      | „Give Me One Reason”                                                      | „Give Me One Reason”                                                      | „Give Me One Reason”                                                      | „Give Me One Reason”                                                      | „Give Me One Reason”                                                      | „Give Me One Reason”                                                      | „Give Me One Reason”                                                      | „Give Me One Reason”                                                      | „Give Me One Reason”                                                      | „Give Me One Reason”                                                      | „Give Me One Reason”                                                      | „Give Me One Reason”                                                      | „Give Me One Reason”                                                      | „Give Me One Reason”                                                      | „Give Me One Reason”                                                      | „Give Me One Reason”                                                      | „Give Me One Reason”                                                      | „Give Me One Reason”                                                      | „Give Me One Reason”                                                      | „Give Me One Reason”                                                      | „Give Me One Reason”                                                      | „Give Me One Reason”                                                      | „Give Me One Reason”                                                      | „Give Me One Reason”                                                      | „Give Me One Reason”                                                      | „Give Me One Reason”                                                      | „Give Me One Reason”                                                      | „Give Me One Reason”                                                      | „Give Me One Reason”                                                      | „Give Me One Reason”                                                      | „Give Me One Reason”                                                      | „Give Me One Reason”                                                      | „Give Me One Reason”                                                      | „Give Me One Reason”                                                      | „Give Me One Reason”                                                      | „Give Me One Reason”                                                      | „Give Me One Reason”                                                      | „Give Me One Reason”                                                      | „Give Me One Reason”                                                      | „Give Me One Reason”                                                      | „Give Me One Reason”                                                      | „Give Me One Reason”                                                      | „Give Me One Reason”                                                      | „Give Me One Reason”                                                      | „Give Me One Reason”                                                      | „Give Me One Reason”                                                      | „Give Me One Reason”                                                      | „Give Me One Reason”                                                      | „Give Me One Reason”                                                      | „Give Me One Reason”                                                      | „Give Me One Reason”                                                      | „Give Me One Reason”                                                      | „Give Me One Reason”                                                      | „Give Me One Reason”                                                      | „Give Me One Reason”                                                      | „Give Me One Reason”                                                      | „Give Me One Reason”                                                      | Tracy Chapman                                    | Tracy Chapman                                    | Tracy Chapman                                    | Tracy Chapman                                    | Tracy Chapman                                    | Tracy Chapman                                    | Tracy Chapman                                    | Tracy Chapman                                    | Tracy Chapman                                    | Tracy Chapman                                    | Tracy Chapman                                    | Tracy Chapman                                    | Tracy Chapman                                    | Tracy Chapman                                    | Tracy Chapman                                    | Tracy Chapman                                    | Tracy Chapman                                    | Tracy Chapman                                    | Tracy Chapman                                    | Tracy Chapman                                    | Tracy Chapman                                    | Tracy Chapman                                    | Tracy Chapman                                    | Tracy Chapman                                    | Tracy Chapman                                    | Tracy Chapman                                    | Tracy Chapman                                    | Tracy Chapman                                    | Tracy Chapman                                    | Tracy Chapman                                    | Tracy Chapman                                    | Tracy Chapman                                    | Tracy Chapman                                    | Tracy Chapman                                    | Tracy Chapman                                    | Tracy Chapman                                    | Tracy Chapman                                    | Tracy Chapman                                    | Tracy Chapman                                    | Tracy Chapman                                    | Tracy Chapman                                    | Tracy Chapman                                    | Tracy Chapman                                    | Tracy Chapman                                    | Tracy Chapman                                    | Tracy Chapman                                    | Tracy Chapman                                    | Tracy Chapman                                    | Tracy Chapman                                    | Tracy Chapman                                    | Tracy Chapman                                    | Tracy Chapman                                    | Tracy Chapman                                    | Tracy Chapman                                    | Tracy Chapman                                    | Tracy Chapman                                    | Tracy Chapman                                    | Tracy Chapman                                    | Tracy Chapman                                    | Tracy Chapman                                    | Tracy Chapman                                    | Tracy Chapman                                    | Tracy Chapman                                    | Tracy Chapman                                    | Tracy Chapman                                    | Tracy Chapman                                    | Tracy Chapman                                    | Tracy Chapman                                    | Tracy Chapman                                    | Tracy Chapman                                    | Tracy Chapman                                    | Tracy Chapman                                    | Tracy Chapman                                    | Tracy Chapman                                    | Tracy Chapman                                    | Tracy Chapman                                    | Tracy Chapman                                    | Tracy Chapman                                    | Tracy Chapman                                    | Tracy Chapman                                    | Tracy Chapman                                    | Tracy Chapman                                    | Tracy Chapman                                    | Tracy Chapman                                    | Tracy Chapman                                    | Tracy Chapman                                    | Tracy Chapman                                    | Tracy Chapman                                    | Tracy Chapman                                    | Tracy Chapman                                    | Tracy Chapman                                    | Tracy Chapman                                    | Tracy Chapman                                    | Tracy Chapman                                    | Tracy Chapman                                    | Tracy Chapman                                    | Tracy Chapman                                    | Tracy Chapman                                    | Tracy Chapman                                    | Tracy Chapman                                    | 6      | 6      | 6      | 6      | 6      | 6      | 6      | 6      | 6      | 6      | 6      | 6      | 6      | 6      | 6      | 6      | 6      | 6      | 6      | 6      | 6      | 6      | 6      | 6      | 6      | 6      | 6      | 6      | 6      | 6      | 6      | 6      | 6      | 6      | 6      | 6      | 6      | 6      | 6      | 6      | 6      | 6      | 6      | 6      | 6      | 6      | 6      | 6      | 6      | 6      | 6      | 6      | 6      | 6      | 6      | 6      | 6      | 6      | 6      | 6      | 6      | 6      | 6      | 6      | 6      | 6      | 6      | 6      | 6      | 6      | 6      | 6      | 6      | 6      | 6      | 6      | 6      | 6      | 6      | 6      | 6      | 6      | 6      | 6      | 6      | 6      | 6      | 6      | 6      | 6      | 6      | 6      | 6      | 6      | 6      | 6      | 6      | 6      | 6      | 6      | OK           | OK           | OK           | OK           | OK           | OK           | OK           | OK           | OK           | OK           | OK           | OK           | OK           | OK           | OK           | OK           | OK           | OK           | OK           | OK           | OK           | OK           | OK           | OK           | OK           | OK           | OK           | OK           | OK           | OK           | OK           | OK           | OK           | OK           | OK           | OK           | OK           | OK           | OK           | OK           | OK           | OK           | OK           | OK           | OK           | OK           | OK           | OK           | OK           | OK           | OK           | OK           | OK           | OK           | OK           | OK           | OK           | OK           | OK           | OK           | OK           | OK           | OK           | OK           | OK           | OK           | OK           | OK           | OK           | OK           | OK           | OK           | OK           | OK           | OK           | OK           | OK           | OK           | OK           | OK           | OK           | OK           | OK           | OK           | OK           | OK           | OK           | OK           | OK           | OK           | OK           | OK           | OK           | OK           | OK           | OK           | OK           | OK           | OK           | OK           |
| Top 20 (10 femei) | Top 20 (10 femei) | Top 20 (10 femei) | Top 20 (10 femei) | Top 20 (10 femei) | Top 20 (10 femei) | Top 20 (10 femei) | Top 20 (10 femei) | Top 20 (10 femei) | Top 20 (10 femei) | Top 20 (10 femei) | Top 20 (10 femei) | Top 20 (10 femei) | Top 20 (10 femei) | Top 20 (10 femei) | Top 20 (10 femei) | Top 20 (10 femei) | Top 20 (10 femei) | Top 20 (10 femei) | Top 20 (10 femei) | Top 20 (10 femei) | Top 20 (10 femei) | Top 20 (10 femei) | Top 20 (10 femei) | Top 20 (10 femei) | Top 20 (10 femei) | Top 20 (10 femei) | Top 20 (10 femei) | Top 20 (10 femei) | Top 20 (10 femei) | Top 20 (10 femei) | Top 20 (10 femei) | Top 20 (10 femei) | Top 20 (10 femei) | Top 20 (10 femei) | Top 20 (10 femei) | Top 20 (10 femei) | Top 20 (10 femei) | Top 20 (10 femei) | Top 20 (10 femei) | Top 20 (10 femei) | Top 20 (10 femei) | Top 20 (10 femei) | Top 20 (10 femei) | Top 20 (10 femei) | Top 20 (10 femei) | Top 20 (10 femei) | Top 20 (10 femei) | Top 20 (10 femei) | Top 20 (10 femei) | Top 20 (10 femei) | Top 20 (10 femei) | Top 20 (10 femei) | Top 20 (10 femei) | Top 20 (10 femei) | Top 20 (10 femei) | Top 20 (10 femei) | Top 20 (10 femei) | Top 20 (10 femei) | Top 20 (10 femei) | Top 20 (10 femei) | Top 20 (10 femei) | Top 20 (10 femei) | Top 20 (10 femei) | Top 20 (10 femei) | Top 20 (10 femei) | Top 20 (10 femei) | Top 20 (10 femei) | Top 20 (10 femei) | Top 20 (10 femei) | Top 20 (10 femei) | Top 20 (10 femei) | Top 20 (10 femei) | Top 20 (10 femei) | Top 20 (10 femei) | Top 20 (10 femei) | Top 20 (10 femei) | Top 20 (10 femei) | Top 20 (10 femei) | Top 20 (10 femei) | Top 20 (10 femei) | Top 20 (10 femei) | Top 20 (10 femei) | Top 20 (10 femei) | Top 20 (10 femei) | Top 20 (10 femei) | Top 20 (10 femei) | Top 20 (10 femei) | Top 20 (10 femei) | Top 20 (10 femei) | Top 20 (10 femei) | Top 20 (10 femei) | Top 20 (10 femei) | Top 20 (10 femei) | Top 20 (10 femei) | Top 20 (10 femei) | Top 20 (10 femei) | Top 20 (10 femei) | Top 20 (10 femei) | Top 20 (10 femei) | Săptămâna dedicațiilor                                                          | Săptămâna dedicațiilor                                                          | Săptămâna dedicațiilor                                                          | Săptămâna dedicațiilor                                                          | Săptămâna dedicațiilor                                                          | Săptămâna dedicațiilor                                                          | Săptămâna dedicațiilor                                                          | Săptămâna dedicațiilor                                                          | Săptămâna dedicațiilor                                                          | Săptămâna dedicațiilor                                                          | Săptămâna dedicațiilor                                                          | Săptămâna dedicațiilor                                                          | Săptămâna dedicațiilor                                                          | Săptămâna dedicațiilor                                                          | Săptămâna dedicațiilor                                                          | Săptămâna dedicațiilor                                                          | Săptămâna dedicațiilor                                                          | Săptămâna dedicațiilor                                                          | Săptămâna dedicațiilor                                                          | Săptămâna dedicațiilor                                                          | Săptămâna dedicațiilor                                                          | Săptămâna dedicațiilor                                                          | Săptămâna dedicațiilor                                                          | Săptămâna dedicațiilor                                                          | Săptămâna dedicațiilor                                                          | Săptămâna dedicațiilor                                                          | Săptămâna dedicațiilor                                                          | Săptămâna dedicațiilor                                                          | Săptămâna dedicațiilor                                                          | Săptămâna dedicațiilor                                                          | Săptămâna dedicațiilor                                                          | Săptămâna dedicațiilor                                                          | Săptămâna dedicațiilor                                                          | Săptămâna dedicațiilor                                                          | Săptămâna dedicațiilor                                                          | Săptămâna dedicațiilor                                                          | Săptămâna dedicațiilor                                                          | Săptămâna dedicațiilor                                                          | Săptămâna dedicațiilor                                                          | Săptămâna dedicațiilor                                                          | Săptămâna dedicațiilor                                                          | Săptămâna dedicațiilor                                                          | Săptămâna dedicațiilor                                                          | Săptămâna dedicațiilor                                                          | Săptămâna dedicațiilor                                                          | Săptămâna dedicațiilor                                                          | Săptămâna dedicațiilor                                                          | Săptămâna dedicațiilor                                                          | Săptămâna dedicațiilor                                                          | Săptămâna dedicațiilor                                                          | Săptămâna dedicațiilor                                                          | Săptămâna dedicațiilor                                                          | Săptămâna dedicațiilor                                                          | Săptămâna dedicațiilor                                                          | Săptămâna dedicațiilor                                                          | Săptămâna dedicațiilor                                                          | Săptămâna dedicațiilor                                                          | Săptămâna dedicațiilor                                                          | Săptămâna dedicațiilor                                                          | Săptămâna dedicațiilor                                                          | Săptămâna dedicațiilor                                                          | Săptămâna dedicațiilor                                                          | Săptămâna dedicațiilor                                                          | Săptămâna dedicațiilor                                                          | Săptămâna dedicațiilor                                                          | Săptămâna dedicațiilor                                                          | Săptămâna dedicațiilor                                                          | Săptămâna dedicațiilor                                                          | Săptămâna dedicațiilor                                                          | Săptămâna dedicațiilor                                                          | Săptămâna dedicațiilor                                                          | Săptămâna dedicațiilor                                                          | Săptămâna dedicațiilor                                                          | Săptămâna dedicațiilor                                                          | Săptămâna dedicațiilor                                                          | Săptămâna dedicațiilor                                                          | Săptămâna dedicațiilor                                                          | Săptămâna dedicațiilor                                                          | Săptămâna dedicațiilor                                                          | Săptămâna dedicațiilor                                                          | Săptămâna dedicațiilor                                                          | Săptămâna dedicațiilor                                                          | Săptămâna dedicațiilor                                                          | Săptămâna dedicațiilor                                                          | Săptămâna dedicațiilor                                                          | Săptămâna dedicațiilor                                                          | Săptămâna dedicațiilor                                                          | Săptămâna dedicațiilor                                                          | Săptămâna dedicațiilor                                                          | Săptămâna dedicațiilor                                                          | Săptămâna dedicațiilor                                                          | Săptămâna dedicațiilor                                                          | Săptămâna dedicațiilor                                                          | Săptămâna dedicațiilor                                                          | Săptămâna dedicațiilor                                                          | Săptămâna dedicațiilor                                                          | Săptămâna dedicațiilor                                                          | Săptămâna dedicațiilor                                                          | Săptămâna dedicațiilor                                                          | Săptămâna dedicațiilor                                                          | „Reflection”                                                              | „Reflection”                                                              | „Reflection”                                                              | „Reflection”                                                              | „Reflection”                                                              | „Reflection”                                                              | „Reflection”                                                              | „Reflection”                                                              | „Reflection”                                                              | „Reflection”                                                              | „Reflection”                                                              | „Reflection”                                                              | „Reflection”                                                              | „Reflection”                                                              | „Reflection”                                                              | „Reflection”                                                              | „Reflection”                                                              | „Reflection”                                                              | „Reflection”                                                              | „Reflection”                                                              | „Reflection”                                                              | „Reflection”                                                              | „Reflection”                                                              | „Reflection”                                                              | „Reflection”                                                              | „Reflection”                                                              | „Reflection”                                                              | „Reflection”                                                              | „Reflection”                                                              | „Reflection”                                                              | „Reflection”                                                              | „Reflection”                                                              | „Reflection”                                                              | „Reflection”                                                              | „Reflection”                                                              | „Reflection”                                                              | „Reflection”                                                              | „Reflection”                                                              | „Reflection”                                                              | „Reflection”                                                              | „Reflection”                                                              | „Reflection”                                                              | „Reflection”                                                              | „Reflection”                                                              | „Reflection”                                                              | „Reflection”                                                              | „Reflection”                                                              | „Reflection”                                                              | „Reflection”                                                              | „Reflection”                                                              | „Reflection”                                                              | „Reflection”                                                              | „Reflection”                                                              | „Reflection”                                                              | „Reflection”                                                              | „Reflection”                                                              | „Reflection”                                                              | „Reflection”                                                              | „Reflection”                                                              | „Reflection”                                                              | „Reflection”                                                              | „Reflection”                                                              | „Reflection”                                                              | „Reflection”                                                              | „Reflection”                                                              | „Reflection”                                                              | „Reflection”                                                              | „Reflection”                                                              | „Reflection”                                                              | „Reflection”                                                              | „Reflection”                                                              | „Reflection”                                                              | „Reflection”                                                              | „Reflection”                                                              | „Reflection”                                                              | „Reflection”                                                              | „Reflection”                                                              | „Reflection”                                                              | „Reflection”                                                              | „Reflection”                                                              | „Reflection”                                                              | „Reflection”                                                              | „Reflection”                                                              | „Reflection”                                                              | „Reflection”                                                              | „Reflection”                                                              | „Reflection”                                                              | „Reflection”                                                              | „Reflection”                                                              | „Reflection”                                                              | „Reflection”                                                              | „Reflection”                                                              | „Reflection”                                                              | „Reflection”                                                              | „Reflection”                                                              | „Reflection”                                                              | „Reflection”                                                              | „Reflection”                                                              | „Reflection”                                                              | „Reflection”                                                              | Christina Aguilera                               | Christina Aguilera                               | Christina Aguilera                               | Christina Aguilera                               | Christina Aguilera                               | Christina Aguilera                               | Christina Aguilera                               | Christina Aguilera                               | Christina Aguilera                               | Christina Aguilera                               | Christina Aguilera                               | Christina Aguilera                               | Christina Aguilera                               | Christina Aguilera                               | Christina Aguilera                               | Christina Aguilera                               | Christina Aguilera                               | Christina Aguilera                               | Christina Aguilera                               | Christina Aguilera                               | Christina Aguilera                               | Christina Aguilera                               | Christina Aguilera                               | Christina Aguilera                               | Christina Aguilera                               | Christina Aguilera                               | Christina Aguilera                               | Christina Aguilera                               | Christina Aguilera                               | Christina Aguilera                               | Christina Aguilera                               | Christina Aguilera                               | Christina Aguilera                               | Christina Aguilera                               | Christina Aguilera                               | Christina Aguilera                               | Christina Aguilera                               | Christina Aguilera                               | Christina Aguilera                               | Christina Aguilera                               | Christina Aguilera                               | Christina Aguilera                               | Christina Aguilera                               | Christina Aguilera                               | Christina Aguilera                               | Christina Aguilera                               | Christina Aguilera                               | Christina Aguilera                               | Christina Aguilera                               | Christina Aguilera                               | Christina Aguilera                               | Christina Aguilera                               | Christina Aguilera                               | Christina Aguilera                               | Christina Aguilera                               | Christina Aguilera                               | Christina Aguilera                               | Christina Aguilera                               | Christina Aguilera                               | Christina Aguilera                               | Christina Aguilera                               | Christina Aguilera                               | Christina Aguilera                               | Christina Aguilera                               | Christina Aguilera                               | Christina Aguilera                               | Christina Aguilera                               | Christina Aguilera                               | Christina Aguilera                               | Christina Aguilera                               | Christina Aguilera                               | Christina Aguilera                               | Christina Aguilera                               | Christina Aguilera                               | Christina Aguilera                               | Christina Aguilera                               | Christina Aguilera                               | Christina Aguilera                               | Christina Aguilera                               | Christina Aguilera                               | Christina Aguilera                               | Christina Aguilera                               | Christina Aguilera                               | Christina Aguilera                               | Christina Aguilera                               | Christina Aguilera                               | Christina Aguilera                               | Christina Aguilera                               | Christina Aguilera                               | Christina Aguilera                               | Christina Aguilera                               | Christina Aguilera                               | Christina Aguilera                               | Christina Aguilera                               | Christina Aguilera                               | Christina Aguilera                               | Christina Aguilera                               | Christina Aguilera                               | Christina Aguilera                               | Christina Aguilera                               | 6      | 6      | 6      | 6      | 6      | 6      | 6      | 6      | 6      | 6      | 6      | 6      | 6      | 6      | 6      | 6      | 6      | 6      | 6      | 6      | 6      | 6      | 6      | 6      | 6      | 6      | 6      | 6      | 6      | 6      | 6      | 6      | 6      | 6      | 6      | 6      | 6      | 6      | 6      | 6      | 6      | 6      | 6      | 6      | 6      | 6      | 6      | 6      | 6      | 6      | 6      | 6      | 6      | 6      | 6      | 6      | 6      | 6      | 6      | 6      | 6      | 6      | 6      | 6      | 6      | 6      | 6      | 6      | 6      | 6      | 6      | 6      | 6      | 6      | 6      | 6      | 6      | 6      | 6      | 6      | 6      | 6      | 6      | 6      | 6      | 6      | 6      | 6      | 6      | 6      | 6      | 6      | 6      | 6      | 6      | 6      | 6      | 6      | 6      | 6      | OK           | OK           | OK           | OK           | OK           | OK           | OK           | OK           | OK           | OK           | OK           | OK           | OK           | OK           | OK           | OK           | OK           | OK           | OK           | OK           | OK           | OK           | OK           | OK           | OK           | OK           | OK           | OK           | OK           | OK           | OK           | OK           | OK           | OK           | OK           | OK           | OK           | OK           | OK           | OK           | OK           | OK           | OK           | OK           | OK           | OK           | OK           | OK           | OK           | OK           | OK           | OK           | OK           | OK           | OK           | OK           | OK           | OK           | OK           | OK           | OK           | OK           | OK           | OK           | OK           | OK           | OK           | OK           | OK           | OK           | OK           | OK           | OK           | OK           | OK           | OK           | OK           | OK           | OK           | OK           | OK           | OK           | OK           | OK           | OK           | OK           | OK           | OK           | OK           | OK           | OK           | OK           | OK           | OK           | OK           | OK           | OK           | OK           | OK           | OK           |
| Top 16 (8 femei)  | Top 16 (8 femei)  | Top 16 (8 femei)  | Top 16 (8 femei)  | Top 16 (8 femei)  | Top 16 (8 femei)  | Top 16 (8 femei)  | Top 16 (8 femei)  | Top 16 (8 femei)  | Top 16 (8 femei)  | Top 16 (8 femei)  | Top 16 (8 femei)  | Top 16 (8 femei)  | Top 16 (8 femei)  | Top 16 (8 femei)  | Top 16 (8 femei)  | Top 16 (8 femei)  | Top 16 (8 femei)  | Top 16 (8 femei)  | Top 16 (8 femei)  | Top 16 (8 femei)  | Top 16 (8 femei)  | Top 16 (8 femei)  | Top 16 (8 femei)  | Top 16 (8 femei)  | Top 16 (8 femei)  | Top 16 (8 femei)  | Top 16 (8 femei)  | Top 16 (8 femei)  | Top 16 (8 femei)  | Top 16 (8 femei)  | Top 16 (8 femei)  | Top 16 (8 femei)  | Top 16 (8 femei)  | Top 16 (8 femei)  | Top 16 (8 femei)  | Top 16 (8 femei)  | Top 16 (8 femei)  | Top 16 (8 femei)  | Top 16 (8 femei)  | Top 16 (8 femei)  | Top 16 (8 femei)  | Top 16 (8 femei)  | Top 16 (8 femei)  | Top 16 (8 femei)  | Top 16 (8 femei)  | Top 16 (8 femei)  | Top 16 (8 femei)  | Top 16 (8 femei)  | Top 16 (8 femei)  | Top 16 (8 femei)  | Top 16 (8 femei)  | Top 16 (8 femei)  | Top 16 (8 femei)  | Top 16 (8 femei)  | Top 16 (8 femei)  | Top 16 (8 femei)  | Top 16 (8 femei)  | Top 16 (8 femei)  | Top 16 (8 femei)  | Top 16 (8 femei)  | Top 16 (8 femei)  | Top 16 (8 femei)  | Top 16 (8 femei)  | Top 16 (8 femei)  | Top 16 (8 femei)  | Top 16 (8 femei)  | Top 16 (8 femei)  | Top 16 (8 femei)  | Top 16 (8 femei)  | Top 16 (8 femei)  | Top 16 (8 femei)  | Top 16 (8 femei)  | Top 16 (8 femei)  | Top 16 (8 femei)  | Top 16 (8 femei)  | Top 16 (8 femei)  | Top 16 (8 femei)  | Top 16 (8 femei)  | Top 16 (8 femei)  | Top 16 (8 femei)  | Top 16 (8 femei)  | Top 16 (8 femei)  | Top 16 (8 femei)  | Top 16 (8 femei)  | Top 16 (8 femei)  | Top 16 (8 femei)  | Top 16 (8 femei)  | Top 16 (8 femei)  | Top 16 (8 femei)  | Top 16 (8 femei)  | Top 16 (8 femei)  | Top 16 (8 femei)  | Top 16 (8 femei)  | Top 16 (8 femei)  | Top 16 (8 femei)  | Top 16 (8 femei)  | Top 16 (8 femei)  | Top 16 (8 femei)  | Top 16 (8 femei)  |                                                                                 |                                                                                 |                                                                                 |                                                                                 |                                                                                 |                                                                                 |                                                                                 |                                                                                 |                                                                                 |                                                                                 |                                                                                 |                                                                                 |                                                                                 |                                                                                 |                                                                                 |                                                                                 |                                                                                 |                                                                                 |                                                                                 |                                                                                 |                                                                                 |                                                                                 |                                                                                 |                                                                                 |                                                                                 |                                                                                 |                                                                                 |                                                                                 |                                                                                 |                                                                                 |                                                                                 |                                                                                 |                                                                                 |                                                                                 |                                                                                 |                                                                                 |                                                                                 |                                                                                 |                                                                                 |                                                                                 |                                                                                 |                                                                                 |                                                                                 |                                                                                 |                                                                                 |                                                                                 |                                                                                 |                                                                                 |                                                                                 |                                                                                 |                                                                                 |                                                                                 |                                                                                 |                                                                                 |                                                                                 |                                                                                 |                                                                                 |                                                                                 |                                                                                 |                                                                                 |                                                                                 |                                                                                 |                                                                                 |                                                                                 |                                                                                 |                                                                                 |                                                                                 |                                                                                 |                                                                                 |                                                                                 |                                                                                 |                                                                                 |                                                                                 |                                                                                 |                                                                                 |                                                                                 |                                                                                 |                                                                                 |                                                                                 |                                                                                 |                                                                                 |                                                                                 |                                                                                 |                                                                                 |                                                                                 |                                                                                 |                                                                                 |                                                                                 |                                                                                 |                                                                                 |                                                                                 |                                                                                 |                                                                                 |                                                                                 |                                                                                 |                                                                                 |                                                                                 |                                                                                 |                                                                                 |                                                                                 | „Heartbreaker”                                                            | „Heartbreaker”                                                            | „Heartbreaker”                                                            | „Heartbreaker”                                                            | „Heartbreaker”                                                            | „Heartbreaker”                                                            | „Heartbreaker”                                                            | „Heartbreaker”                                                            | „Heartbreaker”                                                            | „Heartbreaker”                                                            | „Heartbreaker”                                                            | „Heartbreaker”                                                            | „Heartbreaker”                                                            | „Heartbreaker”                                                            | „Heartbreaker”                                                            | „Heartbreaker”                                                            | „Heartbreaker”                                                            | „Heartbreaker”                                                            | „Heartbreaker”                                                            | „Heartbreaker”                                                            | „Heartbreaker”                                                            | „Heartbreaker”                                                            | „Heartbreaker”                                                            | „Heartbreaker”                                                            | „Heartbreaker”                                                            | „Heartbreaker”                                                            | „Heartbreaker”                                                            | „Heartbreaker”                                                            | „Heartbreaker”                                                            | „Heartbreaker”                                                            | „Heartbreaker”                                                            | „Heartbreaker”                                                            | „Heartbreaker”                                                            | „Heartbreaker”                                                            | „Heartbreaker”                                                            | „Heartbreaker”                                                            | „Heartbreaker”                                                            | „Heartbreaker”                                                            | „Heartbreaker”                                                            | „Heartbreaker”                                                            | „Heartbreaker”                                                            | „Heartbreaker”                                                            | „Heartbreaker”                                                            | „Heartbreaker”                                                            | „Heartbreaker”                                                            | „Heartbreaker”                                                            | „Heartbreaker”                                                            | „Heartbreaker”                                                            | „Heartbreaker”                                                            | „Heartbreaker”                                                            | „Heartbreaker”                                                            | „Heartbreaker”                                                            | „Heartbreaker”                                                            | „Heartbreaker”                                                            | „Heartbreaker”                                                            | „Heartbreaker”                                                            | „Heartbreaker”                                                            | „Heartbreaker”                                                            | „Heartbreaker”                                                            | „Heartbreaker”                                                            | „Heartbreaker”                                                            | „Heartbreaker”                                                            | „Heartbreaker”                                                            | „Heartbreaker”                                                            | „Heartbreaker”                                                            | „Heartbreaker”                                                            | „Heartbreaker”                                                            | „Heartbreaker”                                                            | „Heartbreaker”                                                            | „Heartbreaker”                                                            | „Heartbreaker”                                                            | „Heartbreaker”                                                            | „Heartbreaker”                                                            | „Heartbreaker”                                                            | „Heartbreaker”                                                            | „Heartbreaker”                                                            | „Heartbreaker”                                                            | „Heartbreaker”                                                            | „Heartbreaker”                                                            | „Heartbreaker”                                                            | „Heartbreaker”                                                            | „Heartbreaker”                                                            | „Heartbreaker”                                                            | „Heartbreaker”                                                            | „Heartbreaker”                                                            | „Heartbreaker”                                                            | „Heartbreaker”                                                            | „Heartbreaker”                                                            | „Heartbreaker”                                                            | „Heartbreaker”                                                            | „Heartbreaker”                                                            | „Heartbreaker”                                                            | „Heartbreaker”                                                            | „Heartbreaker”                                                            | „Heartbreaker”                                                            | „Heartbreaker”                                                            | „Heartbreaker”                                                            | „Heartbreaker”                                                            | „Heartbreaker”                                                            | „Heartbreaker”                                                            | Pat Benatar                                      | Pat Benatar                                      | Pat Benatar                                      | Pat Benatar                                      | Pat Benatar                                      | Pat Benatar                                      | Pat Benatar                                      | Pat Benatar                                      | Pat Benatar                                      | Pat Benatar                                      | Pat Benatar                                      | Pat Benatar                                      | Pat Benatar                                      | Pat Benatar                                      | Pat Benatar                                      | Pat Benatar                                      | Pat Benatar                                      | Pat Benatar                                      | Pat Benatar                                      | Pat Benatar                                      | Pat Benatar                                      | Pat Benatar                                      | Pat Benatar                                      | Pat Benatar                                      | Pat Benatar                                      | Pat Benatar                                      | Pat Benatar                                      | Pat Benatar                                      | Pat Benatar                                      | Pat Benatar                                      | Pat Benatar                                      | Pat Benatar                                      | Pat Benatar                                      | Pat Benatar                                      | Pat Benatar                                      | Pat Benatar                                      | Pat Benatar                                      | Pat Benatar                                      | Pat Benatar                                      | Pat Benatar                                      | Pat Benatar                                      | Pat Benatar                                      | Pat Benatar                                      | Pat Benatar                                      | Pat Benatar                                      | Pat Benatar                                      | Pat Benatar                                      | Pat Benatar                                      | Pat Benatar                                      | Pat Benatar                                      | Pat Benatar                                      | Pat Benatar                                      | Pat Benatar                                      | Pat Benatar                                      | Pat Benatar                                      | Pat Benatar                                      | Pat Benatar                                      | Pat Benatar                                      | Pat Benatar                                      | Pat Benatar                                      | Pat Benatar                                      | Pat Benatar                                      | Pat Benatar                                      | Pat Benatar                                      | Pat Benatar                                      | Pat Benatar                                      | Pat Benatar                                      | Pat Benatar                                      | Pat Benatar                                      | Pat Benatar                                      | Pat Benatar                                      | Pat Benatar                                      | Pat Benatar                                      | Pat Benatar                                      | Pat Benatar                                      | Pat Benatar                                      | Pat Benatar                                      | Pat Benatar                                      | Pat Benatar                                      | Pat Benatar                                      | Pat Benatar                                      | Pat Benatar                                      | Pat Benatar                                      | Pat Benatar                                      | Pat Benatar                                      | Pat Benatar                                      | Pat Benatar                                      | Pat Benatar                                      | Pat Benatar                                      | Pat Benatar                                      | Pat Benatar                                      | Pat Benatar                                      | Pat Benatar                                      | Pat Benatar                                      | Pat Benatar                                      | Pat Benatar                                      | Pat Benatar                                      | Pat Benatar                                      | Pat Benatar                                      | Pat Benatar                                      | 1      | 1      | 1      | 1      | 1      | 1      | 1      | 1      | 1      | 1      | 1      | 1      | 1      | 1      | 1      | 1      | 1      | 1      | 1      | 1      | 1      | 1      | 1      | 1      | 1      | 1      | 1      | 1      | 1      | 1      | 1      | 1      | 1      | 1      | 1      | 1      | 1      | 1      | 1      | 1      | 1      | 1      | 1      | 1      | 1      | 1      | 1      | 1      | 1      | 1      | 1      | 1      | 1      | 1      | 1      | 1      | 1      | 1      | 1      | 1      | 1      | 1      | 1      | 1      | 1      | 1      | 1      | 1      | 1      | 1      | 1      | 1      | 1      | 1      | 1      | 1      | 1      | 1      | 1      | 1      | 1      | 1      | 1      | 1      | 1      | 1      | 1      | 1      | 1      | 1      | 1      | 1      | 1      | 1      | 1      | 1      | 1      | 1      | 1      | 1      | OK           | OK           | OK           | OK           | OK           | OK           | OK           | OK           | OK           | OK           | OK           | OK           | OK           | OK           | OK           | OK           | OK           | OK           | OK           | OK           | OK           | OK           | OK           | OK           | OK           | OK           | OK           | OK           | OK           | OK           | OK           | OK           | OK           | OK           | OK           | OK           | OK           | OK           | OK           | OK           | OK           | OK           | OK           | OK           | OK           | OK           | OK           | OK           | OK           | OK           | OK           | OK           | OK           | OK           | OK           | OK           | OK           | OK           | OK           | OK           | OK           | OK           | OK           | OK           | OK           | OK           | OK           | OK           | OK           | OK           | OK           | OK           | OK           | OK           | OK           | OK           | OK           | OK           | OK           | OK           | OK           | OK           | OK           | OK           | OK           | OK           | OK           | OK           | OK           | OK           | OK           | OK           | OK           | OK           | OK           | OK           | OK           | OK           | OK           | OK           |
| Top 12            | Top 12            | Top 12            | Top 12            | Top 12            | Top 12            | Top 12            | Top 12            | Top 12            | Top 12            | Top 12            | Top 12            | Top 12            | Top 12            | Top 12            | Top 12            | Top 12            | Top 12            | Top 12            | Top 12            | Top 12            | Top 12            | Top 12            | Top 12            | Top 12            | Top 12            | Top 12            | Top 12            | Top 12            | Top 12            | Top 12            | Top 12            | Top 12            | Top 12            | Top 12            | Top 12            | Top 12            | Top 12            | Top 12            | Top 12            | Top 12            | Top 12            | Top 12            | Top 12            | Top 12            | Top 12            | Top 12            | Top 12            | Top 12            | Top 12            | Top 12            | Top 12            | Top 12            | Top 12            | Top 12            | Top 12            | Top 12            | Top 12            | Top 12            | Top 12            | Top 12            | Top 12            | Top 12            | Top 12            | Top 12            | Top 12            | Top 12            | Top 12            | Top 12            | Top 12            | Top 12            | Top 12            | Top 12            | Top 12            | Top 12            | Top 12            | Top 12            | Top 12            | Top 12            | Top 12            | Top 12            | Top 12            | Top 12            | Top 12            | Top 12            | Top 12            | Top 12            | Top 12            | Top 12            | Top 12            | Top 12            | Top 12            | Top 12            | Top 12            | Top 12            | Top 12            | Top 12            | Top 12            | Top 12            | Top 12            | Diana Ross                                                                      | Diana Ross                                                                      | Diana Ross                                                                      | Diana Ross                                                                      | Diana Ross                                                                      | Diana Ross                                                                      | Diana Ross                                                                      | Diana Ross                                                                      | Diana Ross                                                                      | Diana Ross                                                                      | Diana Ross                                                                      | Diana Ross                                                                      | Diana Ross                                                                      | Diana Ross                                                                      | Diana Ross                                                                      | Diana Ross                                                                      | Diana Ross                                                                      | Diana Ross                                                                      | Diana Ross                                                                      | Diana Ross                                                                      | Diana Ross                                                                      | Diana Ross                                                                      | Diana Ross                                                                      | Diana Ross                                                                      | Diana Ross                                                                      | Diana Ross                                                                      | Diana Ross                                                                      | Diana Ross                                                                      | Diana Ross                                                                      | Diana Ross                                                                      | Diana Ross                                                                      | Diana Ross                                                                      | Diana Ross                                                                      | Diana Ross                                                                      | Diana Ross                                                                      | Diana Ross                                                                      | Diana Ross                                                                      | Diana Ross                                                                      | Diana Ross                                                                      | Diana Ross                                                                      | Diana Ross                                                                      | Diana Ross                                                                      | Diana Ross                                                                      | Diana Ross                                                                      | Diana Ross                                                                      | Diana Ross                                                                      | Diana Ross                                                                      | Diana Ross                                                                      | Diana Ross                                                                      | Diana Ross                                                                      | Diana Ross                                                                      | Diana Ross                                                                      | Diana Ross                                                                      | Diana Ross                                                                      | Diana Ross                                                                      | Diana Ross                                                                      | Diana Ross                                                                      | Diana Ross                                                                      | Diana Ross                                                                      | Diana Ross                                                                      | Diana Ross                                                                      | Diana Ross                                                                      | Diana Ross                                                                      | Diana Ross                                                                      | Diana Ross                                                                      | Diana Ross                                                                      | Diana Ross                                                                      | Diana Ross                                                                      | Diana Ross                                                                      | Diana Ross                                                                      | Diana Ross                                                                      | Diana Ross                                                                      | Diana Ross                                                                      | Diana Ross                                                                      | Diana Ross                                                                      | Diana Ross                                                                      | Diana Ross                                                                      | Diana Ross                                                                      | Diana Ross                                                                      | Diana Ross                                                                      | Diana Ross                                                                      | Diana Ross                                                                      | Diana Ross                                                                      | Diana Ross                                                                      | Diana Ross                                                                      | Diana Ross                                                                      | Diana Ross                                                                      | Diana Ross                                                                      | Diana Ross                                                                      | Diana Ross                                                                      | Diana Ross                                                                      | Diana Ross                                                                      | Diana Ross                                                                      | Diana Ross                                                                      | Diana Ross                                                                      | Diana Ross                                                                      | Diana Ross                                                                      | Diana Ross                                                                      | Diana Ross                                                                      | Diana Ross                                                                      | „If We Hold On Together”                                                  | „If We Hold On Together”                                                  | „If We Hold On Together”                                                  | „If We Hold On Together”                                                  | „If We Hold On Together”                                                  | „If We Hold On Together”                                                  | „If We Hold On Together”                                                  | „If We Hold On Together”                                                  | „If We Hold On Together”                                                  | „If We Hold On Together”                                                  | „If We Hold On Together”                                                  | „If We Hold On Together”                                                  | „If We Hold On Together”                                                  | „If We Hold On Together”                                                  | „If We Hold On Together”                                                  | „If We Hold On Together”                                                  | „If We Hold On Together”                                                  | „If We Hold On Together”                                                  | „If We Hold On Together”                                                  | „If We Hold On Together”                                                  | „If We Hold On Together”                                                  | „If We Hold On Together”                                                  | „If We Hold On Together”                                                  | „If We Hold On Together”                                                  | „If We Hold On Together”                                                  | „If We Hold On Together”                                                  | „If We Hold On Together”                                                  | „If We Hold On Together”                                                  | „If We Hold On Together”                                                  | „If We Hold On Together”                                                  | „If We Hold On Together”                                                  | „If We Hold On Together”                                                  | „If We Hold On Together”                                                  | „If We Hold On Together”                                                  | „If We Hold On Together”                                                  | „If We Hold On Together”                                                  | „If We Hold On Together”                                                  | „If We Hold On Together”                                                  | „If We Hold On Together”                                                  | „If We Hold On Together”                                                  | „If We Hold On Together”                                                  | „If We Hold On Together”                                                  | „If We Hold On Together”                                                  | „If We Hold On Together”                                                  | „If We Hold On Together”                                                  | „If We Hold On Together”                                                  | „If We Hold On Together”                                                  | „If We Hold On Together”                                                  | „If We Hold On Together”                                                  | „If We Hold On Together”                                                  | „If We Hold On Together”                                                  | „If We Hold On Together”                                                  | „If We Hold On Together”                                                  | „If We Hold On Together”                                                  | „If We Hold On Together”                                                  | „If We Hold On Together”                                                  | „If We Hold On Together”                                                  | „If We Hold On Together”                                                  | „If We Hold On Together”                                                  | „If We Hold On Together”                                                  | „If We Hold On Together”                                                  | „If We Hold On Together”                                                  | „If We Hold On Together”                                                  | „If We Hold On Together”                                                  | „If We Hold On Together”                                                  | „If We Hold On Together”                                                  | „If We Hold On Together”                                                  | „If We Hold On Together”                                                  | „If We Hold On Together”                                                  | „If We Hold On Together”                                                  | „If We Hold On Together”                                                  | „If We Hold On Together”                                                  | „If We Hold On Together”                                                  | „If We Hold On Together”                                                  | „If We Hold On Together”                                                  | „If We Hold On Together”                                                  | „If We Hold On Together”                                                  | „If We Hold On Together”                                                  | „If We Hold On Together”                                                  | „If We Hold On Together”                                                  | „If We Hold On Together”                                                  | „If We Hold On Together”                                                  | „If We Hold On Together”                                                  | „If We Hold On Together”                                                  | „If We Hold On Together”                                                  | „If We Hold On Together”                                                  | „If We Hold On Together”                                                  | „If We Hold On Together”                                                  | „If We Hold On Together”                                                  | „If We Hold On Together”                                                  | „If We Hold On Together”                                                  | „If We Hold On Together”                                                  | „If We Hold On Together”                                                  | „If We Hold On Together”                                                  | „If We Hold On Together”                                                  | „If We Hold On Together”                                                  | „If We Hold On Together”                                                  | „If We Hold On Together”                                                  | „If We Hold On Together”                                                  | „If We Hold On Together”                                                  | Diana Ross                                       | Diana Ross                                       | Diana Ross                                       | Diana Ross                                       | Diana Ross                                       | Diana Ross                                       | Diana Ross                                       | Diana Ross                                       | Diana Ross                                       | Diana Ross                                       | Diana Ross                                       | Diana Ross                                       | Diana Ross                                       | Diana Ross                                       | Diana Ross                                       | Diana Ross                                       | Diana Ross                                       | Diana Ross                                       | Diana Ross                                       | Diana Ross                                       | Diana Ross                                       | Diana Ross                                       | Diana Ross                                       | Diana Ross                                       | Diana Ross                                       | Diana Ross                                       | Diana Ross                                       | Diana Ross                                       | Diana Ross                                       | Diana Ross                                       | Diana Ross                                       | Diana Ross                                       | Diana Ross                                       | Diana Ross                                       | Diana Ross                                       | Diana Ross                                       | Diana Ross                                       | Diana Ross                                       | Diana Ross                                       | Diana Ross                                       | Diana Ross                                       | Diana Ross                                       | Diana Ross                                       | Diana Ross                                       | Diana Ross                                       | Diana Ross                                       | Diana Ross                                       | Diana Ross                                       | Diana Ross                                       | Diana Ross                                       | Diana Ross                                       | Diana Ross                                       | Diana Ross                                       | Diana Ross                                       | Diana Ross                                       | Diana Ross                                       | Diana Ross                                       | Diana Ross                                       | Diana Ross                                       | Diana Ross                                       | Diana Ross                                       | Diana Ross                                       | Diana Ross                                       | Diana Ross                                       | Diana Ross                                       | Diana Ross                                       | Diana Ross                                       | Diana Ross                                       | Diana Ross                                       | Diana Ross                                       | Diana Ross                                       | Diana Ross                                       | Diana Ross                                       | Diana Ross                                       | Diana Ross                                       | Diana Ross                                       | Diana Ross                                       | Diana Ross                                       | Diana Ross                                       | Diana Ross                                       | Diana Ross                                       | Diana Ross                                       | Diana Ross                                       | Diana Ross                                       | Diana Ross                                       | Diana Ross                                       | Diana Ross                                       | Diana Ross                                       | Diana Ross                                       | Diana Ross                                       | Diana Ross                                       | Diana Ross                                       | Diana Ross                                       | Diana Ross                                       | Diana Ross                                       | Diana Ross                                       | Diana Ross                                       | Diana Ross                                       | Diana Ross                                       | Diana Ross                                       | 12     | 12     | 12     | 12     | 12     | 12     | 12     | 12     | 12     | 12     | 12     | 12     | 12     | 12     | 12     | 12     | 12     | 12     | 12     | 12     | 12     | 12     | 12     | 12     | 12     | 12     | 12     | 12     | 12     | 12     | 12     | 12     | 12     | 12     | 12     | 12     | 12     | 12     | 12     | 12     | 12     | 12     | 12     | 12     | 12     | 12     | 12     | 12     | 12     | 12     | 12     | 12     | 12     | 12     | 12     | 12     | 12     | 12     | 12     | 12     | 12     | 12     | 12     | 12     | 12     | 12     | 12     | 12     | 12     | 12     | 12     | 12     | 12     | 12     | 12     | 12     | 12     | 12     | 12     | 12     | 12     | 12     | 12     | 12     | 12     | 12     | 12     | 12     | 12     | 12     | 12     | 12     | 12     | 12     | 12     | 12     | 12     | 12     | 12     | 12     | OK           | OK           | OK           | OK           | OK           | OK           | OK           | OK           | OK           | OK           | OK           | OK           | OK           | OK           | OK           | OK           | OK           | OK           | OK           | OK           | OK           | OK           | OK           | OK           | OK           | OK           | OK           | OK           | OK           | OK           | OK           | OK           | OK           | OK           | OK           | OK           | OK           | OK           | OK           | OK           | OK           | OK           | OK           | OK           | OK           | OK           | OK           | OK           | OK           | OK           | OK           | OK           | OK           | OK           | OK           | OK           | OK           | OK           | OK           | OK           | OK           | OK           | OK           | OK           | OK           | OK           | OK           | OK           | OK           | OK           | OK           | OK           | OK           | OK           | OK           | OK           | OK           | OK           | OK           | OK           | OK           | OK           | OK           | OK           | OK           | OK           | OK           | OK           | OK           | OK           | OK           | OK           | OK           | OK           | OK           | OK           | OK           | OK           | OK           | OK           |
| Top 11            | Top 11            | Top 11            | Top 11            | Top 11            | Top 11            | Top 11            | Top 11            | Top 11            | Top 11            | Top 11            | Top 11            | Top 11            | Top 11            | Top 11            | Top 11            | Top 11            | Top 11            | Top 11            | Top 11            | Top 11            | Top 11            | Top 11            | Top 11            | Top 11            | Top 11            | Top 11            | Top 11            | Top 11            | Top 11            | Top 11            | Top 11            | Top 11            | Top 11            | Top 11            | Top 11            | Top 11            | Top 11            | Top 11            | Top 11            | Top 11            | Top 11            | Top 11            | Top 11            | Top 11            | Top 11            | Top 11            | Top 11            | Top 11            | Top 11            | Top 11            | Top 11            | Top 11            | Top 11            | Top 11            | Top 11            | Top 11            | Top 11            | Top 11            | Top 11            | Top 11            | Top 11            | Top 11            | Top 11            | Top 11            | Top 11            | Top 11            | Top 11            | Top 11            | Top 11            | Top 11            | Top 11            | Top 11            | Top 11            | Top 11            | Top 11            | Top 11            | Top 11            | Top 11            | Top 11            | Top 11            | Top 11            | Top 11            | Top 11            | Top 11            | Top 11            | Top 11            | Top 11            | Top 11            | Top 11            | Top 11            | Top 11            | Top 11            | Top 11            | Top 11            | Top 11            | Top 11            | Top 11            | Top 11            | Top 11            | British Invasion                                                                | British Invasion                                                                | British Invasion                                                                | British Invasion                                                                | British Invasion                                                                | British Invasion                                                                | British Invasion                                                                | British Invasion                                                                | British Invasion                                                                | British Invasion                                                                | British Invasion                                                                | British Invasion                                                                | British Invasion                                                                | British Invasion                                                                | British Invasion                                                                | British Invasion                                                                | British Invasion                                                                | British Invasion                                                                | British Invasion                                                                | British Invasion                                                                | British Invasion                                                                | British Invasion                                                                | British Invasion                                                                | British Invasion                                                                | British Invasion                                                                | British Invasion                                                                | British Invasion                                                                | British Invasion                                                                | British Invasion                                                                | British Invasion                                                                | British Invasion                                                                | British Invasion                                                                | British Invasion                                                                | British Invasion                                                                | British Invasion                                                                | British Invasion                                                                | British Invasion                                                                | British Invasion                                                                | British Invasion                                                                | British Invasion                                                                | British Invasion                                                                | British Invasion                                                                | British Invasion                                                                | British Invasion                                                                | British Invasion                                                                | British Invasion                                                                | British Invasion                                                                | British Invasion                                                                | British Invasion                                                                | British Invasion                                                                | British Invasion                                                                | British Invasion                                                                | British Invasion                                                                | British Invasion                                                                | British Invasion                                                                | British Invasion                                                                | British Invasion                                                                | British Invasion                                                                | British Invasion                                                                | British Invasion                                                                | British Invasion                                                                | British Invasion                                                                | British Invasion                                                                | British Invasion                                                                | British Invasion                                                                | British Invasion                                                                | British Invasion                                                                | British Invasion                                                                | British Invasion                                                                | British Invasion                                                                | British Invasion                                                                | British Invasion                                                                | British Invasion                                                                | British Invasion                                                                | British Invasion                                                                | British Invasion                                                                | British Invasion                                                                | British Invasion                                                                | British Invasion                                                                | British Invasion                                                                | British Invasion                                                                | British Invasion                                                                | British Invasion                                                                | British Invasion                                                                | British Invasion                                                                | British Invasion                                                                | British Invasion                                                                | British Invasion                                                                | British Invasion                                                                | British Invasion                                                                | British Invasion                                                                | British Invasion                                                                | British Invasion                                                                | British Invasion                                                                | British Invasion                                                                | British Invasion                                                                | British Invasion                                                                | British Invasion                                                                | British Invasion                                                                | British Invasion                                                                | „I (Who Have Nothing)”                                                    | „I (Who Have Nothing)”                                                    | „I (Who Have Nothing)”                                                    | „I (Who Have Nothing)”                                                    | „I (Who Have Nothing)”                                                    | „I (Who Have Nothing)”                                                    | „I (Who Have Nothing)”                                                    | „I (Who Have Nothing)”                                                    | „I (Who Have Nothing)”                                                    | „I (Who Have Nothing)”                                                    | „I (Who Have Nothing)”                                                    | „I (Who Have Nothing)”                                                    | „I (Who Have Nothing)”                                                    | „I (Who Have Nothing)”                                                    | „I (Who Have Nothing)”                                                    | „I (Who Have Nothing)”                                                    | „I (Who Have Nothing)”                                                    | „I (Who Have Nothing)”                                                    | „I (Who Have Nothing)”                                                    | „I (Who Have Nothing)”                                                    | „I (Who Have Nothing)”                                                    | „I (Who Have Nothing)”                                                    | „I (Who Have Nothing)”                                                    | „I (Who Have Nothing)”                                                    | „I (Who Have Nothing)”                                                    | „I (Who Have Nothing)”                                                    | „I (Who Have Nothing)”                                                    | „I (Who Have Nothing)”                                                    | „I (Who Have Nothing)”                                                    | „I (Who Have Nothing)”                                                    | „I (Who Have Nothing)”                                                    | „I (Who Have Nothing)”                                                    | „I (Who Have Nothing)”                                                    | „I (Who Have Nothing)”                                                    | „I (Who Have Nothing)”                                                    | „I (Who Have Nothing)”                                                    | „I (Who Have Nothing)”                                                    | „I (Who Have Nothing)”                                                    | „I (Who Have Nothing)”                                                    | „I (Who Have Nothing)”                                                    | „I (Who Have Nothing)”                                                    | „I (Who Have Nothing)”                                                    | „I (Who Have Nothing)”                                                    | „I (Who Have Nothing)”                                                    | „I (Who Have Nothing)”                                                    | „I (Who Have Nothing)”                                                    | „I (Who Have Nothing)”                                                    | „I (Who Have Nothing)”                                                    | „I (Who Have Nothing)”                                                    | „I (Who Have Nothing)”                                                    | „I (Who Have Nothing)”                                                    | „I (Who Have Nothing)”                                                    | „I (Who Have Nothing)”                                                    | „I (Who Have Nothing)”                                                    | „I (Who Have Nothing)”                                                    | „I (Who Have Nothing)”                                                    | „I (Who Have Nothing)”                                                    | „I (Who Have Nothing)”                                                    | „I (Who Have Nothing)”                                                    | „I (Who Have Nothing)”                                                    | „I (Who Have Nothing)”                                                    | „I (Who Have Nothing)”                                                    | „I (Who Have Nothing)”                                                    | „I (Who Have Nothing)”                                                    | „I (Who Have Nothing)”                                                    | „I (Who Have Nothing)”                                                    | „I (Who Have Nothing)”                                                    | „I (Who Have Nothing)”                                                    | „I (Who Have Nothing)”                                                    | „I (Who Have Nothing)”                                                    | „I (Who Have Nothing)”                                                    | „I (Who Have Nothing)”                                                    | „I (Who Have Nothing)”                                                    | „I (Who Have Nothing)”                                                    | „I (Who Have Nothing)”                                                    | „I (Who Have Nothing)”                                                    | „I (Who Have Nothing)”                                                    | „I (Who Have Nothing)”                                                    | „I (Who Have Nothing)”                                                    | „I (Who Have Nothing)”                                                    | „I (Who Have Nothing)”                                                    | „I (Who Have Nothing)”                                                    | „I (Who Have Nothing)”                                                    | „I (Who Have Nothing)”                                                    | „I (Who Have Nothing)”                                                    | „I (Who Have Nothing)”                                                    | „I (Who Have Nothing)”                                                    | „I (Who Have Nothing)”                                                    | „I (Who Have Nothing)”                                                    | „I (Who Have Nothing)”                                                    | „I (Who Have Nothing)”                                                    | „I (Who Have Nothing)”                                                    | „I (Who Have Nothing)”                                                    | „I (Who Have Nothing)”                                                    | „I (Who Have Nothing)”                                                    | „I (Who Have Nothing)”                                                    | „I (Who Have Nothing)”                                                    | „I (Who Have Nothing)”                                                    | „I (Who Have Nothing)”                                                    | „I (Who Have Nothing)”                                                    | Ben E. King                                      | Ben E. King                                      | Ben E. King                                      | Ben E. King                                      | Ben E. King                                      | Ben E. King                                      | Ben E. King                                      | Ben E. King                                      | Ben E. King                                      | Ben E. King                                      | Ben E. King                                      | Ben E. King                                      | Ben E. King                                      | Ben E. King                                      | Ben E. King                                      | Ben E. King                                      | Ben E. King                                      | Ben E. King                                      | Ben E. King                                      | Ben E. King                                      | Ben E. King                                      | Ben E. King                                      | Ben E. King                                      | Ben E. King                                      | Ben E. King                                      | Ben E. King                                      | Ben E. King                                      | Ben E. King                                      | Ben E. King                                      | Ben E. King                                      | Ben E. King                                      | Ben E. King                                      | Ben E. King                                      | Ben E. King                                      | Ben E. King                                      | Ben E. King                                      | Ben E. King                                      | Ben E. King                                      | Ben E. King                                      | Ben E. King                                      | Ben E. King                                      | Ben E. King                                      | Ben E. King                                      | Ben E. King                                      | Ben E. King                                      | Ben E. King                                      | Ben E. King                                      | Ben E. King                                      | Ben E. King                                      | Ben E. King                                      | Ben E. King                                      | Ben E. King                                      | Ben E. King                                      | Ben E. King                                      | Ben E. King                                      | Ben E. King                                      | Ben E. King                                      | Ben E. King                                      | Ben E. King                                      | Ben E. King                                      | Ben E. King                                      | Ben E. King                                      | Ben E. King                                      | Ben E. King                                      | Ben E. King                                      | Ben E. King                                      | Ben E. King                                      | Ben E. King                                      | Ben E. King                                      | Ben E. King                                      | Ben E. King                                      | Ben E. King                                      | Ben E. King                                      | Ben E. King                                      | Ben E. King                                      | Ben E. King                                      | Ben E. King                                      | Ben E. King                                      | Ben E. King                                      | Ben E. King                                      | Ben E. King                                      | Ben E. King                                      | Ben E. King                                      | Ben E. King                                      | Ben E. King                                      | Ben E. King                                      | Ben E. King                                      | Ben E. King                                      | Ben E. King                                      | Ben E. King                                      | Ben E. King                                      | Ben E. King                                      | Ben E. King                                      | Ben E. King                                      | Ben E. King                                      | Ben E. King                                      | Ben E. King                                      | Ben E. King                                      | Ben E. King                                      | Ben E. King                                      | 7      | 7      | 7      | 7      | 7      | 7      | 7      | 7      | 7      | 7      | 7      | 7      | 7      | 7      | 7      | 7      | 7      | 7      | 7      | 7      | 7      | 7      | 7      | 7      | 7      | 7      | 7      | 7      | 7      | 7      | 7      | 7      | 7      | 7      | 7      | 7      | 7      | 7      | 7      | 7      | 7      | 7      | 7      | 7      | 7      | 7      | 7      | 7      | 7      | 7      | 7      | 7      | 7      | 7      | 7      | 7      | 7      | 7      | 7      | 7      | 7      | 7      | 7      | 7      | 7      | 7      | 7      | 7      | 7      | 7      | 7      | 7      | 7      | 7      | 7      | 7      | 7      | 7      | 7      | 7      | 7      | 7      | 7      | 7      | 7      | 7      | 7      | 7      | 7      | 7      | 7      | 7      | 7      | 7      | 7      | 7      | 7      | 7      | 7      | 7      | OK           | OK           | OK           | OK           | OK           | OK           | OK           | OK           | OK           | OK           | OK           | OK           | OK           | OK           | OK           | OK           | OK           | OK           | OK           | OK           | OK           | OK           | OK           | OK           | OK           | OK           | OK           | OK           | OK           | OK           | OK           | OK           | OK           | OK           | OK           | OK           | OK           | OK           | OK           | OK           | OK           | OK           | OK           | OK           | OK           | OK           | OK           | OK           | OK           | OK           | OK           | OK           | OK           | OK           | OK           | OK           | OK           | OK           | OK           | OK           | OK           | OK           | OK           | OK           | OK           | OK           | OK           | OK           | OK           | OK           | OK           | OK           | OK           | OK           | OK           | OK           | OK           | OK           | OK           | OK           | OK           | OK           | OK           | OK           | OK           | OK           | OK           | OK           | OK           | OK           | OK           | OK           | OK           | OK           | OK           | OK           | OK           | OK           | OK           | OK           |
| Top 10            | Top 10            | Top 10            | Top 10            | Top 10            | Top 10            | Top 10            | Top 10            | Top 10            | Top 10            | Top 10            | Top 10            | Top 10            | Top 10            | Top 10            | Top 10            | Top 10            | Top 10            | Top 10            | Top 10            | Top 10            | Top 10            | Top 10            | Top 10            | Top 10            | Top 10            | Top 10            | Top 10            | Top 10            | Top 10            | Top 10            | Top 10            | Top 10            | Top 10            | Top 10            | Top 10            | Top 10            | Top 10            | Top 10            | Top 10            | Top 10            | Top 10            | Top 10            | Top 10            | Top 10            | Top 10            | Top 10            | Top 10            | Top 10            | Top 10            | Top 10            | Top 10            | Top 10            | Top 10            | Top 10            | Top 10            | Top 10            | Top 10            | Top 10            | Top 10            | Top 10            | Top 10            | Top 10            | Top 10            | Top 10            | Top 10            | Top 10            | Top 10            | Top 10            | Top 10            | Top 10            | Top 10            | Top 10            | Top 10            | Top 10            | Top 10            | Top 10            | Top 10            | Top 10            | Top 10            | Top 10            | Top 10            | Top 10            | Top 10            | Top 10            | Top 10            | Top 10            | Top 10            | Top 10            | Top 10            | Top 10            | Top 10            | Top 10            | Top 10            | Top 10            | Top 10            | Top 10            | Top 10            | Top 10            | Top 10            | No Doubt/Gwen Stefani                                                           | No Doubt/Gwen Stefani                                                           | No Doubt/Gwen Stefani                                                           | No Doubt/Gwen Stefani                                                           | No Doubt/Gwen Stefani                                                           | No Doubt/Gwen Stefani                                                           | No Doubt/Gwen Stefani                                                           | No Doubt/Gwen Stefani                                                           | No Doubt/Gwen Stefani                                                           | No Doubt/Gwen Stefani                                                           | No Doubt/Gwen Stefani                                                           | No Doubt/Gwen Stefani                                                           | No Doubt/Gwen Stefani                                                           | No Doubt/Gwen Stefani                                                           | No Doubt/Gwen Stefani                                                           | No Doubt/Gwen Stefani                                                           | No Doubt/Gwen Stefani                                                           | No Doubt/Gwen Stefani                                                           | No Doubt/Gwen Stefani                                                           | No Doubt/Gwen Stefani                                                           | No Doubt/Gwen Stefani                                                           | No Doubt/Gwen Stefani                                                           | No Doubt/Gwen Stefani                                                           | No Doubt/Gwen Stefani                                                           | No Doubt/Gwen Stefani                                                           | No Doubt/Gwen Stefani                                                           | No Doubt/Gwen Stefani                                                           | No Doubt/Gwen Stefani                                                           | No Doubt/Gwen Stefani                                                           | No Doubt/Gwen Stefani                                                           | No Doubt/Gwen Stefani                                                           | No Doubt/Gwen Stefani                                                           | No Doubt/Gwen Stefani                                                           | No Doubt/Gwen Stefani                                                           | No Doubt/Gwen Stefani                                                           | No Doubt/Gwen Stefani                                                           | No Doubt/Gwen Stefani                                                           | No Doubt/Gwen Stefani                                                           | No Doubt/Gwen Stefani                                                           | No Doubt/Gwen Stefani                                                           | No Doubt/Gwen Stefani                                                           | No Doubt/Gwen Stefani                                                           | No Doubt/Gwen Stefani                                                           | No Doubt/Gwen Stefani                                                           | No Doubt/Gwen Stefani                                                           | No Doubt/Gwen Stefani                                                           | No Doubt/Gwen Stefani                                                           | No Doubt/Gwen Stefani                                                           | No Doubt/Gwen Stefani                                                           | No Doubt/Gwen Stefani                                                           | No Doubt/Gwen Stefani                                                           | No Doubt/Gwen Stefani                                                           | No Doubt/Gwen Stefani                                                           | No Doubt/Gwen Stefani                                                           | No Doubt/Gwen Stefani                                                           | No Doubt/Gwen Stefani                                                           | No Doubt/Gwen Stefani                                                           | No Doubt/Gwen Stefani                                                           | No Doubt/Gwen Stefani                                                           | No Doubt/Gwen Stefani                                                           | No Doubt/Gwen Stefani                                                           | No Doubt/Gwen Stefani                                                           | No Doubt/Gwen Stefani                                                           | No Doubt/Gwen Stefani                                                           | No Doubt/Gwen Stefani                                                           | No Doubt/Gwen Stefani                                                           | No Doubt/Gwen Stefani                                                           | No Doubt/Gwen Stefani                                                           | No Doubt/Gwen Stefani                                                           | No Doubt/Gwen Stefani                                                           | No Doubt/Gwen Stefani                                                           | No Doubt/Gwen Stefani                                                           | No Doubt/Gwen Stefani                                                           | No Doubt/Gwen Stefani                                                           | No Doubt/Gwen Stefani                                                           | No Doubt/Gwen Stefani                                                           | No Doubt/Gwen Stefani                                                           | No Doubt/Gwen Stefani                                                           | No Doubt/Gwen Stefani                                                           | No Doubt/Gwen Stefani                                                           | No Doubt/Gwen Stefani                                                           | No Doubt/Gwen Stefani                                                           | No Doubt/Gwen Stefani                                                           | No Doubt/Gwen Stefani                                                           | No Doubt/Gwen Stefani                                                           | No Doubt/Gwen Stefani                                                           | No Doubt/Gwen Stefani                                                           | No Doubt/Gwen Stefani                                                           | No Doubt/Gwen Stefani                                                           | No Doubt/Gwen Stefani                                                           | No Doubt/Gwen Stefani                                                           | No Doubt/Gwen Stefani                                                           | No Doubt/Gwen Stefani                                                           | No Doubt/Gwen Stefani                                                           | No Doubt/Gwen Stefani                                                           | No Doubt/Gwen Stefani                                                           | No Doubt/Gwen Stefani                                                           | No Doubt/Gwen Stefani                                                           | No Doubt/Gwen Stefani                                                           | No Doubt/Gwen Stefani                                                           | „Hey Baby”                                                                | „Hey Baby”                                                                | „Hey Baby”                                                                | „Hey Baby”                                                                | „Hey Baby”                                                                | „Hey Baby”                                                                | „Hey Baby”                                                                | „Hey Baby”                                                                | „Hey Baby”                                                                | „Hey Baby”                                                                | „Hey Baby”                                                                | „Hey Baby”                                                                | „Hey Baby”                                                                | „Hey Baby”                                                                | „Hey Baby”                                                                | „Hey Baby”                                                                | „Hey Baby”                                                                | „Hey Baby”                                                                | „Hey Baby”                                                                | „Hey Baby”                                                                | „Hey Baby”                                                                | „Hey Baby”                                                                | „Hey Baby”                                                                | „Hey Baby”                                                                | „Hey Baby”                                                                | „Hey Baby”                                                                | „Hey Baby”                                                                | „Hey Baby”                                                                | „Hey Baby”                                                                | „Hey Baby”                                                                | „Hey Baby”                                                                | „Hey Baby”                                                                | „Hey Baby”                                                                | „Hey Baby”                                                                | „Hey Baby”                                                                | „Hey Baby”                                                                | „Hey Baby”                                                                | „Hey Baby”                                                                | „Hey Baby”                                                                | „Hey Baby”                                                                | „Hey Baby”                                                                | „Hey Baby”                                                                | „Hey Baby”                                                                | „Hey Baby”                                                                | „Hey Baby”                                                                | „Hey Baby”                                                                | „Hey Baby”                                                                | „Hey Baby”                                                                | „Hey Baby”                                                                | „Hey Baby”                                                                | „Hey Baby”                                                                | „Hey Baby”                                                                | „Hey Baby”                                                                | „Hey Baby”                                                                | „Hey Baby”                                                                | „Hey Baby”                                                                | „Hey Baby”                                                                | „Hey Baby”                                                                | „Hey Baby”                                                                | „Hey Baby”                                                                | „Hey Baby”                                                                | „Hey Baby”                                                                | „Hey Baby”                                                                | „Hey Baby”                                                                | „Hey Baby”                                                                | „Hey Baby”                                                                | „Hey Baby”                                                                | „Hey Baby”                                                                | „Hey Baby”                                                                | „Hey Baby”                                                                | „Hey Baby”                                                                | „Hey Baby”                                                                | „Hey Baby”                                                                | „Hey Baby”                                                                | „Hey Baby”                                                                | „Hey Baby”                                                                | „Hey Baby”                                                                | „Hey Baby”                                                                | „Hey Baby”                                                                | „Hey Baby”                                                                | „Hey Baby”                                                                | „Hey Baby”                                                                | „Hey Baby”                                                                | „Hey Baby”                                                                | „Hey Baby”                                                                | „Hey Baby”                                                                | „Hey Baby”                                                                | „Hey Baby”                                                                | „Hey Baby”                                                                | „Hey Baby”                                                                | „Hey Baby”                                                                | „Hey Baby”                                                                | „Hey Baby”                                                                | „Hey Baby”                                                                | „Hey Baby”                                                                | „Hey Baby”                                                                | „Hey Baby”                                                                | „Hey Baby”                                                                | „Hey Baby”                                                                | „Hey Baby”                                                                | No Doubt                                         | No Doubt                                         | No Doubt                                         | No Doubt                                         | No Doubt                                         | No Doubt                                         | No Doubt                                         | No Doubt                                         | No Doubt                                         | No Doubt                                         | No Doubt                                         | No Doubt                                         | No Doubt                                         | No Doubt                                         | No Doubt                                         | No Doubt                                         | No Doubt                                         | No Doubt                                         | No Doubt                                         | No Doubt                                         | No Doubt                                         | No Doubt                                         | No Doubt                                         | No Doubt                                         | No Doubt                                         | No Doubt                                         | No Doubt                                         | No Doubt                                         | No Doubt                                         | No Doubt                                         | No Doubt                                         | No Doubt                                         | No Doubt                                         | No Doubt                                         | No Doubt                                         | No Doubt                                         | No Doubt                                         | No Doubt                                         | No Doubt                                         | No Doubt                                         | No Doubt                                         | No Doubt                                         | No Doubt                                         | No Doubt                                         | No Doubt                                         | No Doubt                                         | No Doubt                                         | No Doubt                                         | No Doubt                                         | No Doubt                                         | No Doubt                                         | No Doubt                                         | No Doubt                                         | No Doubt                                         | No Doubt                                         | No Doubt                                         | No Doubt                                         | No Doubt                                         | No Doubt                                         | No Doubt                                         | No Doubt                                         | No Doubt                                         | No Doubt                                         | No Doubt                                         | No Doubt                                         | No Doubt                                         | No Doubt                                         | No Doubt                                         | No Doubt                                         | No Doubt                                         | No Doubt                                         | No Doubt                                         | No Doubt                                         | No Doubt                                         | No Doubt                                         | No Doubt                                         | No Doubt                                         | No Doubt                                         | No Doubt                                         | No Doubt                                         | No Doubt                                         | No Doubt                                         | No Doubt                                         | No Doubt                                         | No Doubt                                         | No Doubt                                         | No Doubt                                         | No Doubt                                         | No Doubt                                         | No Doubt                                         | No Doubt                                         | No Doubt                                         | No Doubt                                         | No Doubt                                         | No Doubt                                         | No Doubt                                         | No Doubt                                         | No Doubt                                         | No Doubt                                         | No Doubt                                         | 9      | 9      | 9      | 9      | 9      | 9      | 9      | 9      | 9      | 9      | 9      | 9      | 9      | 9      | 9      | 9      | 9      | 9      | 9      | 9      | 9      | 9      | 9      | 9      | 9      | 9      | 9      | 9      | 9      | 9      | 9      | 9      | 9      | 9      | 9      | 9      | 9      | 9      | 9      | 9      | 9      | 9      | 9      | 9      | 9      | 9      | 9      | 9      | 9      | 9      | 9      | 9      | 9      | 9      | 9      | 9      | 9      | 9      | 9      | 9      | 9      | 9      | 9      | 9      | 9      | 9      | 9      | 9      | 9      | 9      | 9      | 9      | 9      | 9      | 9      | 9      | 9      | 9      | 9      | 9      | 9      | 9      | 9      | 9      | 9      | 9      | 9      | 9      | 9      | 9      | 9      | 9      | 9      | 9      | 9      | 9      | 9      | 9      | 9      | 9      | OK           | OK           | OK           | OK           | OK           | OK           | OK           | OK           | OK           | OK           | OK           | OK           | OK           | OK           | OK           | OK           | OK           | OK           | OK           | OK           | OK           | OK           | OK           | OK           | OK           | OK           | OK           | OK           | OK           | OK           | OK           | OK           | OK           | OK           | OK           | OK           | OK           | OK           | OK           | OK           | OK           | OK           | OK           | OK           | OK           | OK           | OK           | OK           | OK           | OK           | OK           | OK           | OK           | OK           | OK           | OK           | OK           | OK           | OK           | OK           | OK           | OK           | OK           | OK           | OK           | OK           | OK           | OK           | OK           | OK           | OK           | OK           | OK           | OK           | OK           | OK           | OK           | OK           | OK           | OK           | OK           | OK           | OK           | OK           | OK           | OK           | OK           | OK           | OK           | OK           | OK           | OK           | OK           | OK           | OK           | OK           | OK           | OK           | OK           | OK           |
| Top 9             | Top 9             | Top 9             | Top 9             | Top 9             | Top 9             | Top 9             | Top 9             | Top 9             | Top 9             | Top 9             | Top 9             | Top 9             | Top 9             | Top 9             | Top 9             | Top 9             | Top 9             | Top 9             | Top 9             | Top 9             | Top 9             | Top 9             | Top 9             | Top 9             | Top 9             | Top 9             | Top 9             | Top 9             | Top 9             | Top 9             | Top 9             | Top 9             | Top 9             | Top 9             | Top 9             | Top 9             | Top 9             | Top 9             | Top 9             | Top 9             | Top 9             | Top 9             | Top 9             | Top 9             | Top 9             | Top 9             | Top 9             | Top 9             | Top 9             | Top 9             | Top 9             | Top 9             | Top 9             | Top 9             | Top 9             | Top 9             | Top 9             | Top 9             | Top 9             | Top 9             | Top 9             | Top 9             | Top 9             | Top 9             | Top 9             | Top 9             | Top 9             | Top 9             | Top 9             | Top 9             | Top 9             | Top 9             | Top 9             | Top 9             | Top 9             | Top 9             | Top 9             | Top 9             | Top 9             | Top 9             | Top 9             | Top 9             | Top 9             | Top 9             | Top 9             | Top 9             | Top 9             | Top 9             | Top 9             | Top 9             | Top 9             | Top 9             | Top 9             | Top 9             | Top 9             | Top 9             | Top 9             | Top 9             | Top 9             | Clasicii americani                                                              | Clasicii americani                                                              | Clasicii americani                                                              | Clasicii americani                                                              | Clasicii americani                                                              | Clasicii americani                                                              | Clasicii americani                                                              | Clasicii americani                                                              | Clasicii americani                                                              | Clasicii americani                                                              | Clasicii americani                                                              | Clasicii americani                                                              | Clasicii americani                                                              | Clasicii americani                                                              | Clasicii americani                                                              | Clasicii americani                                                              | Clasicii americani                                                              | Clasicii americani                                                              | Clasicii americani                                                              | Clasicii americani                                                              | Clasicii americani                                                              | Clasicii americani                                                              | Clasicii americani                                                              | Clasicii americani                                                              | Clasicii americani                                                              | Clasicii americani                                                              | Clasicii americani                                                              | Clasicii americani                                                              | Clasicii americani                                                              | Clasicii americani                                                              | Clasicii americani                                                              | Clasicii americani                                                              | Clasicii americani                                                              | Clasicii americani                                                              | Clasicii americani                                                              | Clasicii americani                                                              | Clasicii americani                                                              | Clasicii americani                                                              | Clasicii americani                                                              | Clasicii americani                                                              | Clasicii americani                                                              | Clasicii americani                                                              | Clasicii americani                                                              | Clasicii americani                                                              | Clasicii americani                                                              | Clasicii americani                                                              | Clasicii americani                                                              | Clasicii americani                                                              | Clasicii americani                                                              | Clasicii americani                                                              | Clasicii americani                                                              | Clasicii americani                                                              | Clasicii americani                                                              | Clasicii americani                                                              | Clasicii americani                                                              | Clasicii americani                                                              | Clasicii americani                                                              | Clasicii americani                                                              | Clasicii americani                                                              | Clasicii americani                                                              | Clasicii americani                                                              | Clasicii americani                                                              | Clasicii americani                                                              | Clasicii americani                                                              | Clasicii americani                                                              | Clasicii americani                                                              | Clasicii americani                                                              | Clasicii americani                                                              | Clasicii americani                                                              | Clasicii americani                                                              | Clasicii americani                                                              | Clasicii americani                                                              | Clasicii americani                                                              | Clasicii americani                                                              | Clasicii americani                                                              | Clasicii americani                                                              | Clasicii americani                                                              | Clasicii americani                                                              | Clasicii americani                                                              | Clasicii americani                                                              | Clasicii americani                                                              | Clasicii americani                                                              | Clasicii americani                                                              | Clasicii americani                                                              | Clasicii americani                                                              | Clasicii americani                                                              | Clasicii americani                                                              | Clasicii americani                                                              | Clasicii americani                                                              | Clasicii americani                                                              | Clasicii americani                                                              | Clasicii americani                                                              | Clasicii americani                                                              | Clasicii americani                                                              | Clasicii americani                                                              | Clasicii americani                                                              | Clasicii americani                                                              | Clasicii americani                                                              | Clasicii americani                                                              | Clasicii americani                                                              | „On a Clear Day”                                                          | „On a Clear Day”                                                          | „On a Clear Day”                                                          | „On a Clear Day”                                                          | „On a Clear Day”                                                          | „On a Clear Day”                                                          | „On a Clear Day”                                                          | „On a Clear Day”                                                          | „On a Clear Day”                                                          | „On a Clear Day”                                                          | „On a Clear Day”                                                          | „On a Clear Day”                                                          | „On a Clear Day”                                                          | „On a Clear Day”                                                          | „On a Clear Day”                                                          | „On a Clear Day”                                                          | „On a Clear Day”                                                          | „On a Clear Day”                                                          | „On a Clear Day”                                                          | „On a Clear Day”                                                          | „On a Clear Day”                                                          | „On a Clear Day”                                                          | „On a Clear Day”                                                          | „On a Clear Day”                                                          | „On a Clear Day”                                                          | „On a Clear Day”                                                          | „On a Clear Day”                                                          | „On a Clear Day”                                                          | „On a Clear Day”                                                          | „On a Clear Day”                                                          | „On a Clear Day”                                                          | „On a Clear Day”                                                          | „On a Clear Day”                                                          | „On a Clear Day”                                                          | „On a Clear Day”                                                          | „On a Clear Day”                                                          | „On a Clear Day”                                                          | „On a Clear Day”                                                          | „On a Clear Day”                                                          | „On a Clear Day”                                                          | „On a Clear Day”                                                          | „On a Clear Day”                                                          | „On a Clear Day”                                                          | „On a Clear Day”                                                          | „On a Clear Day”                                                          | „On a Clear Day”                                                          | „On a Clear Day”                                                          | „On a Clear Day”                                                          | „On a Clear Day”                                                          | „On a Clear Day”                                                          | „On a Clear Day”                                                          | „On a Clear Day”                                                          | „On a Clear Day”                                                          | „On a Clear Day”                                                          | „On a Clear Day”                                                          | „On a Clear Day”                                                          | „On a Clear Day”                                                          | „On a Clear Day”                                                          | „On a Clear Day”                                                          | „On a Clear Day”                                                          | „On a Clear Day”                                                          | „On a Clear Day”                                                          | „On a Clear Day”                                                          | „On a Clear Day”                                                          | „On a Clear Day”                                                          | „On a Clear Day”                                                          | „On a Clear Day”                                                          | „On a Clear Day”                                                          | „On a Clear Day”                                                          | „On a Clear Day”                                                          | „On a Clear Day”                                                          | „On a Clear Day”                                                          | „On a Clear Day”                                                          | „On a Clear Day”                                                          | „On a Clear Day”                                                          | „On a Clear Day”                                                          | „On a Clear Day”                                                          | „On a Clear Day”                                                          | „On a Clear Day”                                                          | „On a Clear Day”                                                          | „On a Clear Day”                                                          | „On a Clear Day”                                                          | „On a Clear Day”                                                          | „On a Clear Day”                                                          | „On a Clear Day”                                                          | „On a Clear Day”                                                          | „On a Clear Day”                                                          | „On a Clear Day”                                                          | „On a Clear Day”                                                          | „On a Clear Day”                                                          | „On a Clear Day”                                                          | „On a Clear Day”                                                          | „On a Clear Day”                                                          | „On a Clear Day”                                                          | „On a Clear Day”                                                          | „On a Clear Day”                                                          | „On a Clear Day”                                                          | „On a Clear Day”                                                          | „On a Clear Day”                                                          | „On a Clear Day”                                                          | Tony Bennett                                     | Tony Bennett                                     | Tony Bennett                                     | Tony Bennett                                     | Tony Bennett                                     | Tony Bennett                                     | Tony Bennett                                     | Tony Bennett                                     | Tony Bennett                                     | Tony Bennett                                     | Tony Bennett                                     | Tony Bennett                                     | Tony Bennett                                     | Tony Bennett                                     | Tony Bennett                                     | Tony Bennett                                     | Tony Bennett                                     | Tony Bennett                                     | Tony Bennett                                     | Tony Bennett                                     | Tony Bennett                                     | Tony Bennett                                     | Tony Bennett                                     | Tony Bennett                                     | Tony Bennett                                     | Tony Bennett                                     | Tony Bennett                                     | Tony Bennett                                     | Tony Bennett                                     | Tony Bennett                                     | Tony Bennett                                     | Tony Bennett                                     | Tony Bennett                                     | Tony Bennett                                     | Tony Bennett                                     | Tony Bennett                                     | Tony Bennett                                     | Tony Bennett                                     | Tony Bennett                                     | Tony Bennett                                     | Tony Bennett                                     | Tony Bennett                                     | Tony Bennett                                     | Tony Bennett                                     | Tony Bennett                                     | Tony Bennett                                     | Tony Bennett                                     | Tony Bennett                                     | Tony Bennett                                     | Tony Bennett                                     | Tony Bennett                                     | Tony Bennett                                     | Tony Bennett                                     | Tony Bennett                                     | Tony Bennett                                     | Tony Bennett                                     | Tony Bennett                                     | Tony Bennett                                     | Tony Bennett                                     | Tony Bennett                                     | Tony Bennett                                     | Tony Bennett                                     | Tony Bennett                                     | Tony Bennett                                     | Tony Bennett                                     | Tony Bennett                                     | Tony Bennett                                     | Tony Bennett                                     | Tony Bennett                                     | Tony Bennett                                     | Tony Bennett                                     | Tony Bennett                                     | Tony Bennett                                     | Tony Bennett                                     | Tony Bennett                                     | Tony Bennett                                     | Tony Bennett                                     | Tony Bennett                                     | Tony Bennett                                     | Tony Bennett                                     | Tony Bennett                                     | Tony Bennett                                     | Tony Bennett                                     | Tony Bennett                                     | Tony Bennett                                     | Tony Bennett                                     | Tony Bennett                                     | Tony Bennett                                     | Tony Bennett                                     | Tony Bennett                                     | Tony Bennett                                     | Tony Bennett                                     | Tony Bennett                                     | Tony Bennett                                     | Tony Bennett                                     | Tony Bennett                                     | Tony Bennett                                     | Tony Bennett                                     | Tony Bennett                                     | Tony Bennett                                     | 5      | 5      | 5      | 5      | 5      | 5      | 5      | 5      | 5      | 5      | 5      | 5      | 5      | 5      | 5      | 5      | 5      | 5      | 5      | 5      | 5      | 5      | 5      | 5      | 5      | 5      | 5      | 5      | 5      | 5      | 5      | 5      | 5      | 5      | 5      | 5      | 5      | 5      | 5      | 5      | 5      | 5      | 5      | 5      | 5      | 5      | 5      | 5      | 5      | 5      | 5      | 5      | 5      | 5      | 5      | 5      | 5      | 5      | 5      | 5      | 5      | 5      | 5      | 5      | 5      | 5      | 5      | 5      | 5      | 5      | 5      | 5      | 5      | 5      | 5      | 5      | 5      | 5      | 5      | 5      | 5      | 5      | 5      | 5      | 5      | 5      | 5      | 5      | 5      | 5      | 5      | 5      | 5      | 5      | 5      | 5      | 5      | 5      | 5      | 5      | OK           | OK           | OK           | OK           | OK           | OK           | OK           | OK           | OK           | OK           | OK           | OK           | OK           | OK           | OK           | OK           | OK           | OK           | OK           | OK           | OK           | OK           | OK           | OK           | OK           | OK           | OK           | OK           | OK           | OK           | OK           | OK           | OK           | OK           | OK           | OK           | OK           | OK           | OK           | OK           | OK           | OK           | OK           | OK           | OK           | OK           | OK           | OK           | OK           | OK           | OK           | OK           | OK           | OK           | OK           | OK           | OK           | OK           | OK           | OK           | OK           | OK           | OK           | OK           | OK           | OK           | OK           | OK           | OK           | OK           | OK           | OK           | OK           | OK           | OK           | OK           | OK           | OK           | OK           | OK           | OK           | OK           | OK           | OK           | OK           | OK           | OK           | OK           | OK           | OK           | OK           | OK           | OK           | OK           | OK           | OK           | OK           | OK           | OK           | OK           |
| Top 8             | Top 8             | Top 8             | Top 8             | Top 8             | Top 8             | Top 8             | Top 8             | Top 8             | Top 8             | Top 8             | Top 8             | Top 8             | Top 8             | Top 8             | Top 8             | Top 8             | Top 8             | Top 8             | Top 8             | Top 8             | Top 8             | Top 8             | Top 8             | Top 8             | Top 8             | Top 8             | Top 8             | Top 8             | Top 8             | Top 8             | Top 8             | Top 8             | Top 8             | Top 8             | Top 8             | Top 8             | Top 8             | Top 8             | Top 8             | Top 8             | Top 8             | Top 8             | Top 8             | Top 8             | Top 8             | Top 8             | Top 8             | Top 8             | Top 8             | Top 8             | Top 8             | Top 8             | Top 8             | Top 8             | Top 8             | Top 8             | Top 8             | Top 8             | Top 8             | Top 8             | Top 8             | Top 8             | Top 8             | Top 8             | Top 8             | Top 8             | Top 8             | Top 8             | Top 8             | Top 8             | Top 8             | Top 8             | Top 8             | Top 8             | Top 8             | Top 8             | Top 8             | Top 8             | Top 8             | Top 8             | Top 8             | Top 8             | Top 8             | Top 8             | Top 8             | Top 8             | Top 8             | Top 8             | Top 8             | Top 8             | Top 8             | Top 8             | Top 8             | Top 8             | Top 8             | Top 8             | Top 8             | Top 8             | Top 8             | Latino                                                                          | Latino                                                                          | Latino                                                                          | Latino                                                                          | Latino                                                                          | Latino                                                                          | Latino                                                                          | Latino                                                                          | Latino                                                                          | Latino                                                                          | Latino                                                                          | Latino                                                                          | Latino                                                                          | Latino                                                                          | Latino                                                                          | Latino                                                                          | Latino                                                                          | Latino                                                                          | Latino                                                                          | Latino                                                                          | Latino                                                                          | Latino                                                                          | Latino                                                                          | Latino                                                                          | Latino                                                                          | Latino                                                                          | Latino                                                                          | Latino                                                                          | Latino                                                                          | Latino                                                                          | Latino                                                                          | Latino                                                                          | Latino                                                                          | Latino                                                                          | Latino                                                                          | Latino                                                                          | Latino                                                                          | Latino                                                                          | Latino                                                                          | Latino                                                                          | Latino                                                                          | Latino                                                                          | Latino                                                                          | Latino                                                                          | Latino                                                                          | Latino                                                                          | Latino                                                                          | Latino                                                                          | Latino                                                                          | Latino                                                                          | Latino                                                                          | Latino                                                                          | Latino                                                                          | Latino                                                                          | Latino                                                                          | Latino                                                                          | Latino                                                                          | Latino                                                                          | Latino                                                                          | Latino                                                                          | Latino                                                                          | Latino                                                                          | Latino                                                                          | Latino                                                                          | Latino                                                                          | Latino                                                                          | Latino                                                                          | Latino                                                                          | Latino                                                                          | Latino                                                                          | Latino                                                                          | Latino                                                                          | Latino                                                                          | Latino                                                                          | Latino                                                                          | Latino                                                                          | Latino                                                                          | Latino                                                                          | Latino                                                                          | Latino                                                                          | Latino                                                                          | Latino                                                                          | Latino                                                                          | Latino                                                                          | Latino                                                                          | Latino                                                                          | Latino                                                                          | Latino                                                                          | Latino                                                                          | Latino                                                                          | Latino                                                                          | Latino                                                                          | Latino                                                                          | Latino                                                                          | Latino                                                                          | Latino                                                                          | Latino                                                                          | Latino                                                                          | Latino                                                                          | Latino                                                                          | "Rhythm Is Gonna Get You"                                                 | "Rhythm Is Gonna Get You"                                                 | "Rhythm Is Gonna Get You"                                                 | "Rhythm Is Gonna Get You"                                                 | "Rhythm Is Gonna Get You"                                                 | "Rhythm Is Gonna Get You"                                                 | "Rhythm Is Gonna Get You"                                                 | "Rhythm Is Gonna Get You"                                                 | "Rhythm Is Gonna Get You"                                                 | "Rhythm Is Gonna Get You"                                                 | "Rhythm Is Gonna Get You"                                                 | "Rhythm Is Gonna Get You"                                                 | "Rhythm Is Gonna Get You"                                                 | "Rhythm Is Gonna Get You"                                                 | "Rhythm Is Gonna Get You"                                                 | "Rhythm Is Gonna Get You"                                                 | "Rhythm Is Gonna Get You"                                                 | "Rhythm Is Gonna Get You"                                                 | "Rhythm Is Gonna Get You"                                                 | "Rhythm Is Gonna Get You"                                                 | "Rhythm Is Gonna Get You"                                                 | "Rhythm Is Gonna Get You"                                                 | "Rhythm Is Gonna Get You"                                                 | "Rhythm Is Gonna Get You"                                                 | "Rhythm Is Gonna Get You"                                                 | "Rhythm Is Gonna Get You"                                                 | "Rhythm Is Gonna Get You"                                                 | "Rhythm Is Gonna Get You"                                                 | "Rhythm Is Gonna Get You"                                                 | "Rhythm Is Gonna Get You"                                                 | "Rhythm Is Gonna Get You"                                                 | "Rhythm Is Gonna Get You"                                                 | "Rhythm Is Gonna Get You"                                                 | "Rhythm Is Gonna Get You"                                                 | "Rhythm Is Gonna Get You"                                                 | "Rhythm Is Gonna Get You"                                                 | "Rhythm Is Gonna Get You"                                                 | "Rhythm Is Gonna Get You"                                                 | "Rhythm Is Gonna Get You"                                                 | "Rhythm Is Gonna Get You"                                                 | "Rhythm Is Gonna Get You"                                                 | "Rhythm Is Gonna Get You"                                                 | "Rhythm Is Gonna Get You"                                                 | "Rhythm Is Gonna Get You"                                                 | "Rhythm Is Gonna Get You"                                                 | "Rhythm Is Gonna Get You"                                                 | "Rhythm Is Gonna Get You"                                                 | "Rhythm Is Gonna Get You"                                                 | "Rhythm Is Gonna Get You"                                                 | "Rhythm Is Gonna Get You"                                                 | "Rhythm Is Gonna Get You"                                                 | "Rhythm Is Gonna Get You"                                                 | "Rhythm Is Gonna Get You"                                                 | "Rhythm Is Gonna Get You"                                                 | "Rhythm Is Gonna Get You"                                                 | "Rhythm Is Gonna Get You"                                                 | "Rhythm Is Gonna Get You"                                                 | "Rhythm Is Gonna Get You"                                                 | "Rhythm Is Gonna Get You"                                                 | "Rhythm Is Gonna Get You"                                                 | "Rhythm Is Gonna Get You"                                                 | "Rhythm Is Gonna Get You"                                                 | "Rhythm Is Gonna Get You"                                                 | "Rhythm Is Gonna Get You"                                                 | "Rhythm Is Gonna Get You"                                                 | "Rhythm Is Gonna Get You"                                                 | "Rhythm Is Gonna Get You"                                                 | "Rhythm Is Gonna Get You"                                                 | "Rhythm Is Gonna Get You"                                                 | "Rhythm Is Gonna Get You"                                                 | "Rhythm Is Gonna Get You"                                                 | "Rhythm Is Gonna Get You"                                                 | "Rhythm Is Gonna Get You"                                                 | "Rhythm Is Gonna Get You"                                                 | "Rhythm Is Gonna Get You"                                                 | "Rhythm Is Gonna Get You"                                                 | "Rhythm Is Gonna Get You"                                                 | "Rhythm Is Gonna Get You"                                                 | "Rhythm Is Gonna Get You"                                                 | "Rhythm Is Gonna Get You"                                                 | "Rhythm Is Gonna Get You"                                                 | "Rhythm Is Gonna Get You"                                                 | "Rhythm Is Gonna Get You"                                                 | "Rhythm Is Gonna Get You"                                                 | "Rhythm Is Gonna Get You"                                                 | "Rhythm Is Gonna Get You"                                                 | "Rhythm Is Gonna Get You"                                                 | "Rhythm Is Gonna Get You"                                                 | "Rhythm Is Gonna Get You"                                                 | "Rhythm Is Gonna Get You"                                                 | "Rhythm Is Gonna Get You"                                                 | "Rhythm Is Gonna Get You"                                                 | "Rhythm Is Gonna Get You"                                                 | "Rhythm Is Gonna Get You"                                                 | "Rhythm Is Gonna Get You"                                                 | "Rhythm Is Gonna Get You"                                                 | "Rhythm Is Gonna Get You"                                                 | "Rhythm Is Gonna Get You"                                                 | "Rhythm Is Gonna Get You"                                                 | "Rhythm Is Gonna Get You"                                                 | Gloria Estefan                                   | Gloria Estefan                                   | Gloria Estefan                                   | Gloria Estefan                                   | Gloria Estefan                                   | Gloria Estefan                                   | Gloria Estefan                                   | Gloria Estefan                                   | Gloria Estefan                                   | Gloria Estefan                                   | Gloria Estefan                                   | Gloria Estefan                                   | Gloria Estefan                                   | Gloria Estefan                                   | Gloria Estefan                                   | Gloria Estefan                                   | Gloria Estefan                                   | Gloria Estefan                                   | Gloria Estefan                                   | Gloria Estefan                                   | Gloria Estefan                                   | Gloria Estefan                                   | Gloria Estefan                                   | Gloria Estefan                                   | Gloria Estefan                                   | Gloria Estefan                                   | Gloria Estefan                                   | Gloria Estefan                                   | Gloria Estefan                                   | Gloria Estefan                                   | Gloria Estefan                                   | Gloria Estefan                                   | Gloria Estefan                                   | Gloria Estefan                                   | Gloria Estefan                                   | Gloria Estefan                                   | Gloria Estefan                                   | Gloria Estefan                                   | Gloria Estefan                                   | Gloria Estefan                                   | Gloria Estefan                                   | Gloria Estefan                                   | Gloria Estefan                                   | Gloria Estefan                                   | Gloria Estefan                                   | Gloria Estefan                                   | Gloria Estefan                                   | Gloria Estefan                                   | Gloria Estefan                                   | Gloria Estefan                                   | Gloria Estefan                                   | Gloria Estefan                                   | Gloria Estefan                                   | Gloria Estefan                                   | Gloria Estefan                                   | Gloria Estefan                                   | Gloria Estefan                                   | Gloria Estefan                                   | Gloria Estefan                                   | Gloria Estefan                                   | Gloria Estefan                                   | Gloria Estefan                                   | Gloria Estefan                                   | Gloria Estefan                                   | Gloria Estefan                                   | Gloria Estefan                                   | Gloria Estefan                                   | Gloria Estefan                                   | Gloria Estefan                                   | Gloria Estefan                                   | Gloria Estefan                                   | Gloria Estefan                                   | Gloria Estefan                                   | Gloria Estefan                                   | Gloria Estefan                                   | Gloria Estefan                                   | Gloria Estefan                                   | Gloria Estefan                                   | Gloria Estefan                                   | Gloria Estefan                                   | Gloria Estefan                                   | Gloria Estefan                                   | Gloria Estefan                                   | Gloria Estefan                                   | Gloria Estefan                                   | Gloria Estefan                                   | Gloria Estefan                                   | Gloria Estefan                                   | Gloria Estefan                                   | Gloria Estefan                                   | Gloria Estefan                                   | Gloria Estefan                                   | Gloria Estefan                                   | Gloria Estefan                                   | Gloria Estefan                                   | Gloria Estefan                                   | Gloria Estefan                                   | Gloria Estefan                                   | Gloria Estefan                                   | Gloria Estefan                                   | 6      | 6      | 6      | 6      | 6      | 6      | 6      | 6      | 6      | 6      | 6      | 6      | 6      | 6      | 6      | 6      | 6      | 6      | 6      | 6      | 6      | 6      | 6      | 6      | 6      | 6      | 6      | 6      | 6      | 6      | 6      | 6      | 6      | 6      | 6      | 6      | 6      | 6      | 6      | 6      | 6      | 6      | 6      | 6      | 6      | 6      | 6      | 6      | 6      | 6      | 6      | 6      | 6      | 6      | 6      | 6      | 6      | 6      | 6      | 6      | 6      | 6      | 6      | 6      | 6      | 6      | 6      | 6      | 6      | 6      | 6      | 6      | 6      | 6      | 6      | 6      | 6      | 6      | 6      | 6      | 6      | 6      | 6      | 6      | 6      | 6      | 6      | 6      | 6      | 6      | 6      | 6      | 6      | 6      | 6      | 6      | 6      | 6      | 6      | 6      | OK           | OK           | OK           | OK           | OK           | OK           | OK           | OK           | OK           | OK           | OK           | OK           | OK           | OK           | OK           | OK           | OK           | OK           | OK           | OK           | OK           | OK           | OK           | OK           | OK           | OK           | OK           | OK           | OK           | OK           | OK           | OK           | OK           | OK           | OK           | OK           | OK           | OK           | OK           | OK           | OK           | OK           | OK           | OK           | OK           | OK           | OK           | OK           | OK           | OK           | OK           | OK           | OK           | OK           | OK           | OK           | OK           | OK           | OK           | OK           | OK           | OK           | OK           | OK           | OK           | OK           | OK           | OK           | OK           | OK           | OK           | OK           | OK           | OK           | OK           | OK           | OK           | OK           | OK           | OK           | OK           | OK           | OK           | OK           | OK           | OK           | OK           | OK           | OK           | OK           | OK           | OK           | OK           | OK           | OK           | OK           | OK           | OK           | OK           | OK           |
| Top 7             | Top 7             | Top 7             | Top 7             | Top 7             | Top 7             | Top 7             | Top 7             | Top 7             | Top 7             | Top 7             | Top 7             | Top 7             | Top 7             | Top 7             | Top 7             | Top 7             | Top 7             | Top 7             | Top 7             | Top 7             | Top 7             | Top 7             | Top 7             | Top 7             | Top 7             | Top 7             | Top 7             | Top 7             | Top 7             | Top 7             | Top 7             | Top 7             | Top 7             | Top 7             | Top 7             | Top 7             | Top 7             | Top 7             | Top 7             | Top 7             | Top 7             | Top 7             | Top 7             | Top 7             | Top 7             | Top 7             | Top 7             | Top 7             | Top 7             | Top 7             | Top 7             | Top 7             | Top 7             | Top 7             | Top 7             | Top 7             | Top 7             | Top 7             | Top 7             | Top 7             | Top 7             | Top 7             | Top 7             | Top 7             | Top 7             | Top 7             | Top 7             | Top 7             | Top 7             | Top 7             | Top 7             | Top 7             | Top 7             | Top 7             | Top 7             | Top 7             | Top 7             | Top 7             | Top 7             | Top 7             | Top 7             | Top 7             | Top 7             | Top 7             | Top 7             | Top 7             | Top 7             | Top 7             | Top 7             | Top 7             | Top 7             | Top 7             | Top 7             | Top 7             | Top 7             | Top 7             | Top 7             | Top 7             | Top 7             | Country                                                                         | Country                                                                         | Country                                                                         | Country                                                                         | Country                                                                         | Country                                                                         | Country                                                                         | Country                                                                         | Country                                                                         | Country                                                                         | Country                                                                         | Country                                                                         | Country                                                                         | Country                                                                         | Country                                                                         | Country                                                                         | Country                                                                         | Country                                                                         | Country                                                                         | Country                                                                         | Country                                                                         | Country                                                                         | Country                                                                         | Country                                                                         | Country                                                                         | Country                                                                         | Country                                                                         | Country                                                                         | Country                                                                         | Country                                                                         | Country                                                                         | Country                                                                         | Country                                                                         | Country                                                                         | Country                                                                         | Country                                                                         | Country                                                                         | Country                                                                         | Country                                                                         | Country                                                                         | Country                                                                         | Country                                                                         | Country                                                                         | Country                                                                         | Country                                                                         | Country                                                                         | Country                                                                         | Country                                                                         | Country                                                                         | Country                                                                         | Country                                                                         | Country                                                                         | Country                                                                         | Country                                                                         | Country                                                                         | Country                                                                         | Country                                                                         | Country                                                                         | Country                                                                         | Country                                                                         | Country                                                                         | Country                                                                         | Country                                                                         | Country                                                                         | Country                                                                         | Country                                                                         | Country                                                                         | Country                                                                         | Country                                                                         | Country                                                                         | Country                                                                         | Country                                                                         | Country                                                                         | Country                                                                         | Country                                                                         | Country                                                                         | Country                                                                         | Country                                                                         | Country                                                                         | Country                                                                         | Country                                                                         | Country                                                                         | Country                                                                         | Country                                                                         | Country                                                                         | Country                                                                         | Country                                                                         | Country                                                                         | Country                                                                         | Country                                                                         | Country                                                                         | Country                                                                         | Country                                                                         | Country                                                                         | Country                                                                         | Country                                                                         | Country                                                                         | Country                                                                         | Country                                                                         | Country                                                                         | „A Broken Wing”                                                           | „A Broken Wing”                                                           | „A Broken Wing”                                                           | „A Broken Wing”                                                           | „A Broken Wing”                                                           | „A Broken Wing”                                                           | „A Broken Wing”                                                           | „A Broken Wing”                                                           | „A Broken Wing”                                                           | „A Broken Wing”                                                           | „A Broken Wing”                                                           | „A Broken Wing”                                                           | „A Broken Wing”                                                           | „A Broken Wing”                                                           | „A Broken Wing”                                                           | „A Broken Wing”                                                           | „A Broken Wing”                                                           | „A Broken Wing”                                                           | „A Broken Wing”                                                           | „A Broken Wing”                                                           | „A Broken Wing”                                                           | „A Broken Wing”                                                           | „A Broken Wing”                                                           | „A Broken Wing”                                                           | „A Broken Wing”                                                           | „A Broken Wing”                                                           | „A Broken Wing”                                                           | „A Broken Wing”                                                           | „A Broken Wing”                                                           | „A Broken Wing”                                                           | „A Broken Wing”                                                           | „A Broken Wing”                                                           | „A Broken Wing”                                                           | „A Broken Wing”                                                           | „A Broken Wing”                                                           | „A Broken Wing”                                                           | „A Broken Wing”                                                           | „A Broken Wing”                                                           | „A Broken Wing”                                                           | „A Broken Wing”                                                           | „A Broken Wing”                                                           | „A Broken Wing”                                                           | „A Broken Wing”                                                           | „A Broken Wing”                                                           | „A Broken Wing”                                                           | „A Broken Wing”                                                           | „A Broken Wing”                                                           | „A Broken Wing”                                                           | „A Broken Wing”                                                           | „A Broken Wing”                                                           | „A Broken Wing”                                                           | „A Broken Wing”                                                           | „A Broken Wing”                                                           | „A Broken Wing”                                                           | „A Broken Wing”                                                           | „A Broken Wing”                                                           | „A Broken Wing”                                                           | „A Broken Wing”                                                           | „A Broken Wing”                                                           | „A Broken Wing”                                                           | „A Broken Wing”                                                           | „A Broken Wing”                                                           | „A Broken Wing”                                                           | „A Broken Wing”                                                           | „A Broken Wing”                                                           | „A Broken Wing”                                                           | „A Broken Wing”                                                           | „A Broken Wing”                                                           | „A Broken Wing”                                                           | „A Broken Wing”                                                           | „A Broken Wing”                                                           | „A Broken Wing”                                                           | „A Broken Wing”                                                           | „A Broken Wing”                                                           | „A Broken Wing”                                                           | „A Broken Wing”                                                           | „A Broken Wing”                                                           | „A Broken Wing”                                                           | „A Broken Wing”                                                           | „A Broken Wing”                                                           | „A Broken Wing”                                                           | „A Broken Wing”                                                           | „A Broken Wing”                                                           | „A Broken Wing”                                                           | „A Broken Wing”                                                           | „A Broken Wing”                                                           | „A Broken Wing”                                                           | „A Broken Wing”                                                           | „A Broken Wing”                                                           | „A Broken Wing”                                                           | „A Broken Wing”                                                           | „A Broken Wing”                                                           | „A Broken Wing”                                                           | „A Broken Wing”                                                           | „A Broken Wing”                                                           | „A Broken Wing”                                                           | „A Broken Wing”                                                           | „A Broken Wing”                                                           | „A Broken Wing”                                                           | „A Broken Wing”                                                           | Martina McBride                                  | Martina McBride                                  | Martina McBride                                  | Martina McBride                                  | Martina McBride                                  | Martina McBride                                  | Martina McBride                                  | Martina McBride                                  | Martina McBride                                  | Martina McBride                                  | Martina McBride                                  | Martina McBride                                  | Martina McBride                                  | Martina McBride                                  | Martina McBride                                  | Martina McBride                                  | Martina McBride                                  | Martina McBride                                  | Martina McBride                                  | Martina McBride                                  | Martina McBride                                  | Martina McBride                                  | Martina McBride                                  | Martina McBride                                  | Martina McBride                                  | Martina McBride                                  | Martina McBride                                  | Martina McBride                                  | Martina McBride                                  | Martina McBride                                  | Martina McBride                                  | Martina McBride                                  | Martina McBride                                  | Martina McBride                                  | Martina McBride                                  | Martina McBride                                  | Martina McBride                                  | Martina McBride                                  | Martina McBride                                  | Martina McBride                                  | Martina McBride                                  | Martina McBride                                  | Martina McBride                                  | Martina McBride                                  | Martina McBride                                  | Martina McBride                                  | Martina McBride                                  | Martina McBride                                  | Martina McBride                                  | Martina McBride                                  | Martina McBride                                  | Martina McBride                                  | Martina McBride                                  | Martina McBride                                  | Martina McBride                                  | Martina McBride                                  | Martina McBride                                  | Martina McBride                                  | Martina McBride                                  | Martina McBride                                  | Martina McBride                                  | Martina McBride                                  | Martina McBride                                  | Martina McBride                                  | Martina McBride                                  | Martina McBride                                  | Martina McBride                                  | Martina McBride                                  | Martina McBride                                  | Martina McBride                                  | Martina McBride                                  | Martina McBride                                  | Martina McBride                                  | Martina McBride                                  | Martina McBride                                  | Martina McBride                                  | Martina McBride                                  | Martina McBride                                  | Martina McBride                                  | Martina McBride                                  | Martina McBride                                  | Martina McBride                                  | Martina McBride                                  | Martina McBride                                  | Martina McBride                                  | Martina McBride                                  | Martina McBride                                  | Martina McBride                                  | Martina McBride                                  | Martina McBride                                  | Martina McBride                                  | Martina McBride                                  | Martina McBride                                  | Martina McBride                                  | Martina McBride                                  | Martina McBride                                  | Martina McBride                                  | Martina McBride                                  | Martina McBride                                  | Martina McBride                                  | 2      | 2      | 2      | 2      | 2      | 2      | 2      | 2      | 2      | 2      | 2      | 2      | 2      | 2      | 2      | 2      | 2      | 2      | 2      | 2      | 2      | 2      | 2      | 2      | 2      | 2      | 2      | 2      | 2      | 2      | 2      | 2      | 2      | 2      | 2      | 2      | 2      | 2      | 2      | 2      | 2      | 2      | 2      | 2      | 2      | 2      | 2      | 2      | 2      | 2      | 2      | 2      | 2      | 2      | 2      | 2      | 2      | 2      | 2      | 2      | 2      | 2      | 2      | 2      | 2      | 2      | 2      | 2      | 2      | 2      | 2      | 2      | 2      | 2      | 2      | 2      | 2      | 2      | 2      | 2      | 2      | 2      | 2      | 2      | 2      | 2      | 2      | 2      | 2      | 2      | 2      | 2      | 2      | 2      | 2      | 2      | 2      | 2      | 2      | 2      | OK           | OK           | OK           | OK           | OK           | OK           | OK           | OK           | OK           | OK           | OK           | OK           | OK           | OK           | OK           | OK           | OK           | OK           | OK           | OK           | OK           | OK           | OK           | OK           | OK           | OK           | OK           | OK           | OK           | OK           | OK           | OK           | OK           | OK           | OK           | OK           | OK           | OK           | OK           | OK           | OK           | OK           | OK           | OK           | OK           | OK           | OK           | OK           | OK           | OK           | OK           | OK           | OK           | OK           | OK           | OK           | OK           | OK           | OK           | OK           | OK           | OK           | OK           | OK           | OK           | OK           | OK           | OK           | OK           | OK           | OK           | OK           | OK           | OK           | OK           | OK           | OK           | OK           | OK           | OK           | OK           | OK           | OK           | OK           | OK           | OK           | OK           | OK           | OK           | OK           | OK           | OK           | OK           | OK           | OK           | OK           | OK           | OK           | OK           | OK           |
| Top 6             | Top 6             | Top 6             | Top 6             | Top 6             | Top 6             | Top 6             | Top 6             | Top 6             | Top 6             | Top 6             | Top 6             | Top 6             | Top 6             | Top 6             | Top 6             | Top 6             | Top 6             | Top 6             | Top 6             | Top 6             | Top 6             | Top 6             | Top 6             | Top 6             | Top 6             | Top 6             | Top 6             | Top 6             | Top 6             | Top 6             | Top 6             | Top 6             | Top 6             | Top 6             | Top 6             | Top 6             | Top 6             | Top 6             | Top 6             | Top 6             | Top 6             | Top 6             | Top 6             | Top 6             | Top 6             | Top 6             | Top 6             | Top 6             | Top 6             | Top 6             | Top 6             | Top 6             | Top 6             | Top 6             | Top 6             | Top 6             | Top 6             | Top 6             | Top 6             | Top 6             | Top 6             | Top 6             | Top 6             | Top 6             | Top 6             | Top 6             | Top 6             | Top 6             | Top 6             | Top 6             | Top 6             | Top 6             | Top 6             | Top 6             | Top 6             | Top 6             | Top 6             | Top 6             | Top 6             | Top 6             | Top 6             | Top 6             | Top 6             | Top 6             | Top 6             | Top 6             | Top 6             | Top 6             | Top 6             | Top 6             | Top 6             | Top 6             | Top 6             | Top 6             | Top 6             | Top 6             | Top 6             | Top 6             | Top 6             | Inspirațională                                                                  | Inspirațională                                                                  | Inspirațională                                                                  | Inspirațională                                                                  | Inspirațională                                                                  | Inspirațională                                                                  | Inspirațională                                                                  | Inspirațională                                                                  | Inspirațională                                                                  | Inspirațională                                                                  | Inspirațională                                                                  | Inspirațională                                                                  | Inspirațională                                                                  | Inspirațională                                                                  | Inspirațională                                                                  | Inspirațională                                                                  | Inspirațională                                                                  | Inspirațională                                                                  | Inspirațională                                                                  | Inspirațională                                                                  | Inspirațională                                                                  | Inspirațională                                                                  | Inspirațională                                                                  | Inspirațională                                                                  | Inspirațională                                                                  | Inspirațională                                                                  | Inspirațională                                                                  | Inspirațională                                                                  | Inspirațională                                                                  | Inspirațională                                                                  | Inspirațională                                                                  | Inspirațională                                                                  | Inspirațională                                                                  | Inspirațională                                                                  | Inspirațională                                                                  | Inspirațională                                                                  | Inspirațională                                                                  | Inspirațională                                                                  | Inspirațională                                                                  | Inspirațională                                                                  | Inspirațională                                                                  | Inspirațională                                                                  | Inspirațională                                                                  | Inspirațională                                                                  | Inspirațională                                                                  | Inspirațională                                                                  | Inspirațională                                                                  | Inspirațională                                                                  | Inspirațională                                                                  | Inspirațională                                                                  | Inspirațională                                                                  | Inspirațională                                                                  | Inspirațională                                                                  | Inspirațională                                                                  | Inspirațională                                                                  | Inspirațională                                                                  | Inspirațională                                                                  | Inspirațională                                                                  | Inspirațională                                                                  | Inspirațională                                                                  | Inspirațională                                                                  | Inspirațională                                                                  | Inspirațională                                                                  | Inspirațională                                                                  | Inspirațională                                                                  | Inspirațională                                                                  | Inspirațională                                                                  | Inspirațională                                                                  | Inspirațională                                                                  | Inspirațională                                                                  | Inspirațională                                                                  | Inspirațională                                                                  | Inspirațională                                                                  | Inspirațională                                                                  | Inspirațională                                                                  | Inspirațională                                                                  | Inspirațională                                                                  | Inspirațională                                                                  | Inspirațională                                                                  | Inspirațională                                                                  | Inspirațională                                                                  | Inspirațională                                                                  | Inspirațională                                                                  | Inspirațională                                                                  | Inspirațională                                                                  | Inspirațională                                                                  | Inspirațională                                                                  | Inspirațională                                                                  | Inspirațională                                                                  | Inspirațională                                                                  | Inspirațională                                                                  | Inspirațională                                                                  | Inspirațională                                                                  | Inspirațională                                                                  | Inspirațională                                                                  | Inspirațională                                                                  | Inspirațională                                                                  | Inspirațională                                                                  | Inspirațională                                                                  | Inspirațională                                                                  | „You'll Never Walk Alone”                                                 | „You'll Never Walk Alone”                                                 | „You'll Never Walk Alone”                                                 | „You'll Never Walk Alone”                                                 | „You'll Never Walk Alone”                                                 | „You'll Never Walk Alone”                                                 | „You'll Never Walk Alone”                                                 | „You'll Never Walk Alone”                                                 | „You'll Never Walk Alone”                                                 | „You'll Never Walk Alone”                                                 | „You'll Never Walk Alone”                                                 | „You'll Never Walk Alone”                                                 | „You'll Never Walk Alone”                                                 | „You'll Never Walk Alone”                                                 | „You'll Never Walk Alone”                                                 | „You'll Never Walk Alone”                                                 | „You'll Never Walk Alone”                                                 | „You'll Never Walk Alone”                                                 | „You'll Never Walk Alone”                                                 | „You'll Never Walk Alone”                                                 | „You'll Never Walk Alone”                                                 | „You'll Never Walk Alone”                                                 | „You'll Never Walk Alone”                                                 | „You'll Never Walk Alone”                                                 | „You'll Never Walk Alone”                                                 | „You'll Never Walk Alone”                                                 | „You'll Never Walk Alone”                                                 | „You'll Never Walk Alone”                                                 | „You'll Never Walk Alone”                                                 | „You'll Never Walk Alone”                                                 | „You'll Never Walk Alone”                                                 | „You'll Never Walk Alone”                                                 | „You'll Never Walk Alone”                                                 | „You'll Never Walk Alone”                                                 | „You'll Never Walk Alone”                                                 | „You'll Never Walk Alone”                                                 | „You'll Never Walk Alone”                                                 | „You'll Never Walk Alone”                                                 | „You'll Never Walk Alone”                                                 | „You'll Never Walk Alone”                                                 | „You'll Never Walk Alone”                                                 | „You'll Never Walk Alone”                                                 | „You'll Never Walk Alone”                                                 | „You'll Never Walk Alone”                                                 | „You'll Never Walk Alone”                                                 | „You'll Never Walk Alone”                                                 | „You'll Never Walk Alone”                                                 | „You'll Never Walk Alone”                                                 | „You'll Never Walk Alone”                                                 | „You'll Never Walk Alone”                                                 | „You'll Never Walk Alone”                                                 | „You'll Never Walk Alone”                                                 | „You'll Never Walk Alone”                                                 | „You'll Never Walk Alone”                                                 | „You'll Never Walk Alone”                                                 | „You'll Never Walk Alone”                                                 | „You'll Never Walk Alone”                                                 | „You'll Never Walk Alone”                                                 | „You'll Never Walk Alone”                                                 | „You'll Never Walk Alone”                                                 | „You'll Never Walk Alone”                                                 | „You'll Never Walk Alone”                                                 | „You'll Never Walk Alone”                                                 | „You'll Never Walk Alone”                                                 | „You'll Never Walk Alone”                                                 | „You'll Never Walk Alone”                                                 | „You'll Never Walk Alone”                                                 | „You'll Never Walk Alone”                                                 | „You'll Never Walk Alone”                                                 | „You'll Never Walk Alone”                                                 | „You'll Never Walk Alone”                                                 | „You'll Never Walk Alone”                                                 | „You'll Never Walk Alone”                                                 | „You'll Never Walk Alone”                                                 | „You'll Never Walk Alone”                                                 | „You'll Never Walk Alone”                                                 | „You'll Never Walk Alone”                                                 | „You'll Never Walk Alone”                                                 | „You'll Never Walk Alone”                                                 | „You'll Never Walk Alone”                                                 | „You'll Never Walk Alone”                                                 | „You'll Never Walk Alone”                                                 | „You'll Never Walk Alone”                                                 | „You'll Never Walk Alone”                                                 | „You'll Never Walk Alone”                                                 | „You'll Never Walk Alone”                                                 | „You'll Never Walk Alone”                                                 | „You'll Never Walk Alone”                                                 | „You'll Never Walk Alone”                                                 | „You'll Never Walk Alone”                                                 | „You'll Never Walk Alone”                                                 | „You'll Never Walk Alone”                                                 | „You'll Never Walk Alone”                                                 | „You'll Never Walk Alone”                                                 | „You'll Never Walk Alone”                                                 | „You'll Never Walk Alone”                                                 | „You'll Never Walk Alone”                                                 | „You'll Never Walk Alone”                                                 | „You'll Never Walk Alone”                                                 | „You'll Never Walk Alone”                                                 | Rodgers and Hammerstein                          | Rodgers and Hammerstein                          | Rodgers and Hammerstein                          | Rodgers and Hammerstein                          | Rodgers and Hammerstein                          | Rodgers and Hammerstein                          | Rodgers and Hammerstein                          | Rodgers and Hammerstein                          | Rodgers and Hammerstein                          | Rodgers and Hammerstein                          | Rodgers and Hammerstein                          | Rodgers and Hammerstein                          | Rodgers and Hammerstein                          | Rodgers and Hammerstein                          | Rodgers and Hammerstein                          | Rodgers and Hammerstein                          | Rodgers and Hammerstein                          | Rodgers and Hammerstein                          | Rodgers and Hammerstein                          | Rodgers and Hammerstein                          | Rodgers and Hammerstein                          | Rodgers and Hammerstein                          | Rodgers and Hammerstein                          | Rodgers and Hammerstein                          | Rodgers and Hammerstein                          | Rodgers and Hammerstein                          | Rodgers and Hammerstein                          | Rodgers and Hammerstein                          | Rodgers and Hammerstein                          | Rodgers and Hammerstein                          | Rodgers and Hammerstein                          | Rodgers and Hammerstein                          | Rodgers and Hammerstein                          | Rodgers and Hammerstein                          | Rodgers and Hammerstein                          | Rodgers and Hammerstein                          | Rodgers and Hammerstein                          | Rodgers and Hammerstein                          | Rodgers and Hammerstein                          | Rodgers and Hammerstein                          | Rodgers and Hammerstein                          | Rodgers and Hammerstein                          | Rodgers and Hammerstein                          | Rodgers and Hammerstein                          | Rodgers and Hammerstein                          | Rodgers and Hammerstein                          | Rodgers and Hammerstein                          | Rodgers and Hammerstein                          | Rodgers and Hammerstein                          | Rodgers and Hammerstein                          | Rodgers and Hammerstein                          | Rodgers and Hammerstein                          | Rodgers and Hammerstein                          | Rodgers and Hammerstein                          | Rodgers and Hammerstein                          | Rodgers and Hammerstein                          | Rodgers and Hammerstein                          | Rodgers and Hammerstein                          | Rodgers and Hammerstein                          | Rodgers and Hammerstein                          | Rodgers and Hammerstein                          | Rodgers and Hammerstein                          | Rodgers and Hammerstein                          | Rodgers and Hammerstein                          | Rodgers and Hammerstein                          | Rodgers and Hammerstein                          | Rodgers and Hammerstein                          | Rodgers and Hammerstein                          | Rodgers and Hammerstein                          | Rodgers and Hammerstein                          | Rodgers and Hammerstein                          | Rodgers and Hammerstein                          | Rodgers and Hammerstein                          | Rodgers and Hammerstein                          | Rodgers and Hammerstein                          | Rodgers and Hammerstein                          | Rodgers and Hammerstein                          | Rodgers and Hammerstein                          | Rodgers and Hammerstein                          | Rodgers and Hammerstein                          | Rodgers and Hammerstein                          | Rodgers and Hammerstein                          | Rodgers and Hammerstein                          | Rodgers and Hammerstein                          | Rodgers and Hammerstein                          | Rodgers and Hammerstein                          | Rodgers and Hammerstein                          | Rodgers and Hammerstein                          | Rodgers and Hammerstein                          | Rodgers and Hammerstein                          | Rodgers and Hammerstein                          | Rodgers and Hammerstein                          | Rodgers and Hammerstein                          | Rodgers and Hammerstein                          | Rodgers and Hammerstein                          | Rodgers and Hammerstein                          | Rodgers and Hammerstein                          | Rodgers and Hammerstein                          | Rodgers and Hammerstein                          | Rodgers and Hammerstein                          | 6      | 6      | 6      | 6      | 6      | 6      | 6      | 6      | 6      | 6      | 6      | 6      | 6      | 6      | 6      | 6      | 6      | 6      | 6      | 6      | 6      | 6      | 6      | 6      | 6      | 6      | 6      | 6      | 6      | 6      | 6      | 6      | 6      | 6      | 6      | 6      | 6      | 6      | 6      | 6      | 6      | 6      | 6      | 6      | 6      | 6      | 6      | 6      | 6      | 6      | 6      | 6      | 6      | 6      | 6      | 6      | 6      | 6      | 6      | 6      | 6      | 6      | 6      | 6      | 6      | 6      | 6      | 6      | 6      | 6      | 6      | 6      | 6      | 6      | 6      | 6      | 6      | 6      | 6      | 6      | 6      | 6      | 6      | 6      | 6      | 6      | 6      | 6      | 6      | 6      | 6      | 6      | 6      | 6      | 6      | 6      | 6      | 6      | 6      | 6      | OK           | OK           | OK           | OK           | OK           | OK           | OK           | OK           | OK           | OK           | OK           | OK           | OK           | OK           | OK           | OK           | OK           | OK           | OK           | OK           | OK           | OK           | OK           | OK           | OK           | OK           | OK           | OK           | OK           | OK           | OK           | OK           | OK           | OK           | OK           | OK           | OK           | OK           | OK           | OK           | OK           | OK           | OK           | OK           | OK           | OK           | OK           | OK           | OK           | OK           | OK           | OK           | OK           | OK           | OK           | OK           | OK           | OK           | OK           | OK           | OK           | OK           | OK           | OK           | OK           | OK           | OK           | OK           | OK           | OK           | OK           | OK           | OK           | OK           | OK           | OK           | OK           | OK           | OK           | OK           | OK           | OK           | OK           | OK           | OK           | OK           | OK           | OK           | OK           | OK           | OK           | OK           | OK           | OK           | OK           | OK           | OK           | OK           | OK           | OK           |
| Top 6             | Top 6             | Top 6             | Top 6             | Top 6             | Top 6             | Top 6             | Top 6             | Top 6             | Top 6             | Top 6             | Top 6             | Top 6             | Top 6             | Top 6             | Top 6             | Top 6             | Top 6             | Top 6             | Top 6             | Top 6             | Top 6             | Top 6             | Top 6             | Top 6             | Top 6             | Top 6             | Top 6             | Top 6             | Top 6             | Top 6             | Top 6             | Top 6             | Top 6             | Top 6             | Top 6             | Top 6             | Top 6             | Top 6             | Top 6             | Top 6             | Top 6             | Top 6             | Top 6             | Top 6             | Top 6             | Top 6             | Top 6             | Top 6             | Top 6             | Top 6             | Top 6             | Top 6             | Top 6             | Top 6             | Top 6             | Top 6             | Top 6             | Top 6             | Top 6             | Top 6             | Top 6             | Top 6             | Top 6             | Top 6             | Top 6             | Top 6             | Top 6             | Top 6             | Top 6             | Top 6             | Top 6             | Top 6             | Top 6             | Top 6             | Top 6             | Top 6             | Top 6             | Top 6             | Top 6             | Top 6             | Top 6             | Top 6             | Top 6             | Top 6             | Top 6             | Top 6             | Top 6             | Top 6             | Top 6             | Top 6             | Top 6             | Top 6             | Top 6             | Top 6             | Top 6             | Top 6             | Top 6             | Top 6             | Top 6             | Bon Jovi                                                                        | Bon Jovi                                                                        | Bon Jovi                                                                        | Bon Jovi                                                                        | Bon Jovi                                                                        | Bon Jovi                                                                        | Bon Jovi                                                                        | Bon Jovi                                                                        | Bon Jovi                                                                        | Bon Jovi                                                                        | Bon Jovi                                                                        | Bon Jovi                                                                        | Bon Jovi                                                                        | Bon Jovi                                                                        | Bon Jovi                                                                        | Bon Jovi                                                                        | Bon Jovi                                                                        | Bon Jovi                                                                        | Bon Jovi                                                                        | Bon Jovi                                                                        | Bon Jovi                                                                        | Bon Jovi                                                                        | Bon Jovi                                                                        | Bon Jovi                                                                        | Bon Jovi                                                                        | Bon Jovi                                                                        | Bon Jovi                                                                        | Bon Jovi                                                                        | Bon Jovi                                                                        | Bon Jovi                                                                        | Bon Jovi                                                                        | Bon Jovi                                                                        | Bon Jovi                                                                        | Bon Jovi                                                                        | Bon Jovi                                                                        | Bon Jovi                                                                        | Bon Jovi                                                                        | Bon Jovi                                                                        | Bon Jovi                                                                        | Bon Jovi                                                                        | Bon Jovi                                                                        | Bon Jovi                                                                        | Bon Jovi                                                                        | Bon Jovi                                                                        | Bon Jovi                                                                        | Bon Jovi                                                                        | Bon Jovi                                                                        | Bon Jovi                                                                        | Bon Jovi                                                                        | Bon Jovi                                                                        | Bon Jovi                                                                        | Bon Jovi                                                                        | Bon Jovi                                                                        | Bon Jovi                                                                        | Bon Jovi                                                                        | Bon Jovi                                                                        | Bon Jovi                                                                        | Bon Jovi                                                                        | Bon Jovi                                                                        | Bon Jovi                                                                        | Bon Jovi                                                                        | Bon Jovi                                                                        | Bon Jovi                                                                        | Bon Jovi                                                                        | Bon Jovi                                                                        | Bon Jovi                                                                        | Bon Jovi                                                                        | Bon Jovi                                                                        | Bon Jovi                                                                        | Bon Jovi                                                                        | Bon Jovi                                                                        | Bon Jovi                                                                        | Bon Jovi                                                                        | Bon Jovi                                                                        | Bon Jovi                                                                        | Bon Jovi                                                                        | Bon Jovi                                                                        | Bon Jovi                                                                        | Bon Jovi                                                                        | Bon Jovi                                                                        | Bon Jovi                                                                        | Bon Jovi                                                                        | Bon Jovi                                                                        | Bon Jovi                                                                        | Bon Jovi                                                                        | Bon Jovi                                                                        | Bon Jovi                                                                        | Bon Jovi                                                                        | Bon Jovi                                                                        | Bon Jovi                                                                        | Bon Jovi                                                                        | Bon Jovi                                                                        | Bon Jovi                                                                        | Bon Jovi                                                                        | Bon Jovi                                                                        | Bon Jovi                                                                        | Bon Jovi                                                                        | Bon Jovi                                                                        | Bon Jovi                                                                        | Bon Jovi                                                                        | „Livin' on a Prayer”                                                      | „Livin' on a Prayer”                                                      | „Livin' on a Prayer”                                                      | „Livin' on a Prayer”                                                      | „Livin' on a Prayer”                                                      | „Livin' on a Prayer”                                                      | „Livin' on a Prayer”                                                      | „Livin' on a Prayer”                                                      | „Livin' on a Prayer”                                                      | „Livin' on a Prayer”                                                      | „Livin' on a Prayer”                                                      | „Livin' on a Prayer”                                                      | „Livin' on a Prayer”                                                      | „Livin' on a Prayer”                                                      | „Livin' on a Prayer”                                                      | „Livin' on a Prayer”                                                      | „Livin' on a Prayer”                                                      | „Livin' on a Prayer”                                                      | „Livin' on a Prayer”                                                      | „Livin' on a Prayer”                                                      | „Livin' on a Prayer”                                                      | „Livin' on a Prayer”                                                      | „Livin' on a Prayer”                                                      | „Livin' on a Prayer”                                                      | „Livin' on a Prayer”                                                      | „Livin' on a Prayer”                                                      | „Livin' on a Prayer”                                                      | „Livin' on a Prayer”                                                      | „Livin' on a Prayer”                                                      | „Livin' on a Prayer”                                                      | „Livin' on a Prayer”                                                      | „Livin' on a Prayer”                                                      | „Livin' on a Prayer”                                                      | „Livin' on a Prayer”                                                      | „Livin' on a Prayer”                                                      | „Livin' on a Prayer”                                                      | „Livin' on a Prayer”                                                      | „Livin' on a Prayer”                                                      | „Livin' on a Prayer”                                                      | „Livin' on a Prayer”                                                      | „Livin' on a Prayer”                                                      | „Livin' on a Prayer”                                                      | „Livin' on a Prayer”                                                      | „Livin' on a Prayer”                                                      | „Livin' on a Prayer”                                                      | „Livin' on a Prayer”                                                      | „Livin' on a Prayer”                                                      | „Livin' on a Prayer”                                                      | „Livin' on a Prayer”                                                      | „Livin' on a Prayer”                                                      | „Livin' on a Prayer”                                                      | „Livin' on a Prayer”                                                      | „Livin' on a Prayer”                                                      | „Livin' on a Prayer”                                                      | „Livin' on a Prayer”                                                      | „Livin' on a Prayer”                                                      | „Livin' on a Prayer”                                                      | „Livin' on a Prayer”                                                      | „Livin' on a Prayer”                                                      | „Livin' on a Prayer”                                                      | „Livin' on a Prayer”                                                      | „Livin' on a Prayer”                                                      | „Livin' on a Prayer”                                                      | „Livin' on a Prayer”                                                      | „Livin' on a Prayer”                                                      | „Livin' on a Prayer”                                                      | „Livin' on a Prayer”                                                      | „Livin' on a Prayer”                                                      | „Livin' on a Prayer”                                                      | „Livin' on a Prayer”                                                      | „Livin' on a Prayer”                                                      | „Livin' on a Prayer”                                                      | „Livin' on a Prayer”                                                      | „Livin' on a Prayer”                                                      | „Livin' on a Prayer”                                                      | „Livin' on a Prayer”                                                      | „Livin' on a Prayer”                                                      | „Livin' on a Prayer”                                                      | „Livin' on a Prayer”                                                      | „Livin' on a Prayer”                                                      | „Livin' on a Prayer”                                                      | „Livin' on a Prayer”                                                      | „Livin' on a Prayer”                                                      | „Livin' on a Prayer”                                                      | „Livin' on a Prayer”                                                      | „Livin' on a Prayer”                                                      | „Livin' on a Prayer”                                                      | „Livin' on a Prayer”                                                      | „Livin' on a Prayer”                                                      | „Livin' on a Prayer”                                                      | „Livin' on a Prayer”                                                      | „Livin' on a Prayer”                                                      | „Livin' on a Prayer”                                                      | „Livin' on a Prayer”                                                      | „Livin' on a Prayer”                                                      | „Livin' on a Prayer”                                                      | „Livin' on a Prayer”                                                      | „Livin' on a Prayer”                                                      | „Livin' on a Prayer”                                                      | „Livin' on a Prayer”                                                      | Bon Jovi                                         | Bon Jovi                                         | Bon Jovi                                         | Bon Jovi                                         | Bon Jovi                                         | Bon Jovi                                         | Bon Jovi                                         | Bon Jovi                                         | Bon Jovi                                         | Bon Jovi                                         | Bon Jovi                                         | Bon Jovi                                         | Bon Jovi                                         | Bon Jovi                                         | Bon Jovi                                         | Bon Jovi                                         | Bon Jovi                                         | Bon Jovi                                         | Bon Jovi                                         | Bon Jovi                                         | Bon Jovi                                         | Bon Jovi                                         | Bon Jovi                                         | Bon Jovi                                         | Bon Jovi                                         | Bon Jovi                                         | Bon Jovi                                         | Bon Jovi                                         | Bon Jovi                                         | Bon Jovi                                         | Bon Jovi                                         | Bon Jovi                                         | Bon Jovi                                         | Bon Jovi                                         | Bon Jovi                                         | Bon Jovi                                         | Bon Jovi                                         | Bon Jovi                                         | Bon Jovi                                         | Bon Jovi                                         | Bon Jovi                                         | Bon Jovi                                         | Bon Jovi                                         | Bon Jovi                                         | Bon Jovi                                         | Bon Jovi                                         | Bon Jovi                                         | Bon Jovi                                         | Bon Jovi                                         | Bon Jovi                                         | Bon Jovi                                         | Bon Jovi                                         | Bon Jovi                                         | Bon Jovi                                         | Bon Jovi                                         | Bon Jovi                                         | Bon Jovi                                         | Bon Jovi                                         | Bon Jovi                                         | Bon Jovi                                         | Bon Jovi                                         | Bon Jovi                                         | Bon Jovi                                         | Bon Jovi                                         | Bon Jovi                                         | Bon Jovi                                         | Bon Jovi                                         | Bon Jovi                                         | Bon Jovi                                         | Bon Jovi                                         | Bon Jovi                                         | Bon Jovi                                         | Bon Jovi                                         | Bon Jovi                                         | Bon Jovi                                         | Bon Jovi                                         | Bon Jovi                                         | Bon Jovi                                         | Bon Jovi                                         | Bon Jovi                                         | Bon Jovi                                         | Bon Jovi                                         | Bon Jovi                                         | Bon Jovi                                         | Bon Jovi                                         | Bon Jovi                                         | Bon Jovi                                         | Bon Jovi                                         | Bon Jovi                                         | Bon Jovi                                         | Bon Jovi                                         | Bon Jovi                                         | Bon Jovi                                         | Bon Jovi                                         | Bon Jovi                                         | Bon Jovi                                         | Bon Jovi                                         | Bon Jovi                                         | Bon Jovi                                         | Bon Jovi                                         | 2      | 2      | 2      | 2      | 2      | 2      | 2      | 2      | 2      | 2      | 2      | 2      | 2      | 2      | 2      | 2      | 2      | 2      | 2      | 2      | 2      | 2      | 2      | 2      | 2      | 2      | 2      | 2      | 2      | 2      | 2      | 2      | 2      | 2      | 2      | 2      | 2      | 2      | 2      | 2      | 2      | 2      | 2      | 2      | 2      | 2      | 2      | 2      | 2      | 2      | 2      | 2      | 2      | 2      | 2      | 2      | 2      | 2      | 2      | 2      | 2      | 2      | 2      | 2      | 2      | 2      | 2      | 2      | 2      | 2      | 2      | 2      | 2      | 2      | 2      | 2      | 2      | 2      | 2      | 2      | 2      | 2      | 2      | 2      | 2      | 2      | 2      | 2      | 2      | 2      | 2      | 2      | 2      | 2      | 2      | 2      | 2      | 2      | 2      | 2      | OK           | OK           | OK           | OK           | OK           | OK           | OK           | OK           | OK           | OK           | OK           | OK           | OK           | OK           | OK           | OK           | OK           | OK           | OK           | OK           | OK           | OK           | OK           | OK           | OK           | OK           | OK           | OK           | OK           | OK           | OK           | OK           | OK           | OK           | OK           | OK           | OK           | OK           | OK           | OK           | OK           | OK           | OK           | OK           | OK           | OK           | OK           | OK           | OK           | OK           | OK           | OK           | OK           | OK           | OK           | OK           | OK           | OK           | OK           | OK           | OK           | OK           | OK           | OK           | OK           | OK           | OK           | OK           | OK           | OK           | OK           | OK           | OK           | OK           | OK           | OK           | OK           | OK           | OK           | OK           | OK           | OK           | OK           | OK           | OK           | OK           | OK           | OK           | OK           | OK           | OK           | OK           | OK           | OK           | OK           | OK           | OK           | OK           | OK           | OK           |
| Top 4             | Top 4             | Top 4             | Top 4             | Top 4             | Top 4             | Top 4             | Top 4             | Top 4             | Top 4             | Top 4             | Top 4             | Top 4             | Top 4             | Top 4             | Top 4             | Top 4             | Top 4             | Top 4             | Top 4             | Top 4             | Top 4             | Top 4             | Top 4             | Top 4             | Top 4             | Top 4             | Top 4             | Top 4             | Top 4             | Top 4             | Top 4             | Top 4             | Top 4             | Top 4             | Top 4             | Top 4             | Top 4             | Top 4             | Top 4             | Top 4             | Top 4             | Top 4             | Top 4             | Top 4             | Top 4             | Top 4             | Top 4             | Top 4             | Top 4             | Top 4             | Top 4             | Top 4             | Top 4             | Top 4             | Top 4             | Top 4             | Top 4             | Top 4             | Top 4             | Top 4             | Top 4             | Top 4             | Top 4             | Top 4             | Top 4             | Top 4             | Top 4             | Top 4             | Top 4             | Top 4             | Top 4             | Top 4             | Top 4             | Top 4             | Top 4             | Top 4             | Top 4             | Top 4             | Top 4             | Top 4             | Top 4             | Top 4             | Top 4             | Top 4             | Top 4             | Top 4             | Top 4             | Top 4             | Top 4             | Top 4             | Top 4             | Top 4             | Top 4             | Top 4             | Top 4             | Top 4             | Top 4             | Top 4             | Top 4             | Barry Gibb                                                                      | Barry Gibb                                                                      | Barry Gibb                                                                      | Barry Gibb                                                                      | Barry Gibb                                                                      | Barry Gibb                                                                      | Barry Gibb                                                                      | Barry Gibb                                                                      | Barry Gibb                                                                      | Barry Gibb                                                                      | Barry Gibb                                                                      | Barry Gibb                                                                      | Barry Gibb                                                                      | Barry Gibb                                                                      | Barry Gibb                                                                      | Barry Gibb                                                                      | Barry Gibb                                                                      | Barry Gibb                                                                      | Barry Gibb                                                                      | Barry Gibb                                                                      | Barry Gibb                                                                      | Barry Gibb                                                                      | Barry Gibb                                                                      | Barry Gibb                                                                      | Barry Gibb                                                                      | Barry Gibb                                                                      | Barry Gibb                                                                      | Barry Gibb                                                                      | Barry Gibb                                                                      | Barry Gibb                                                                      | Barry Gibb                                                                      | Barry Gibb                                                                      | Barry Gibb                                                                      | Barry Gibb                                                                      | Barry Gibb                                                                      | Barry Gibb                                                                      | Barry Gibb                                                                      | Barry Gibb                                                                      | Barry Gibb                                                                      | Barry Gibb                                                                      | Barry Gibb                                                                      | Barry Gibb                                                                      | Barry Gibb                                                                      | Barry Gibb                                                                      | Barry Gibb                                                                      | Barry Gibb                                                                      | Barry Gibb                                                                      | Barry Gibb                                                                      | Barry Gibb                                                                      | Barry Gibb                                                                      | Barry Gibb                                                                      | Barry Gibb                                                                      | Barry Gibb                                                                      | Barry Gibb                                                                      | Barry Gibb                                                                      | Barry Gibb                                                                      | Barry Gibb                                                                      | Barry Gibb                                                                      | Barry Gibb                                                                      | Barry Gibb                                                                      | Barry Gibb                                                                      | Barry Gibb                                                                      | Barry Gibb                                                                      | Barry Gibb                                                                      | Barry Gibb                                                                      | Barry Gibb                                                                      | Barry Gibb                                                                      | Barry Gibb                                                                      | Barry Gibb                                                                      | Barry Gibb                                                                      | Barry Gibb                                                                      | Barry Gibb                                                                      | Barry Gibb                                                                      | Barry Gibb                                                                      | Barry Gibb                                                                      | Barry Gibb                                                                      | Barry Gibb                                                                      | Barry Gibb                                                                      | Barry Gibb                                                                      | Barry Gibb                                                                      | Barry Gibb                                                                      | Barry Gibb                                                                      | Barry Gibb                                                                      | Barry Gibb                                                                      | Barry Gibb                                                                      | Barry Gibb                                                                      | Barry Gibb                                                                      | Barry Gibb                                                                      | Barry Gibb                                                                      | Barry Gibb                                                                      | Barry Gibb                                                                      | Barry Gibb                                                                      | Barry Gibb                                                                      | Barry Gibb                                                                      | Barry Gibb                                                                      | Barry Gibb                                                                      | Barry Gibb                                                                      | Barry Gibb                                                                      | Barry Gibb                                                                      | Barry Gibb                                                                      | „To Love Somebody” „Woman in Love”                                        | „To Love Somebody” „Woman in Love”                                        | „To Love Somebody” „Woman in Love”                                        | „To Love Somebody” „Woman in Love”                                        | „To Love Somebody” „Woman in Love”                                        | „To Love Somebody” „Woman in Love”                                        | „To Love Somebody” „Woman in Love”                                        | „To Love Somebody” „Woman in Love”                                        | „To Love Somebody” „Woman in Love”                                        | „To Love Somebody” „Woman in Love”                                        | „To Love Somebody” „Woman in Love”                                        | „To Love Somebody” „Woman in Love”                                        | „To Love Somebody” „Woman in Love”                                        | „To Love Somebody” „Woman in Love”                                        | „To Love Somebody” „Woman in Love”                                        | „To Love Somebody” „Woman in Love”                                        | „To Love Somebody” „Woman in Love”                                        | „To Love Somebody” „Woman in Love”                                        | „To Love Somebody” „Woman in Love”                                        | „To Love Somebody” „Woman in Love”                                        | „To Love Somebody” „Woman in Love”                                        | „To Love Somebody” „Woman in Love”                                        | „To Love Somebody” „Woman in Love”                                        | „To Love Somebody” „Woman in Love”                                        | „To Love Somebody” „Woman in Love”                                        | „To Love Somebody” „Woman in Love”                                        | „To Love Somebody” „Woman in Love”                                        | „To Love Somebody” „Woman in Love”                                        | „To Love Somebody” „Woman in Love”                                        | „To Love Somebody” „Woman in Love”                                        | „To Love Somebody” „Woman in Love”                                        | „To Love Somebody” „Woman in Love”                                        | „To Love Somebody” „Woman in Love”                                        | „To Love Somebody” „Woman in Love”                                        | „To Love Somebody” „Woman in Love”                                        | „To Love Somebody” „Woman in Love”                                        | „To Love Somebody” „Woman in Love”                                        | „To Love Somebody” „Woman in Love”                                        | „To Love Somebody” „Woman in Love”                                        | „To Love Somebody” „Woman in Love”                                        | „To Love Somebody” „Woman in Love”                                        | „To Love Somebody” „Woman in Love”                                        | „To Love Somebody” „Woman in Love”                                        | „To Love Somebody” „Woman in Love”                                        | „To Love Somebody” „Woman in Love”                                        | „To Love Somebody” „Woman in Love”                                        | „To Love Somebody” „Woman in Love”                                        | „To Love Somebody” „Woman in Love”                                        | „To Love Somebody” „Woman in Love”                                        | „To Love Somebody” „Woman in Love”                                        | „To Love Somebody” „Woman in Love”                                        | „To Love Somebody” „Woman in Love”                                        | „To Love Somebody” „Woman in Love”                                        | „To Love Somebody” „Woman in Love”                                        | „To Love Somebody” „Woman in Love”                                        | „To Love Somebody” „Woman in Love”                                        | „To Love Somebody” „Woman in Love”                                        | „To Love Somebody” „Woman in Love”                                        | „To Love Somebody” „Woman in Love”                                        | „To Love Somebody” „Woman in Love”                                        | „To Love Somebody” „Woman in Love”                                        | „To Love Somebody” „Woman in Love”                                        | „To Love Somebody” „Woman in Love”                                        | „To Love Somebody” „Woman in Love”                                        | „To Love Somebody” „Woman in Love”                                        | „To Love Somebody” „Woman in Love”                                        | „To Love Somebody” „Woman in Love”                                        | „To Love Somebody” „Woman in Love”                                        | „To Love Somebody” „Woman in Love”                                        | „To Love Somebody” „Woman in Love”                                        | „To Love Somebody” „Woman in Love”                                        | „To Love Somebody” „Woman in Love”                                        | „To Love Somebody” „Woman in Love”                                        | „To Love Somebody” „Woman in Love”                                        | „To Love Somebody” „Woman in Love”                                        | „To Love Somebody” „Woman in Love”                                        | „To Love Somebody” „Woman in Love”                                        | „To Love Somebody” „Woman in Love”                                        | „To Love Somebody” „Woman in Love”                                        | „To Love Somebody” „Woman in Love”                                        | „To Love Somebody” „Woman in Love”                                        | „To Love Somebody” „Woman in Love”                                        | „To Love Somebody” „Woman in Love”                                        | „To Love Somebody” „Woman in Love”                                        | „To Love Somebody” „Woman in Love”                                        | „To Love Somebody” „Woman in Love”                                        | „To Love Somebody” „Woman in Love”                                        | „To Love Somebody” „Woman in Love”                                        | „To Love Somebody” „Woman in Love”                                        | „To Love Somebody” „Woman in Love”                                        | „To Love Somebody” „Woman in Love”                                        | „To Love Somebody” „Woman in Love”                                        | „To Love Somebody” „Woman in Love”                                        | „To Love Somebody” „Woman in Love”                                        | „To Love Somebody” „Woman in Love”                                        | „To Love Somebody” „Woman in Love”                                        | „To Love Somebody” „Woman in Love”                                        | „To Love Somebody” „Woman in Love”                                        | „To Love Somebody” „Woman in Love”                                        | „To Love Somebody” „Woman in Love”                                        | Bee Gees Barbra Streisand                        | Bee Gees Barbra Streisand                        | Bee Gees Barbra Streisand                        | Bee Gees Barbra Streisand                        | Bee Gees Barbra Streisand                        | Bee Gees Barbra Streisand                        | Bee Gees Barbra Streisand                        | Bee Gees Barbra Streisand                        | Bee Gees Barbra Streisand                        | Bee Gees Barbra Streisand                        | Bee Gees Barbra Streisand                        | Bee Gees Barbra Streisand                        | Bee Gees Barbra Streisand                        | Bee Gees Barbra Streisand                        | Bee Gees Barbra Streisand                        | Bee Gees Barbra Streisand                        | Bee Gees Barbra Streisand                        | Bee Gees Barbra Streisand                        | Bee Gees Barbra Streisand                        | Bee Gees Barbra Streisand                        | Bee Gees Barbra Streisand                        | Bee Gees Barbra Streisand                        | Bee Gees Barbra Streisand                        | Bee Gees Barbra Streisand                        | Bee Gees Barbra Streisand                        | Bee Gees Barbra Streisand                        | Bee Gees Barbra Streisand                        | Bee Gees Barbra Streisand                        | Bee Gees Barbra Streisand                        | Bee Gees Barbra Streisand                        | Bee Gees Barbra Streisand                        | Bee Gees Barbra Streisand                        | Bee Gees Barbra Streisand                        | Bee Gees Barbra Streisand                        | Bee Gees Barbra Streisand                        | Bee Gees Barbra Streisand                        | Bee Gees Barbra Streisand                        | Bee Gees Barbra Streisand                        | Bee Gees Barbra Streisand                        | Bee Gees Barbra Streisand                        | Bee Gees Barbra Streisand                        | Bee Gees Barbra Streisand                        | Bee Gees Barbra Streisand                        | Bee Gees Barbra Streisand                        | Bee Gees Barbra Streisand                        | Bee Gees Barbra Streisand                        | Bee Gees Barbra Streisand                        | Bee Gees Barbra Streisand                        | Bee Gees Barbra Streisand                        | Bee Gees Barbra Streisand                        | Bee Gees Barbra Streisand                        | Bee Gees Barbra Streisand                        | Bee Gees Barbra Streisand                        | Bee Gees Barbra Streisand                        | Bee Gees Barbra Streisand                        | Bee Gees Barbra Streisand                        | Bee Gees Barbra Streisand                        | Bee Gees Barbra Streisand                        | Bee Gees Barbra Streisand                        | Bee Gees Barbra Streisand                        | Bee Gees Barbra Streisand                        | Bee Gees Barbra Streisand                        | Bee Gees Barbra Streisand                        | Bee Gees Barbra Streisand                        | Bee Gees Barbra Streisand                        | Bee Gees Barbra Streisand                        | Bee Gees Barbra Streisand                        | Bee Gees Barbra Streisand                        | Bee Gees Barbra Streisand                        | Bee Gees Barbra Streisand                        | Bee Gees Barbra Streisand                        | Bee Gees Barbra Streisand                        | Bee Gees Barbra Streisand                        | Bee Gees Barbra Streisand                        | Bee Gees Barbra Streisand                        | Bee Gees Barbra Streisand                        | Bee Gees Barbra Streisand                        | Bee Gees Barbra Streisand                        | Bee Gees Barbra Streisand                        | Bee Gees Barbra Streisand                        | Bee Gees Barbra Streisand                        | Bee Gees Barbra Streisand                        | Bee Gees Barbra Streisand                        | Bee Gees Barbra Streisand                        | Bee Gees Barbra Streisand                        | Bee Gees Barbra Streisand                        | Bee Gees Barbra Streisand                        | Bee Gees Barbra Streisand                        | Bee Gees Barbra Streisand                        | Bee Gees Barbra Streisand                        | Bee Gees Barbra Streisand                        | Bee Gees Barbra Streisand                        | Bee Gees Barbra Streisand                        | Bee Gees Barbra Streisand                        | Bee Gees Barbra Streisand                        | Bee Gees Barbra Streisand                        | Bee Gees Barbra Streisand                        | Bee Gees Barbra Streisand                        | Bee Gees Barbra Streisand                        | Bee Gees Barbra Streisand                        | 4 8    | 4 8    | 4 8    | 4 8    | 4 8    | 4 8    | 4 8    | 4 8    | 4 8    | 4 8    | 4 8    | 4 8    | 4 8    | 4 8    | 4 8    | 4 8    | 4 8    | 4 8    | 4 8    | 4 8    | 4 8    | 4 8    | 4 8    | 4 8    | 4 8    | 4 8    | 4 8    | 4 8    | 4 8    | 4 8    | 4 8    | 4 8    | 4 8    | 4 8    | 4 8    | 4 8    | 4 8    | 4 8    | 4 8    | 4 8    | 4 8    | 4 8    | 4 8    | 4 8    | 4 8    | 4 8    | 4 8    | 4 8    | 4 8    | 4 8    | 4 8    | 4 8    | 4 8    | 4 8    | 4 8    | 4 8    | 4 8    | 4 8    | 4 8    | 4 8    | 4 8    | 4 8    | 4 8    | 4 8    | 4 8    | 4 8    | 4 8    | 4 8    | 4 8    | 4 8    | 4 8    | 4 8    | 4 8    | 4 8    | 4 8    | 4 8    | 4 8    | 4 8    | 4 8    | 4 8    | 4 8    | 4 8    | 4 8    | 4 8    | 4 8    | 4 8    | 4 8    | 4 8    | 4 8    | 4 8    | 4 8    | 4 8    | 4 8    | 4 8    | 4 8    | 4 8    | 4 8    | 4 8    | 4 8    | 4 8    | OK           | OK           | OK           | OK           | OK           | OK           | OK           | OK           | OK           | OK           | OK           | OK           | OK           | OK           | OK           | OK           | OK           | OK           | OK           | OK           | OK           | OK           | OK           | OK           | OK           | OK           | OK           | OK           | OK           | OK           | OK           | OK           | OK           | OK           | OK           | OK           | OK           | OK           | OK           | OK           | OK           | OK           | OK           | OK           | OK           | OK           | OK           | OK           | OK           | OK           | OK           | OK           | OK           | OK           | OK           | OK           | OK           | OK           | OK           | OK           | OK           | OK           | OK           | OK           | OK           | OK           | OK           | OK           | OK           | OK           | OK           | OK           | OK           | OK           | OK           | OK           | OK           | OK           | OK           | OK           | OK           | OK           | OK           | OK           | OK           | OK           | OK           | OK           | OK           | OK           | OK           | OK           | OK           | OK           | OK           | OK           | OK           | OK           | OK           | OK           |
| Top 3             | Top 3             | Top 3             | Top 3             | Top 3             | Top 3             | Top 3             | Top 3             | Top 3             | Top 3             | Top 3             | Top 3             | Top 3             | Top 3             | Top 3             | Top 3             | Top 3             | Top 3             | Top 3             | Top 3             | Top 3             | Top 3             | Top 3             | Top 3             | Top 3             | Top 3             | Top 3             | Top 3             | Top 3             | Top 3             | Top 3             | Top 3             | Top 3             | Top 3             | Top 3             | Top 3             | Top 3             | Top 3             | Top 3             | Top 3             | Top 3             | Top 3             | Top 3             | Top 3             | Top 3             | Top 3             | Top 3             | Top 3             | Top 3             | Top 3             | Top 3             | Top 3             | Top 3             | Top 3             | Top 3             | Top 3             | Top 3             | Top 3             | Top 3             | Top 3             | Top 3             | Top 3             | Top 3             | Top 3             | Top 3             | Top 3             | Top 3             | Top 3             | Top 3             | Top 3             | Top 3             | Top 3             | Top 3             | Top 3             | Top 3             | Top 3             | Top 3             | Top 3             | Top 3             | Top 3             | Top 3             | Top 3             | Top 3             | Top 3             | Top 3             | Top 3             | Top 3             | Top 3             | Top 3             | Top 3             | Top 3             | Top 3             | Top 3             | Top 3             | Top 3             | Top 3             | Top 3             | Top 3             | Top 3             | Top 3             | Alegerea juriului (Simon Cowell) Alegerea producătorului Alegerea concurentului | Alegerea juriului (Simon Cowell) Alegerea producătorului Alegerea concurentului | Alegerea juriului (Simon Cowell) Alegerea producătorului Alegerea concurentului | Alegerea juriului (Simon Cowell) Alegerea producătorului Alegerea concurentului | Alegerea juriului (Simon Cowell) Alegerea producătorului Alegerea concurentului | Alegerea juriului (Simon Cowell) Alegerea producătorului Alegerea concurentului | Alegerea juriului (Simon Cowell) Alegerea producătorului Alegerea concurentului | Alegerea juriului (Simon Cowell) Alegerea producătorului Alegerea concurentului | Alegerea juriului (Simon Cowell) Alegerea producătorului Alegerea concurentului | Alegerea juriului (Simon Cowell) Alegerea producătorului Alegerea concurentului | Alegerea juriului (Simon Cowell) Alegerea producătorului Alegerea concurentului | Alegerea juriului (Simon Cowell) Alegerea producătorului Alegerea concurentului | Alegerea juriului (Simon Cowell) Alegerea producătorului Alegerea concurentului | Alegerea juriului (Simon Cowell) Alegerea producătorului Alegerea concurentului | Alegerea juriului (Simon Cowell) Alegerea producătorului Alegerea concurentului | Alegerea juriului (Simon Cowell) Alegerea producătorului Alegerea concurentului | Alegerea juriului (Simon Cowell) Alegerea producătorului Alegerea concurentului | Alegerea juriului (Simon Cowell) Alegerea producătorului Alegerea concurentului | Alegerea juriului (Simon Cowell) Alegerea producătorului Alegerea concurentului | Alegerea juriului (Simon Cowell) Alegerea producătorului Alegerea concurentului | Alegerea juriului (Simon Cowell) Alegerea producătorului Alegerea concurentului | Alegerea juriului (Simon Cowell) Alegerea producătorului Alegerea concurentului | Alegerea juriului (Simon Cowell) Alegerea producătorului Alegerea concurentului | Alegerea juriului (Simon Cowell) Alegerea producătorului Alegerea concurentului | Alegerea juriului (Simon Cowell) Alegerea producătorului Alegerea concurentului | Alegerea juriului (Simon Cowell) Alegerea producătorului Alegerea concurentului | Alegerea juriului (Simon Cowell) Alegerea producătorului Alegerea concurentului | Alegerea juriului (Simon Cowell) Alegerea producătorului Alegerea concurentului | Alegerea juriului (Simon Cowell) Alegerea producătorului Alegerea concurentului | Alegerea juriului (Simon Cowell) Alegerea producătorului Alegerea concurentului | Alegerea juriului (Simon Cowell) Alegerea producătorului Alegerea concurentului | Alegerea juriului (Simon Cowell) Alegerea producătorului Alegerea concurentului | Alegerea juriului (Simon Cowell) Alegerea producătorului Alegerea concurentului | Alegerea juriului (Simon Cowell) Alegerea producătorului Alegerea concurentului | Alegerea juriului (Simon Cowell) Alegerea producătorului Alegerea concurentului | Alegerea juriului (Simon Cowell) Alegerea producătorului Alegerea concurentului | Alegerea juriului (Simon Cowell) Alegerea producătorului Alegerea concurentului | Alegerea juriului (Simon Cowell) Alegerea producătorului Alegerea concurentului | Alegerea juriului (Simon Cowell) Alegerea producătorului Alegerea concurentului | Alegerea juriului (Simon Cowell) Alegerea producătorului Alegerea concurentului | Alegerea juriului (Simon Cowell) Alegerea producătorului Alegerea concurentului | Alegerea juriului (Simon Cowell) Alegerea producătorului Alegerea concurentului | Alegerea juriului (Simon Cowell) Alegerea producătorului Alegerea concurentului | Alegerea juriului (Simon Cowell) Alegerea producătorului Alegerea concurentului | Alegerea juriului (Simon Cowell) Alegerea producătorului Alegerea concurentului | Alegerea juriului (Simon Cowell) Alegerea producătorului Alegerea concurentului | Alegerea juriului (Simon Cowell) Alegerea producătorului Alegerea concurentului | Alegerea juriului (Simon Cowell) Alegerea producătorului Alegerea concurentului | Alegerea juriului (Simon Cowell) Alegerea producătorului Alegerea concurentului | Alegerea juriului (Simon Cowell) Alegerea producătorului Alegerea concurentului | Alegerea juriului (Simon Cowell) Alegerea producătorului Alegerea concurentului | Alegerea juriului (Simon Cowell) Alegerea producătorului Alegerea concurentului | Alegerea juriului (Simon Cowell) Alegerea producătorului Alegerea concurentului | Alegerea juriului (Simon Cowell) Alegerea producătorului Alegerea concurentului | Alegerea juriului (Simon Cowell) Alegerea producătorului Alegerea concurentului | Alegerea juriului (Simon Cowell) Alegerea producătorului Alegerea concurentului | Alegerea juriului (Simon Cowell) Alegerea producătorului Alegerea concurentului | Alegerea juriului (Simon Cowell) Alegerea producătorului Alegerea concurentului | Alegerea juriului (Simon Cowell) Alegerea producătorului Alegerea concurentului | Alegerea juriului (Simon Cowell) Alegerea producătorului Alegerea concurentului | Alegerea juriului (Simon Cowell) Alegerea producătorului Alegerea concurentului | Alegerea juriului (Simon Cowell) Alegerea producătorului Alegerea concurentului | Alegerea juriului (Simon Cowell) Alegerea producătorului Alegerea concurentului | Alegerea juriului (Simon Cowell) Alegerea producătorului Alegerea concurentului | Alegerea juriului (Simon Cowell) Alegerea producătorului Alegerea concurentului | Alegerea juriului (Simon Cowell) Alegerea producătorului Alegerea concurentului | Alegerea juriului (Simon Cowell) Alegerea producătorului Alegerea concurentului | Alegerea juriului (Simon Cowell) Alegerea producătorului Alegerea concurentului | Alegerea juriului (Simon Cowell) Alegerea producătorului Alegerea concurentului | Alegerea juriului (Simon Cowell) Alegerea producătorului Alegerea concurentului | Alegerea juriului (Simon Cowell) Alegerea producătorului Alegerea concurentului | Alegerea juriului (Simon Cowell) Alegerea producătorului Alegerea concurentului | Alegerea juriului (Simon Cowell) Alegerea producătorului Alegerea concurentului | Alegerea juriului (Simon Cowell) Alegerea producătorului Alegerea concurentului | Alegerea juriului (Simon Cowell) Alegerea producătorului Alegerea concurentului | Alegerea juriului (Simon Cowell) Alegerea producătorului Alegerea concurentului | Alegerea juriului (Simon Cowell) Alegerea producătorului Alegerea concurentului | Alegerea juriului (Simon Cowell) Alegerea producătorului Alegerea concurentului | Alegerea juriului (Simon Cowell) Alegerea producătorului Alegerea concurentului | Alegerea juriului (Simon Cowell) Alegerea producătorului Alegerea concurentului | Alegerea juriului (Simon Cowell) Alegerea producătorului Alegerea concurentului | Alegerea juriului (Simon Cowell) Alegerea producătorului Alegerea concurentului | Alegerea juriului (Simon Cowell) Alegerea producătorului Alegerea concurentului | Alegerea juriului (Simon Cowell) Alegerea producătorului Alegerea concurentului | Alegerea juriului (Simon Cowell) Alegerea producătorului Alegerea concurentului | Alegerea juriului (Simon Cowell) Alegerea producătorului Alegerea concurentului | Alegerea juriului (Simon Cowell) Alegerea producătorului Alegerea concurentului | Alegerea juriului (Simon Cowell) Alegerea producătorului Alegerea concurentului | Alegerea juriului (Simon Cowell) Alegerea producătorului Alegerea concurentului | Alegerea juriului (Simon Cowell) Alegerea producătorului Alegerea concurentului | Alegerea juriului (Simon Cowell) Alegerea producătorului Alegerea concurentului | Alegerea juriului (Simon Cowell) Alegerea producătorului Alegerea concurentului | Alegerea juriului (Simon Cowell) Alegerea producătorului Alegerea concurentului | Alegerea juriului (Simon Cowell) Alegerea producătorului Alegerea concurentului | Alegerea juriului (Simon Cowell) Alegerea producătorului Alegerea concurentului | Alegerea juriului (Simon Cowell) Alegerea producătorului Alegerea concurentului | Alegerea juriului (Simon Cowell) Alegerea producătorului Alegerea concurentului | Alegerea juriului (Simon Cowell) Alegerea producătorului Alegerea concurentului | Alegerea juriului (Simon Cowell) Alegerea producătorului Alegerea concurentului | Alegerea juriului (Simon Cowell) Alegerea producătorului Alegerea concurentului | „Wishing on a Star” „She Works Hard for the Money” „I (Who Have Nothing)” | „Wishing on a Star” „She Works Hard for the Money” „I (Who Have Nothing)” | „Wishing on a Star” „She Works Hard for the Money” „I (Who Have Nothing)” | „Wishing on a Star” „She Works Hard for the Money” „I (Who Have Nothing)” | „Wishing on a Star” „She Works Hard for the Money” „I (Who Have Nothing)” | „Wishing on a Star” „She Works Hard for the Money” „I (Who Have Nothing)” | „Wishing on a Star” „She Works Hard for the Money” „I (Who Have Nothing)” | „Wishing on a Star” „She Works Hard for the Money” „I (Who Have Nothing)” | „Wishing on a Star” „She Works Hard for the Money” „I (Who Have Nothing)” | „Wishing on a Star” „She Works Hard for the Money” „I (Who Have Nothing)” | „Wishing on a Star” „She Works Hard for the Money” „I (Who Have Nothing)” | „Wishing on a Star” „She Works Hard for the Money” „I (Who Have Nothing)” | „Wishing on a Star” „She Works Hard for the Money” „I (Who Have Nothing)” | „Wishing on a Star” „She Works Hard for the Money” „I (Who Have Nothing)” | „Wishing on a Star” „She Works Hard for the Money” „I (Who Have Nothing)” | „Wishing on a Star” „She Works Hard for the Money” „I (Who Have Nothing)” | „Wishing on a Star” „She Works Hard for the Money” „I (Who Have Nothing)” | „Wishing on a Star” „She Works Hard for the Money” „I (Who Have Nothing)” | „Wishing on a Star” „She Works Hard for the Money” „I (Who Have Nothing)” | „Wishing on a Star” „She Works Hard for the Money” „I (Who Have Nothing)” | „Wishing on a Star” „She Works Hard for the Money” „I (Who Have Nothing)” | „Wishing on a Star” „She Works Hard for the Money” „I (Who Have Nothing)” | „Wishing on a Star” „She Works Hard for the Money” „I (Who Have Nothing)” | „Wishing on a Star” „She Works Hard for the Money” „I (Who Have Nothing)” | „Wishing on a Star” „She Works Hard for the Money” „I (Who Have Nothing)” | „Wishing on a Star” „She Works Hard for the Money” „I (Who Have Nothing)” | „Wishing on a Star” „She Works Hard for the Money” „I (Who Have Nothing)” | „Wishing on a Star” „She Works Hard for the Money” „I (Who Have Nothing)” | „Wishing on a Star” „She Works Hard for the Money” „I (Who Have Nothing)” | „Wishing on a Star” „She Works Hard for the Money” „I (Who Have Nothing)” | „Wishing on a Star” „She Works Hard for the Money” „I (Who Have Nothing)” | „Wishing on a Star” „She Works Hard for the Money” „I (Who Have Nothing)” | „Wishing on a Star” „She Works Hard for the Money” „I (Who Have Nothing)” | „Wishing on a Star” „She Works Hard for the Money” „I (Who Have Nothing)” | „Wishing on a Star” „She Works Hard for the Money” „I (Who Have Nothing)” | „Wishing on a Star” „She Works Hard for the Money” „I (Who Have Nothing)” | „Wishing on a Star” „She Works Hard for the Money” „I (Who Have Nothing)” | „Wishing on a Star” „She Works Hard for the Money” „I (Who Have Nothing)” | „Wishing on a Star” „She Works Hard for the Money” „I (Who Have Nothing)” | „Wishing on a Star” „She Works Hard for the Money” „I (Who Have Nothing)” | „Wishing on a Star” „She Works Hard for the Money” „I (Who Have Nothing)” | „Wishing on a Star” „She Works Hard for the Money” „I (Who Have Nothing)” | „Wishing on a Star” „She Works Hard for the Money” „I (Who Have Nothing)” | „Wishing on a Star” „She Works Hard for the Money” „I (Who Have Nothing)” | „Wishing on a Star” „She Works Hard for the Money” „I (Who Have Nothing)” | „Wishing on a Star” „She Works Hard for the Money” „I (Who Have Nothing)” | „Wishing on a Star” „She Works Hard for the Money” „I (Who Have Nothing)” | „Wishing on a Star” „She Works Hard for the Money” „I (Who Have Nothing)” | „Wishing on a Star” „She Works Hard for the Money” „I (Who Have Nothing)” | „Wishing on a Star” „She Works Hard for the Money” „I (Who Have Nothing)” | „Wishing on a Star” „She Works Hard for the Money” „I (Who Have Nothing)” | „Wishing on a Star” „She Works Hard for the Money” „I (Who Have Nothing)” | „Wishing on a Star” „She Works Hard for the Money” „I (Who Have Nothing)” | „Wishing on a Star” „She Works Hard for the Money” „I (Who Have Nothing)” | „Wishing on a Star” „She Works Hard for the Money” „I (Who Have Nothing)” | „Wishing on a Star” „She Works Hard for the Money” „I (Who Have Nothing)” | „Wishing on a Star” „She Works Hard for the Money” „I (Who Have Nothing)” | „Wishing on a Star” „She Works Hard for the Money” „I (Who Have Nothing)” | „Wishing on a Star” „She Works Hard for the Money” „I (Who Have Nothing)” | „Wishing on a Star” „She Works Hard for the Money” „I (Who Have Nothing)” | „Wishing on a Star” „She Works Hard for the Money” „I (Who Have Nothing)” | „Wishing on a Star” „She Works Hard for the Money” „I (Who Have Nothing)” | „Wishing on a Star” „She Works Hard for the Money” „I (Who Have Nothing)” | „Wishing on a Star” „She Works Hard for the Money” „I (Who Have Nothing)” | „Wishing on a Star” „She Works Hard for the Money” „I (Who Have Nothing)” | „Wishing on a Star” „She Works Hard for the Money” „I (Who Have Nothing)” | „Wishing on a Star” „She Works Hard for the Money” „I (Who Have Nothing)” | „Wishing on a Star” „She Works Hard for the Money” „I (Who Have Nothing)” | „Wishing on a Star” „She Works Hard for the Money” „I (Who Have Nothing)” | „Wishing on a Star” „She Works Hard for the Money” „I (Who Have Nothing)” | „Wishing on a Star” „She Works Hard for the Money” „I (Who Have Nothing)” | „Wishing on a Star” „She Works Hard for the Money” „I (Who Have Nothing)” | „Wishing on a Star” „She Works Hard for the Money” „I (Who Have Nothing)” | „Wishing on a Star” „She Works Hard for the Money” „I (Who Have Nothing)” | „Wishing on a Star” „She Works Hard for the Money” „I (Who Have Nothing)” | „Wishing on a Star” „She Works Hard for the Money” „I (Who Have Nothing)” | „Wishing on a Star” „She Works Hard for the Money” „I (Who Have Nothing)” | „Wishing on a Star” „She Works Hard for the Money” „I (Who Have Nothing)” | „Wishing on a Star” „She Works Hard for the Money” „I (Who Have Nothing)” | „Wishing on a Star” „She Works Hard for the Money” „I (Who Have Nothing)” | „Wishing on a Star” „She Works Hard for the Money” „I (Who Have Nothing)” | „Wishing on a Star” „She Works Hard for the Money” „I (Who Have Nothing)” | „Wishing on a Star” „She Works Hard for the Money” „I (Who Have Nothing)” | „Wishing on a Star” „She Works Hard for the Money” „I (Who Have Nothing)” | „Wishing on a Star” „She Works Hard for the Money” „I (Who Have Nothing)” | „Wishing on a Star” „She Works Hard for the Money” „I (Who Have Nothing)” | „Wishing on a Star” „She Works Hard for the Money” „I (Who Have Nothing)” | „Wishing on a Star” „She Works Hard for the Money” „I (Who Have Nothing)” | „Wishing on a Star” „She Works Hard for the Money” „I (Who Have Nothing)” | „Wishing on a Star” „She Works Hard for the Money” „I (Who Have Nothing)” | „Wishing on a Star” „She Works Hard for the Money” „I (Who Have Nothing)” | „Wishing on a Star” „She Works Hard for the Money” „I (Who Have Nothing)” | „Wishing on a Star” „She Works Hard for the Money” „I (Who Have Nothing)” | „Wishing on a Star” „She Works Hard for the Money” „I (Who Have Nothing)” | „Wishing on a Star” „She Works Hard for the Money” „I (Who Have Nothing)” | „Wishing on a Star” „She Works Hard for the Money” „I (Who Have Nothing)” | „Wishing on a Star” „She Works Hard for the Money” „I (Who Have Nothing)” | „Wishing on a Star” „She Works Hard for the Money” „I (Who Have Nothing)” | „Wishing on a Star” „She Works Hard for the Money” „I (Who Have Nothing)” | „Wishing on a Star” „She Works Hard for the Money” „I (Who Have Nothing)” | Rose Royce Donna Summer Ben E. King              | Rose Royce Donna Summer Ben E. King              | Rose Royce Donna Summer Ben E. King              | Rose Royce Donna Summer Ben E. King              | Rose Royce Donna Summer Ben E. King              | Rose Royce Donna Summer Ben E. King              | Rose Royce Donna Summer Ben E. King              | Rose Royce Donna Summer Ben E. King              | Rose Royce Donna Summer Ben E. King              | Rose Royce Donna Summer Ben E. King              | Rose Royce Donna Summer Ben E. King              | Rose Royce Donna Summer Ben E. King              | Rose Royce Donna Summer Ben E. King              | Rose Royce Donna Summer Ben E. King              | Rose Royce Donna Summer Ben E. King              | Rose Royce Donna Summer Ben E. King              | Rose Royce Donna Summer Ben E. King              | Rose Royce Donna Summer Ben E. King              | Rose Royce Donna Summer Ben E. King              | Rose Royce Donna Summer Ben E. King              | Rose Royce Donna Summer Ben E. King              | Rose Royce Donna Summer Ben E. King              | Rose Royce Donna Summer Ben E. King              | Rose Royce Donna Summer Ben E. King              | Rose Royce Donna Summer Ben E. King              | Rose Royce Donna Summer Ben E. King              | Rose Royce Donna Summer Ben E. King              | Rose Royce Donna Summer Ben E. King              | Rose Royce Donna Summer Ben E. King              | Rose Royce Donna Summer Ben E. King              | Rose Royce Donna Summer Ben E. King              | Rose Royce Donna Summer Ben E. King              | Rose Royce Donna Summer Ben E. King              | Rose Royce Donna Summer Ben E. King              | Rose Royce Donna Summer Ben E. King              | Rose Royce Donna Summer Ben E. King              | Rose Royce Donna Summer Ben E. King              | Rose Royce Donna Summer Ben E. King              | Rose Royce Donna Summer Ben E. King              | Rose Royce Donna Summer Ben E. King              | Rose Royce Donna Summer Ben E. King              | Rose Royce Donna Summer Ben E. King              | Rose Royce Donna Summer Ben E. King              | Rose Royce Donna Summer Ben E. King              | Rose Royce Donna Summer Ben E. King              | Rose Royce Donna Summer Ben E. King              | Rose Royce Donna Summer Ben E. King              | Rose Royce Donna Summer Ben E. King              | Rose Royce Donna Summer Ben E. King              | Rose Royce Donna Summer Ben E. King              | Rose Royce Donna Summer Ben E. King              | Rose Royce Donna Summer Ben E. King              | Rose Royce Donna Summer Ben E. King              | Rose Royce Donna Summer Ben E. King              | Rose Royce Donna Summer Ben E. King              | Rose Royce Donna Summer Ben E. King              | Rose Royce Donna Summer Ben E. King              | Rose Royce Donna Summer Ben E. King              | Rose Royce Donna Summer Ben E. King              | Rose Royce Donna Summer Ben E. King              | Rose Royce Donna Summer Ben E. King              | Rose Royce Donna Summer Ben E. King              | Rose Royce Donna Summer Ben E. King              | Rose Royce Donna Summer Ben E. King              | Rose Royce Donna Summer Ben E. King              | Rose Royce Donna Summer Ben E. King              | Rose Royce Donna Summer Ben E. King              | Rose Royce Donna Summer Ben E. King              | Rose Royce Donna Summer Ben E. King              | Rose Royce Donna Summer Ben E. King              | Rose Royce Donna Summer Ben E. King              | Rose Royce Donna Summer Ben E. King              | Rose Royce Donna Summer Ben E. King              | Rose Royce Donna Summer Ben E. King              | Rose Royce Donna Summer Ben E. King              | Rose Royce Donna Summer Ben E. King              | Rose Royce Donna Summer Ben E. King              | Rose Royce Donna Summer Ben E. King              | Rose Royce Donna Summer Ben E. King              | Rose Royce Donna Summer Ben E. King              | Rose Royce Donna Summer Ben E. King              | Rose Royce Donna Summer Ben E. King              | Rose Royce Donna Summer Ben E. King              | Rose Royce Donna Summer Ben E. King              | Rose Royce Donna Summer Ben E. King              | Rose Royce Donna Summer Ben E. King              | Rose Royce Donna Summer Ben E. King              | Rose Royce Donna Summer Ben E. King              | Rose Royce Donna Summer Ben E. King              | Rose Royce Donna Summer Ben E. King              | Rose Royce Donna Summer Ben E. King              | Rose Royce Donna Summer Ben E. King              | Rose Royce Donna Summer Ben E. King              | Rose Royce Donna Summer Ben E. King              | Rose Royce Donna Summer Ben E. King              | Rose Royce Donna Summer Ben E. King              | Rose Royce Donna Summer Ben E. King              | Rose Royce Donna Summer Ben E. King              | Rose Royce Donna Summer Ben E. King              | Rose Royce Donna Summer Ben E. King              | 1 4 7  | 1 4 7  | 1 4 7  | 1 4 7  | 1 4 7  | 1 4 7  | 1 4 7  | 1 4 7  | 1 4 7  | 1 4 7  | 1 4 7  | 1 4 7  | 1 4 7  | 1 4 7  | 1 4 7  | 1 4 7  | 1 4 7  | 1 4 7  | 1 4 7  | 1 4 7  | 1 4 7  | 1 4 7  | 1 4 7  | 1 4 7  | 1 4 7  | 1 4 7  | 1 4 7  | 1 4 7  | 1 4 7  | 1 4 7  | 1 4 7  | 1 4 7  | 1 4 7  | 1 4 7  | 1 4 7  | 1 4 7  | 1 4 7  | 1 4 7  | 1 4 7  | 1 4 7  | 1 4 7  | 1 4 7  | 1 4 7  | 1 4 7  | 1 4 7  | 1 4 7  | 1 4 7  | 1 4 7  | 1 4 7  | 1 4 7  | 1 4 7  | 1 4 7  | 1 4 7  | 1 4 7  | 1 4 7  | 1 4 7  | 1 4 7  | 1 4 7  | 1 4 7  | 1 4 7  | 1 4 7  | 1 4 7  | 1 4 7  | 1 4 7  | 1 4 7  | 1 4 7  | 1 4 7  | 1 4 7  | 1 4 7  | 1 4 7  | 1 4 7  | 1 4 7  | 1 4 7  | 1 4 7  | 1 4 7  | 1 4 7  | 1 4 7  | 1 4 7  | 1 4 7  | 1 4 7  | 1 4 7  | 1 4 7  | 1 4 7  | 1 4 7  | 1 4 7  | 1 4 7  | 1 4 7  | 1 4 7  | 1 4 7  | 1 4 7  | 1 4 7  | 1 4 7  | 1 4 7  | 1 4 7  | 1 4 7  | 1 4 7  | 1 4 7  | 1 4 7  | 1 4 7  | 1 4 7  | OK           | OK           | OK           | OK           | OK           | OK           | OK           | OK           | OK           | OK           | OK           | OK           | OK           | OK           | OK           | OK           | OK           | OK           | OK           | OK           | OK           | OK           | OK           | OK           | OK           | OK           | OK           | OK           | OK           | OK           | OK           | OK           | OK           | OK           | OK           | OK           | OK           | OK           | OK           | OK           | OK           | OK           | OK           | OK           | OK           | OK           | OK           | OK           | OK           | OK           | OK           | OK           | OK           | OK           | OK           | OK           | OK           | OK           | OK           | OK           | OK           | OK           | OK           | OK           | OK           | OK           | OK           | OK           | OK           | OK           | OK           | OK           | OK           | OK           | OK           | OK           | OK           | OK           | OK           | OK           | OK           | OK           | OK           | OK           | OK           | OK           | OK           | OK           | OK           | OK           | OK           | OK           | OK           | OK           | OK           | OK           | OK           | OK           | OK           | OK           |
| Finală            | Finală            | Finală            | Finală            | Finală            | Finală            | Finală            | Finală            | Finală            | Finală            | Finală            | Finală            | Finală            | Finală            | Finală            | Finală            | Finală            | Finală            | Finală            | Finală            | Finală            | Finală            | Finală            | Finală            | Finală            | Finală            | Finală            | Finală            | Finală            | Finală            | Finală            | Finală            | Finală            | Finală            | Finală            | Finală            | Finală            | Finală            | Finală            | Finală            | Finală            | Finală            | Finală            | Finală            | Finală            | Finală            | Finală            | Finală            | Finală            | Finală            | Finală            | Finală            | Finală            | Finală            | Finală            | Finală            | Finală            | Finală            | Finală            | Finală            | Finală            | Finală            | Finală            | Finală            | Finală            | Finală            | Finală            | Finală            | Finală            | Finală            | Finală            | Finală            | Finală            | Finală            | Finală            | Finală            | Finală            | Finală            | Finală            | Finală            | Finală            | Finală            | Finală            | Finală            | Finală            | Finală            | Finală            | Finală            | Finală            | Finală            | Finală            | Finală            | Finală            | Finală            | Finală            | Finală            | Finală            | Finală            | Finală            | Finală            | Cântec nou Cântec reinterpretat Cântecul câștigătoarei                          | Cântec nou Cântec reinterpretat Cântecul câștigătoarei                          | Cântec nou Cântec reinterpretat Cântecul câștigătoarei                          | Cântec nou Cântec reinterpretat Cântecul câștigătoarei                          | Cântec nou Cântec reinterpretat Cântecul câștigătoarei                          | Cântec nou Cântec reinterpretat Cântecul câștigătoarei                          | Cântec nou Cântec reinterpretat Cântecul câștigătoarei                          | Cântec nou Cântec reinterpretat Cântecul câștigătoarei                          | Cântec nou Cântec reinterpretat Cântecul câștigătoarei                          | Cântec nou Cântec reinterpretat Cântecul câștigătoarei                          | Cântec nou Cântec reinterpretat Cântecul câștigătoarei                          | Cântec nou Cântec reinterpretat Cântecul câștigătoarei                          | Cântec nou Cântec reinterpretat Cântecul câștigătoarei                          | Cântec nou Cântec reinterpretat Cântecul câștigătoarei                          | Cântec nou Cântec reinterpretat Cântecul câștigătoarei                          | Cântec nou Cântec reinterpretat Cântecul câștigătoarei                          | Cântec nou Cântec reinterpretat Cântecul câștigătoarei                          | Cântec nou Cântec reinterpretat Cântecul câștigătoarei                          | Cântec nou Cântec reinterpretat Cântecul câștigătoarei                          | Cântec nou Cântec reinterpretat Cântecul câștigătoarei                          | Cântec nou Cântec reinterpretat Cântecul câștigătoarei                          | Cântec nou Cântec reinterpretat Cântecul câștigătoarei                          | Cântec nou Cântec reinterpretat Cântecul câștigătoarei                          | Cântec nou Cântec reinterpretat Cântecul câștigătoarei                          | Cântec nou Cântec reinterpretat Cântecul câștigătoarei                          | Cântec nou Cântec reinterpretat Cântecul câștigătoarei                          | Cântec nou Cântec reinterpretat Cântecul câștigătoarei                          | Cântec nou Cântec reinterpretat Cântecul câștigătoarei                          | Cântec nou Cântec reinterpretat Cântecul câștigătoarei                          | Cântec nou Cântec reinterpretat Cântecul câștigătoarei                          | Cântec nou Cântec reinterpretat Cântecul câștigătoarei                          | Cântec nou Cântec reinterpretat Cântecul câștigătoarei                          | Cântec nou Cântec reinterpretat Cântecul câștigătoarei                          | Cântec nou Cântec reinterpretat Cântecul câștigătoarei                          | Cântec nou Cântec reinterpretat Cântecul câștigătoarei                          | Cântec nou Cântec reinterpretat Cântecul câștigătoarei                          | Cântec nou Cântec reinterpretat Cântecul câștigătoarei                          | Cântec nou Cântec reinterpretat Cântecul câștigătoarei                          | Cântec nou Cântec reinterpretat Cântecul câștigătoarei                          | Cântec nou Cântec reinterpretat Cântecul câștigătoarei                          | Cântec nou Cântec reinterpretat Cântecul câștigătoarei                          | Cântec nou Cântec reinterpretat Cântecul câștigătoarei                          | Cântec nou Cântec reinterpretat Cântecul câștigătoarei                          | Cântec nou Cântec reinterpretat Cântecul câștigătoarei                          | Cântec nou Cântec reinterpretat Cântecul câștigătoarei                          | Cântec nou Cântec reinterpretat Cântecul câștigătoarei                          | Cântec nou Cântec reinterpretat Cântecul câștigătoarei                          | Cântec nou Cântec reinterpretat Cântecul câștigătoarei                          | Cântec nou Cântec reinterpretat Cântecul câștigătoarei                          | Cântec nou Cântec reinterpretat Cântecul câștigătoarei                          | Cântec nou Cântec reinterpretat Cântecul câștigătoarei                          | Cântec nou Cântec reinterpretat Cântecul câștigătoarei                          | Cântec nou Cântec reinterpretat Cântecul câștigătoarei                          | Cântec nou Cântec reinterpretat Cântecul câștigătoarei                          | Cântec nou Cântec reinterpretat Cântecul câștigătoarei                          | Cântec nou Cântec reinterpretat Cântecul câștigătoarei                          | Cântec nou Cântec reinterpretat Cântecul câștigătoarei                          | Cântec nou Cântec reinterpretat Cântecul câștigătoarei                          | Cântec nou Cântec reinterpretat Cântecul câștigătoarei                          | Cântec nou Cântec reinterpretat Cântecul câștigătoarei                          | Cântec nou Cântec reinterpretat Cântecul câștigătoarei                          | Cântec nou Cântec reinterpretat Cântecul câștigătoarei                          | Cântec nou Cântec reinterpretat Cântecul câștigătoarei                          | Cântec nou Cântec reinterpretat Cântecul câștigătoarei                          | Cântec nou Cântec reinterpretat Cântecul câștigătoarei                          | Cântec nou Cântec reinterpretat Cântecul câștigătoarei                          | Cântec nou Cântec reinterpretat Cântecul câștigătoarei                          | Cântec nou Cântec reinterpretat Cântecul câștigătoarei                          | Cântec nou Cântec reinterpretat Cântecul câștigătoarei                          | Cântec nou Cântec reinterpretat Cântecul câștigătoarei                          | Cântec nou Cântec reinterpretat Cântecul câștigătoarei                          | Cântec nou Cântec reinterpretat Cântecul câștigătoarei                          | Cântec nou Cântec reinterpretat Cântecul câștigătoarei                          | Cântec nou Cântec reinterpretat Cântecul câștigătoarei                          | Cântec nou Cântec reinterpretat Cântecul câștigătoarei                          | Cântec nou Cântec reinterpretat Cântecul câștigătoarei                          | Cântec nou Cântec reinterpretat Cântecul câștigătoarei                          | Cântec nou Cântec reinterpretat Cântecul câștigătoarei                          | Cântec nou Cântec reinterpretat Cântecul câștigătoarei                          | Cântec nou Cântec reinterpretat Cântecul câștigătoarei                          | Cântec nou Cântec reinterpretat Cântecul câștigătoarei                          | Cântec nou Cântec reinterpretat Cântecul câștigătoarei                          | Cântec nou Cântec reinterpretat Cântecul câștigătoarei                          | Cântec nou Cântec reinterpretat Cântecul câștigătoarei                          | Cântec nou Cântec reinterpretat Cântecul câștigătoarei                          | Cântec nou Cântec reinterpretat Cântecul câștigătoarei                          | Cântec nou Cântec reinterpretat Cântecul câștigătoarei                          | Cântec nou Cântec reinterpretat Cântecul câștigătoarei                          | Cântec nou Cântec reinterpretat Cântecul câștigătoarei                          | Cântec nou Cântec reinterpretat Cântecul câștigătoarei                          | Cântec nou Cântec reinterpretat Cântecul câștigătoarei                          | Cântec nou Cântec reinterpretat Cântecul câștigătoarei                          | Cântec nou Cântec reinterpretat Cântecul câștigătoarei                          | Cântec nou Cântec reinterpretat Cântecul câștigătoarei                          | Cântec nou Cântec reinterpretat Cântecul câștigătoarei                          | Cântec nou Cântec reinterpretat Cântecul câștigătoarei                          | Cântec nou Cântec reinterpretat Cântecul câștigătoarei                          | Cântec nou Cântec reinterpretat Cântecul câștigătoarei                          | Cântec nou Cântec reinterpretat Cântecul câștigătoarei                          | Cântec nou Cântec reinterpretat Cântecul câștigătoarei                          | „Fighter” „A Broken Wing” „This Is My Now”                                | „Fighter” „A Broken Wing” „This Is My Now”                                | „Fighter” „A Broken Wing” „This Is My Now”                                | „Fighter” „A Broken Wing” „This Is My Now”                                | „Fighter” „A Broken Wing” „This Is My Now”                                | „Fighter” „A Broken Wing” „This Is My Now”                                | „Fighter” „A Broken Wing” „This Is My Now”                                | „Fighter” „A Broken Wing” „This Is My Now”                                | „Fighter” „A Broken Wing” „This Is My Now”                                | „Fighter” „A Broken Wing” „This Is My Now”                                | „Fighter” „A Broken Wing” „This Is My Now”                                | „Fighter” „A Broken Wing” „This Is My Now”                                | „Fighter” „A Broken Wing” „This Is My Now”                                | „Fighter” „A Broken Wing” „This Is My Now”                                | „Fighter” „A Broken Wing” „This Is My Now”                                | „Fighter” „A Broken Wing” „This Is My Now”                                | „Fighter” „A Broken Wing” „This Is My Now”                                | „Fighter” „A Broken Wing” „This Is My Now”                                | „Fighter” „A Broken Wing” „This Is My Now”                                | „Fighter” „A Broken Wing” „This Is My Now”                                | „Fighter” „A Broken Wing” „This Is My Now”                                | „Fighter” „A Broken Wing” „This Is My Now”                                | „Fighter” „A Broken Wing” „This Is My Now”                                | „Fighter” „A Broken Wing” „This Is My Now”                                | „Fighter” „A Broken Wing” „This Is My Now”                                | „Fighter” „A Broken Wing” „This Is My Now”                                | „Fighter” „A Broken Wing” „This Is My Now”                                | „Fighter” „A Broken Wing” „This Is My Now”                                | „Fighter” „A Broken Wing” „This Is My Now”                                | „Fighter” „A Broken Wing” „This Is My Now”                                | „Fighter” „A Broken Wing” „This Is My Now”                                | „Fighter” „A Broken Wing” „This Is My Now”                                | „Fighter” „A Broken Wing” „This Is My Now”                                | „Fighter” „A Broken Wing” „This Is My Now”                                | „Fighter” „A Broken Wing” „This Is My Now”                                | „Fighter” „A Broken Wing” „This Is My Now”                                | „Fighter” „A Broken Wing” „This Is My Now”                                | „Fighter” „A Broken Wing” „This Is My Now”                                | „Fighter” „A Broken Wing” „This Is My Now”                                | „Fighter” „A Broken Wing” „This Is My Now”                                | „Fighter” „A Broken Wing” „This Is My Now”                                | „Fighter” „A Broken Wing” „This Is My Now”                                | „Fighter” „A Broken Wing” „This Is My Now”                                | „Fighter” „A Broken Wing” „This Is My Now”                                | „Fighter” „A Broken Wing” „This Is My Now”                                | „Fighter” „A Broken Wing” „This Is My Now”                                | „Fighter” „A Broken Wing” „This Is My Now”                                | „Fighter” „A Broken Wing” „This Is My Now”                                | „Fighter” „A Broken Wing” „This Is My Now”                                | „Fighter” „A Broken Wing” „This Is My Now”                                | „Fighter” „A Broken Wing” „This Is My Now”                                | „Fighter” „A Broken Wing” „This Is My Now”                                | „Fighter” „A Broken Wing” „This Is My Now”                                | „Fighter” „A Broken Wing” „This Is My Now”                                | „Fighter” „A Broken Wing” „This Is My Now”                                | „Fighter” „A Broken Wing” „This Is My Now”                                | „Fighter” „A Broken Wing” „This Is My Now”                                | „Fighter” „A Broken Wing” „This Is My Now”                                | „Fighter” „A Broken Wing” „This Is My Now”                                | „Fighter” „A Broken Wing” „This Is My Now”                                | „Fighter” „A Broken Wing” „This Is My Now”                                | „Fighter” „A Broken Wing” „This Is My Now”                                | „Fighter” „A Broken Wing” „This Is My Now”                                | „Fighter” „A Broken Wing” „This Is My Now”                                | „Fighter” „A Broken Wing” „This Is My Now”                                | „Fighter” „A Broken Wing” „This Is My Now”                                | „Fighter” „A Broken Wing” „This Is My Now”                                | „Fighter” „A Broken Wing” „This Is My Now”                                | „Fighter” „A Broken Wing” „This Is My Now”                                | „Fighter” „A Broken Wing” „This Is My Now”                                | „Fighter” „A Broken Wing” „This Is My Now”                                | „Fighter” „A Broken Wing” „This Is My Now”                                | „Fighter” „A Broken Wing” „This Is My Now”                                | „Fighter” „A Broken Wing” „This Is My Now”                                | „Fighter” „A Broken Wing” „This Is My Now”                                | „Fighter” „A Broken Wing” „This Is My Now”                                | „Fighter” „A Broken Wing” „This Is My Now”                                | „Fighter” „A Broken Wing” „This Is My Now”                                | „Fighter” „A Broken Wing” „This Is My Now”                                | „Fighter” „A Broken Wing” „This Is My Now”                                | „Fighter” „A Broken Wing” „This Is My Now”                                | „Fighter” „A Broken Wing” „This Is My Now”                                | „Fighter” „A Broken Wing” „This Is My Now”                                | „Fighter” „A Broken Wing” „This Is My Now”                                | „Fighter” „A Broken Wing” „This Is My Now”                                | „Fighter” „A Broken Wing” „This Is My Now”                                | „Fighter” „A Broken Wing” „This Is My Now”                                | „Fighter” „A Broken Wing” „This Is My Now”                                | „Fighter” „A Broken Wing” „This Is My Now”                                | „Fighter” „A Broken Wing” „This Is My Now”                                | „Fighter” „A Broken Wing” „This Is My Now”                                | „Fighter” „A Broken Wing” „This Is My Now”                                | „Fighter” „A Broken Wing” „This Is My Now”                                | „Fighter” „A Broken Wing” „This Is My Now”                                | „Fighter” „A Broken Wing” „This Is My Now”                                | „Fighter” „A Broken Wing” „This Is My Now”                                | „Fighter” „A Broken Wing” „This Is My Now”                                | „Fighter” „A Broken Wing” „This Is My Now”                                | „Fighter” „A Broken Wing” „This Is My Now”                                | „Fighter” „A Broken Wing” „This Is My Now”                                | Christina Aguilera Martina McBride Jordin Sparks | Christina Aguilera Martina McBride Jordin Sparks | Christina Aguilera Martina McBride Jordin Sparks | Christina Aguilera Martina McBride Jordin Sparks | Christina Aguilera Martina McBride Jordin Sparks | Christina Aguilera Martina McBride Jordin Sparks | Christina Aguilera Martina McBride Jordin Sparks | Christina Aguilera Martina McBride Jordin Sparks | Christina Aguilera Martina McBride Jordin Sparks | Christina Aguilera Martina McBride Jordin Sparks | Christina Aguilera Martina McBride Jordin Sparks | Christina Aguilera Martina McBride Jordin Sparks | Christina Aguilera Martina McBride Jordin Sparks | Christina Aguilera Martina McBride Jordin Sparks | Christina Aguilera Martina McBride Jordin Sparks | Christina Aguilera Martina McBride Jordin Sparks | Christina Aguilera Martina McBride Jordin Sparks | Christina Aguilera Martina McBride Jordin Sparks | Christina Aguilera Martina McBride Jordin Sparks | Christina Aguilera Martina McBride Jordin Sparks | Christina Aguilera Martina McBride Jordin Sparks | Christina Aguilera Martina McBride Jordin Sparks | Christina Aguilera Martina McBride Jordin Sparks | Christina Aguilera Martina McBride Jordin Sparks | Christina Aguilera Martina McBride Jordin Sparks | Christina Aguilera Martina McBride Jordin Sparks | Christina Aguilera Martina McBride Jordin Sparks | Christina Aguilera Martina McBride Jordin Sparks | Christina Aguilera Martina McBride Jordin Sparks | Christina Aguilera Martina McBride Jordin Sparks | Christina Aguilera Martina McBride Jordin Sparks | Christina Aguilera Martina McBride Jordin Sparks | Christina Aguilera Martina McBride Jordin Sparks | Christina Aguilera Martina McBride Jordin Sparks | Christina Aguilera Martina McBride Jordin Sparks | Christina Aguilera Martina McBride Jordin Sparks | Christina Aguilera Martina McBride Jordin Sparks | Christina Aguilera Martina McBride Jordin Sparks | Christina Aguilera Martina McBride Jordin Sparks | Christina Aguilera Martina McBride Jordin Sparks | Christina Aguilera Martina McBride Jordin Sparks | Christina Aguilera Martina McBride Jordin Sparks | Christina Aguilera Martina McBride Jordin Sparks | Christina Aguilera Martina McBride Jordin Sparks | Christina Aguilera Martina McBride Jordin Sparks | Christina Aguilera Martina McBride Jordin Sparks | Christina Aguilera Martina McBride Jordin Sparks | Christina Aguilera Martina McBride Jordin Sparks | Christina Aguilera Martina McBride Jordin Sparks | Christina Aguilera Martina McBride Jordin Sparks | Christina Aguilera Martina McBride Jordin Sparks | Christina Aguilera Martina McBride Jordin Sparks | Christina Aguilera Martina McBride Jordin Sparks | Christina Aguilera Martina McBride Jordin Sparks | Christina Aguilera Martina McBride Jordin Sparks | Christina Aguilera Martina McBride Jordin Sparks | Christina Aguilera Martina McBride Jordin Sparks | Christina Aguilera Martina McBride Jordin Sparks | Christina Aguilera Martina McBride Jordin Sparks | Christina Aguilera Martina McBride Jordin Sparks | Christina Aguilera Martina McBride Jordin Sparks | Christina Aguilera Martina McBride Jordin Sparks | Christina Aguilera Martina McBride Jordin Sparks | Christina Aguilera Martina McBride Jordin Sparks | Christina Aguilera Martina McBride Jordin Sparks | Christina Aguilera Martina McBride Jordin Sparks | Christina Aguilera Martina McBride Jordin Sparks | Christina Aguilera Martina McBride Jordin Sparks | Christina Aguilera Martina McBride Jordin Sparks | Christina Aguilera Martina McBride Jordin Sparks | Christina Aguilera Martina McBride Jordin Sparks | Christina Aguilera Martina McBride Jordin Sparks | Christina Aguilera Martina McBride Jordin Sparks | Christina Aguilera Martina McBride Jordin Sparks | Christina Aguilera Martina McBride Jordin Sparks | Christina Aguilera Martina McBride Jordin Sparks | Christina Aguilera Martina McBride Jordin Sparks | Christina Aguilera Martina McBride Jordin Sparks | Christina Aguilera Martina McBride Jordin Sparks | Christina Aguilera Martina McBride Jordin Sparks | Christina Aguilera Martina McBride Jordin Sparks | Christina Aguilera Martina McBride Jordin Sparks | Christina Aguilera Martina McBride Jordin Sparks | Christina Aguilera Martina McBride Jordin Sparks | Christina Aguilera Martina McBride Jordin Sparks | Christina Aguilera Martina McBride Jordin Sparks | Christina Aguilera Martina McBride Jordin Sparks | Christina Aguilera Martina McBride Jordin Sparks | Christina Aguilera Martina McBride Jordin Sparks | Christina Aguilera Martina McBride Jordin Sparks | Christina Aguilera Martina McBride Jordin Sparks | Christina Aguilera Martina McBride Jordin Sparks | Christina Aguilera Martina McBride Jordin Sparks | Christina Aguilera Martina McBride Jordin Sparks | Christina Aguilera Martina McBride Jordin Sparks | Christina Aguilera Martina McBride Jordin Sparks | Christina Aguilera Martina McBride Jordin Sparks | Christina Aguilera Martina McBride Jordin Sparks | Christina Aguilera Martina McBride Jordin Sparks | Christina Aguilera Martina McBride Jordin Sparks | 2 4 6  | 2 4 6  | 2 4 6  | 2 4 6  | 2 4 6  | 2 4 6  | 2 4 6  | 2 4 6  | 2 4 6  | 2 4 6  | 2 4 6  | 2 4 6  | 2 4 6  | 2 4 6  | 2 4 6  | 2 4 6  | 2 4 6  | 2 4 6  | 2 4 6  | 2 4 6  | 2 4 6  | 2 4 6  | 2 4 6  | 2 4 6  | 2 4 6  | 2 4 6  | 2 4 6  | 2 4 6  | 2 4 6  | 2 4 6  | 2 4 6  | 2 4 6  | 2 4 6  | 2 4 6  | 2 4 6  | 2 4 6  | 2 4 6  | 2 4 6  | 2 4 6  | 2 4 6  | 2 4 6  | 2 4 6  | 2 4 6  | 2 4 6  | 2 4 6  | 2 4 6  | 2 4 6  | 2 4 6  | 2 4 6  | 2 4 6  | 2 4 6  | 2 4 6  | 2 4 6  | 2 4 6  | 2 4 6  | 2 4 6  | 2 4 6  | 2 4 6  | 2 4 6  | 2 4 6  | 2 4 6  | 2 4 6  | 2 4 6  | 2 4 6  | 2 4 6  | 2 4 6  | 2 4 6  | 2 4 6  | 2 4 6  | 2 4 6  | 2 4 6  | 2 4 6  | 2 4 6  | 2 4 6  | 2 4 6  | 2 4 6  | 2 4 6  | 2 4 6  | 2 4 6  | 2 4 6  | 2 4 6  | 2 4 6  | 2 4 6  | 2 4 6  | 2 4 6  | 2 4 6  | 2 4 6  | 2 4 6  | 2 4 6  | 2 4 6  | 2 4 6  | 2 4 6  | 2 4 6  | 2 4 6  | 2 4 6  | 2 4 6  | 2 4 6  | 2 4 6  | 2 4 6  | 2 4 6  | Câștigătoare | Câștigătoare | Câștigătoare | Câștigătoare | Câștigătoare | Câștigătoare | Câștigătoare | Câștigătoare | Câștigătoare | Câștigătoare | Câștigătoare | Câștigătoare | Câștigătoare | Câștigătoare | Câștigătoare | Câștigătoare | Câștigătoare | Câștigătoare | Câștigătoare | Câștigătoare | Câștigătoare | Câștigătoare | Câștigătoare | Câștigătoare | Câștigătoare | Câștigătoare | Câștigătoare | Câștigătoare | Câștigătoare | Câștigătoare | Câștigătoare | Câștigătoare | Câștigătoare | Câștigătoare | Câștigătoare | Câștigătoare | Câștigătoare | Câștigătoare | Câștigătoare | Câștigătoare | Câștigătoare | Câștigătoare | Câștigătoare | Câștigătoare | Câștigătoare | Câștigătoare | Câștigătoare | Câștigătoare | Câștigătoare | Câștigătoare | Câștigătoare | Câștigătoare | Câștigătoare | Câștigătoare | Câștigătoare | Câștigătoare | Câștigătoare | Câștigătoare | Câștigătoare | Câștigătoare | Câștigătoare | Câștigătoare | Câștigătoare | Câștigătoare | Câștigătoare | Câștigătoare | Câștigătoare | Câștigătoare | Câștigătoare | Câștigătoare | Câștigătoare | Câștigătoare | Câștigătoare | Câștigătoare | Câștigătoare | Câștigătoare | Câștigătoare | Câștigătoare | Câștigătoare | Câștigătoare | Câștigătoare | Câștigătoare | Câștigătoare | Câștigătoare | Câștigătoare | Câștigătoare | Câștigătoare | Câștigătoare | Câștigătoare | Câștigătoare | Câștigătoare | Câștigătoare | Câștigătoare | Câștigătoare | Câștigătoare | Câștigătoare | Câștigătoare | Câștigătoare | Câștigătoare | Câștigătoare |

- ^Nota 1 Când Ryan Seacrest a anunțat rezultatele pentru acea seară, Sparks s-a aflat printre primii trei salvați.
- ^Nota 2 Datorită concertului caritabil Idol Gives Back, Top 6 a rămas intact pentru încă o săptămână.

### 2007 — 2008: Debutul discografic

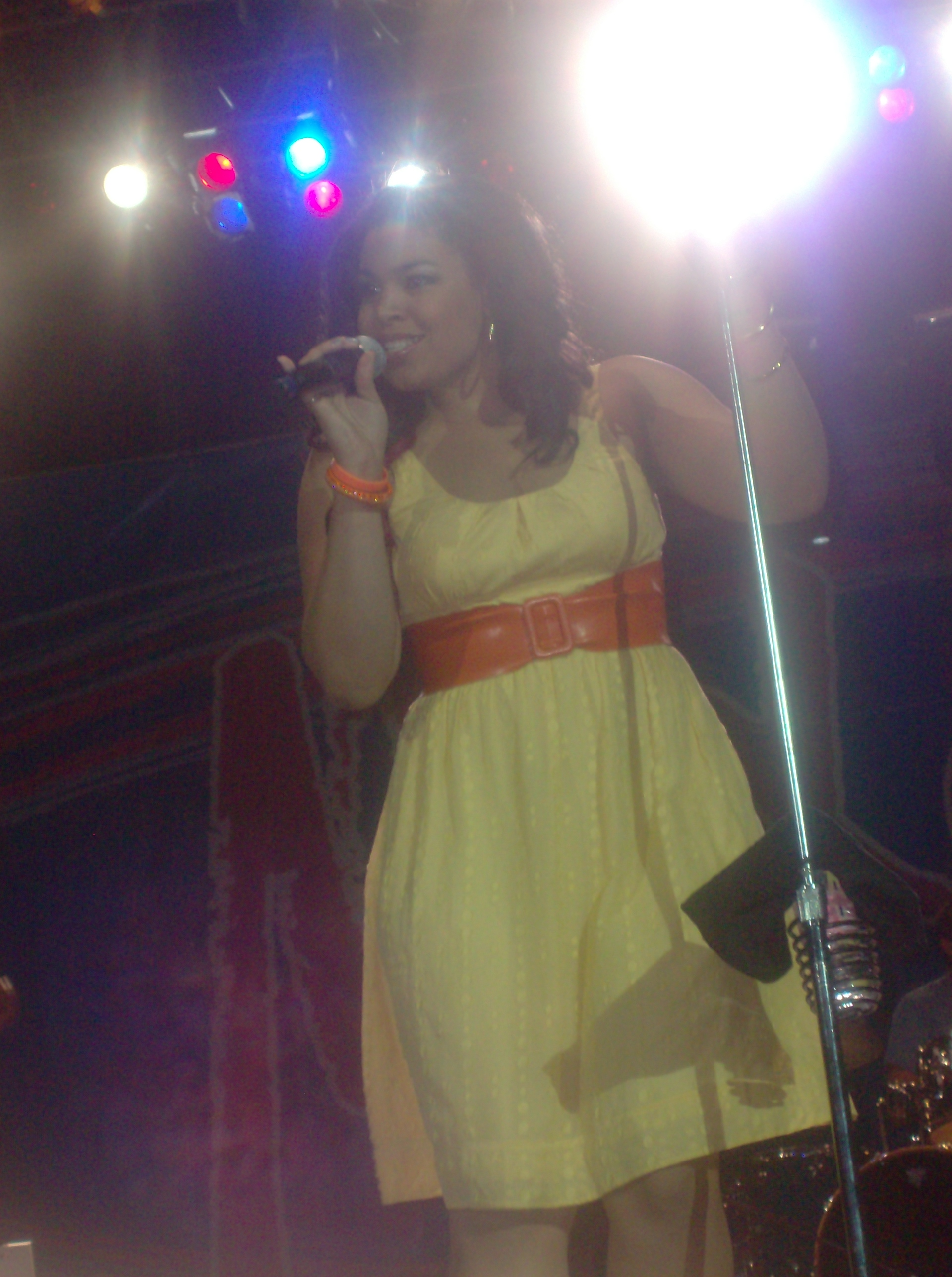
Jordin Sparks în timpul unui concert în Kansas City din iunie 2008

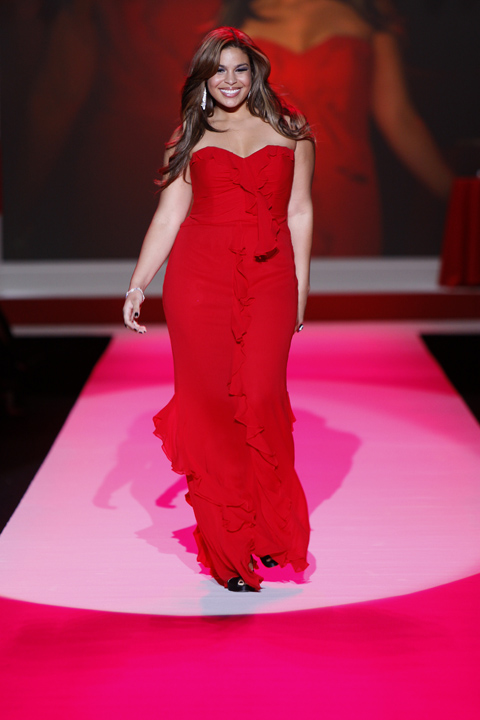
Jordin într-o rochie marca Badgley Mischka

Piesele interpretate de Sparks la American Idol au fost adăugate în magazinul virtual iTunes și pe pagina web oficială a emisiunii imediat după încheierea finalei. Primul său disc single, „This Is My Now”, a debutat pe locul 15 în Billboard Hot 100 și a obținut locul 41 în Canada. La cererea fanilor, cântecul a fost inclus pe primul album de studio al interpretei, Jordin Sparks.
Albumul a primit în general recenzii pozitive din partea criticilor muzicali de specialitate. Entertainment Weekly a apreciat într-un mod favorabil discul, lăudând cântecul „Shy Boy”, despre care susține că „este cel mai interesant cântec de pe album”, completând astfel: „este adevărat că [American] Idol a avut învingători cu voci mai bune, dar nu ne ne-a oferit unul care să fie mai ușor de ascultat”. Gary Graff, critic muzical al publicației Billboard, apreciază în mod deosebit piesele „Tattoo”, „One Step at a Time” și „Now You Tell Me”. Jordin Sparks a debutat pe locul 10 în Billboard 200, înregistrând vânzări de peste un milion de exemplare și primind discul de platină în S.U.A.. Datorită succesului obținut de piesa „No Air”, materialul a obținut clasări de top 40, într-o serie de țări din Europa și Oceania. În Australia și Regatul Unit, albumul a primit discul de aur.
Primul disc single promovat de pe album, intitulat „Tattoo”, a fost lansat în august 2008, obținând locul 8 în Statele Unite ale Americii și clasări de top 5 în Australia și Canada. Cântecul a fost lansat și la nivel european în vara anului 2008, obținând succes notabil într-o serie de clasamente. Pentru alegerea celui de-al doilea single, cântăreața a postat pe site-ul său oficial un sondaj de opinie, prin care fanii erau rugați să voteze cel de-al doilea extras pe single din următoarele piese: „No Air” (duet cu interpretul de muzică R&B Chris Brown), „Freeze”, „One Step at a Time” sau „Shy Boy”. În final, s-a ajuns la concluzia că „No Air” va beneficia de un videoclip și de o campanie de promovare. Cântecul a devenit un hit la nivel mondial, ocupând cea mai înaltă treaptă a clasamentelor din Australia, Israel și Noua Zeelandă și poziționându-se în top 10 în majoritatea ierarhiilor unde a fost lansat. Cel de-al treilea și ultimul single al albumului, „One Step at a Time”, a devenit cel de-a patra clasare de top 20 a cântăreței în Billboard Hot 100, Sparks fiind primul participant American Idol ce atinge poziții de top 20 cu primele patru cântece promovate. De asemenea, cântecul a obținut locul 1 în Bulgaria și locul secund în Noua Zeelandă.
Sparks și-a făcut apariția și în cadrul turneului de promovare al materialului As I Am al interpretei Alicia Keys și a luat parte la un turneu alături de Jesse McCartney în august 2008. În luna septembrie a aceluiași an, cântăreața a luat parte la gala premiilor MTV Video Music Awards 2008, în Los Angeles. Interpreta a fost nominalizată la două dintre premii, „Cel mai bun debut” și „Cea mai bună interpretă”, însă acestea au fost adjudecate de grupul muzical german Tokio Hotel, respectiv de cântăreața americană Britney Spears. Gazda premiilor, Russell Brand, a stârnit o controversă în momentul în care a ridiculizat inelele purtate de Jonas Brothers, ca dovadă a abstinenței până la data căsătoriei lor. Ea însăși fiind o adeptă a acestei practici, Sparks le-a luat apărarea fraților Jonas declarând „Vreau să zic că nu e chiar așa rău să porți un inel de genul ăsta. Nu toți își doresc să ajungă târfe, chiar și masculine!”. Comentariul său a stârnit controverse în S.U.A., fiind criticată de presă pentru insinuarea sa, conform căreia persoanele care nu poartă acel tip de inele sunt promiscue.
La gala premiilor American Music Awards, Sparks a fost nominalizată la categoria „Artistul favorit” pentru secțiunea balade, câștigând trofeul.

### 2008 — 2010: Materialul «Battlefield»

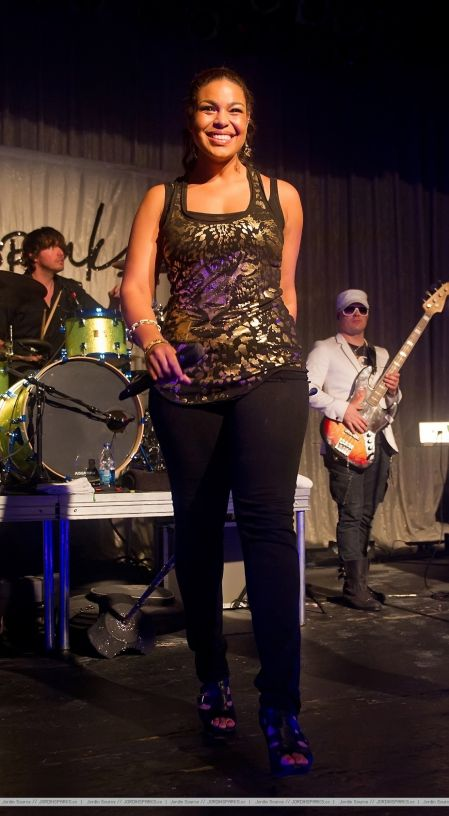
Jordin în timpul Turneului Battlefield

Începând cu finele anului 2008, cântăreața a pornit înregistrările pentru cel de-al doilea album de studio. În ciuda faptului că Sparks nu a oferit detalii în mod direct, pe toată perioada premergătoare lansării au apărut declarații și melodii demonstrative, ce au fost compuse pentru acest proiect. Discul se dorește a deține un profil superior albumului de debut, mulțumită noii echipei de producție și datorită succesului înregistrat de Jordin Sparks și cele patru discuri single ale sale. În cadrul emisiunii Johnjay & Rich, difuzată de un post radio american, cântăreața a prezentat câte un fragment din patru piese compuse pentru noul material, acestea fiind „Let It Rain”, „Walking on Snow”, „Faith” și „Papercut”.
Primul extras pe single al albumului îl constituie balada „Battlefield”. Acesta a fost lansat în format digital pe data de 12 mai 2009, fiind trimis posturilor de radio la data de 23 mai 2009. Albumul, care poartă numele discului single, a fost lansat pe data de 16 iulie 2009. Piesa a debutat în top 40 atât în Billboard Hot 100 dar și în Canadian Hot 100. Deși Jordin își exprimase anterior dorința de a colabora cu interpreți precum Leona Lewis, Fergie, Alicia Keys sau Justin Timberlake, niciuna dintre aceste conlucrări nu a fost materializată.

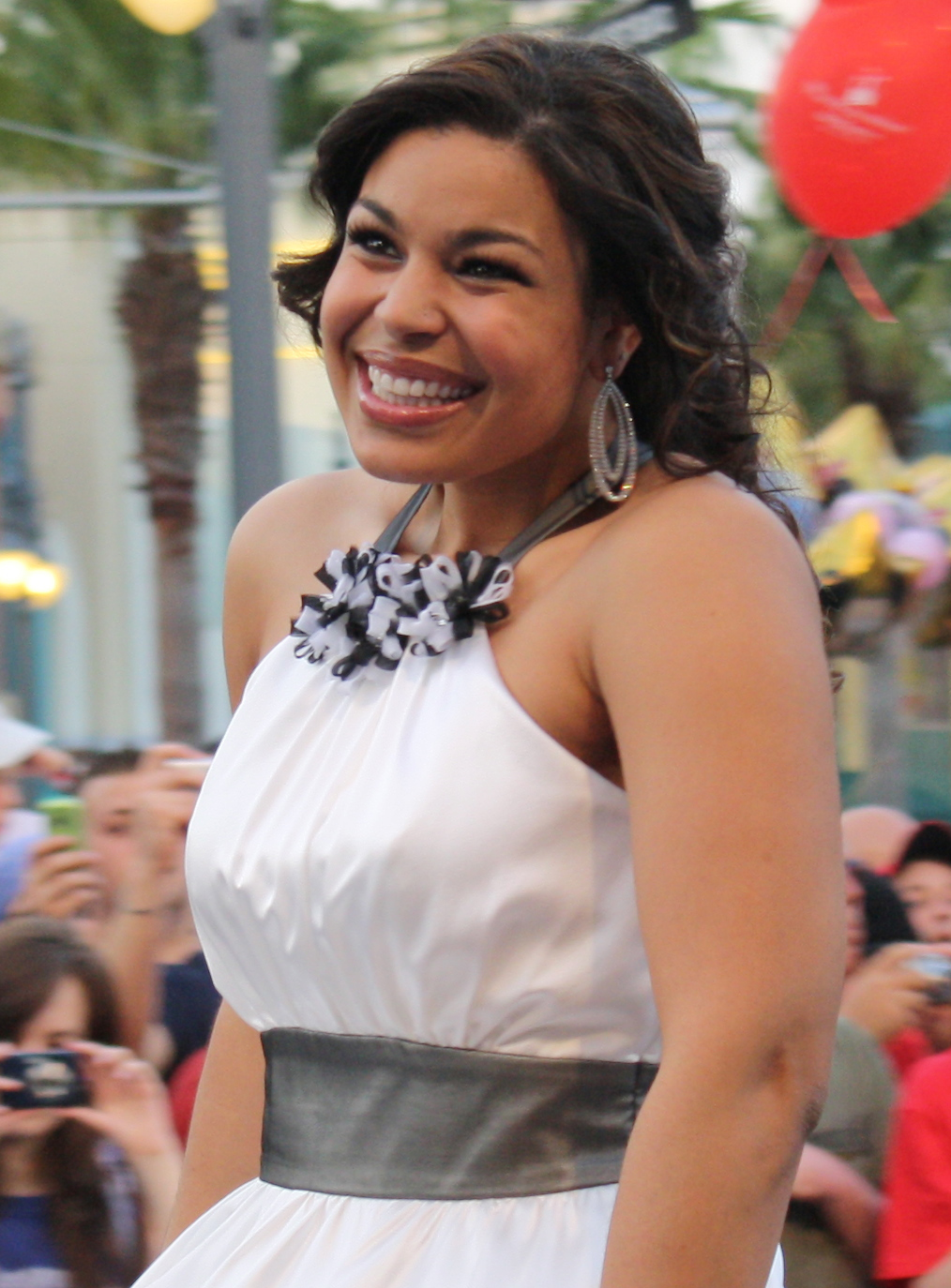
Jordin Sparks la evenimentul „Idol Experience”, în anul 2009.

Jordin Sparks a declarat că noul său material discografic reprezintă o evoluție, mai ales din punct de vedere vocal. Interpreta a dorit ca albumul Battlefield să fie un material calitativ, ce posedă valoare sentimentală. Aceasta a menționat că una dintre piesele sale favorite este „Faith”, compusă în memoria unei prietene apropiate ce a decedat cu doi ani în urmă.
Pentru a promova albumul Battlefield, Sparks a participat în vara anului 2009 la câteva emisiuni și evenimente muzicale din S.U.A., printre acestea numărându-se Good Morning America, Live with Regis and Kelly, Late Night with Jimmy Fallon sau Premiile Teen Choice. De asemenea, Jordin va concerta alături de formația Jonas Brothers în turneul Jonas Brothers World Tour 2009, sprijinindu-i pe parcursul secțiunii Nord Americane, compusă din patruzeci și cinci de recitaluri. Materialul Battlefield a debutat pe locul 7 în Billboard 200, datorită celor peste 48.000 de exemplare comercializate în prima săptămână de lansare. Discul a obținut o poziționare mai bună decât predecesorul său, însă vânzările înregistrate sunt cu 40% mai scăzute, Jordin Sparks intrând în clasament mulțumită unui număr de peste 119.000 de compact discuri comercializate. La nivel global albumul a activat modest, obținând clasări de top 40 în Australia, Irlanda, Noua Zeelandă și Regatul Unit, în cea din urmă regiune ocupând locul 11, grație celor 12.810 exemplare vândute.
Cântecul „S.O.S. (Let the Music Play)” a fost lansat pe disc single în vara anului 2009 și a beneficiat de o campanie de promovare adiacentă. Piesa este o compoziție ritmată care folosește un sample al hitului „Let the Music Play”, lansat de Shannon în anul 1983. Înregistrarea s-a bucurat de succes în Regatul Unit, teritoriu unde a obținut locul 13 în ierarhia principală.

### 2011 — 2012: Cariera solo și filme

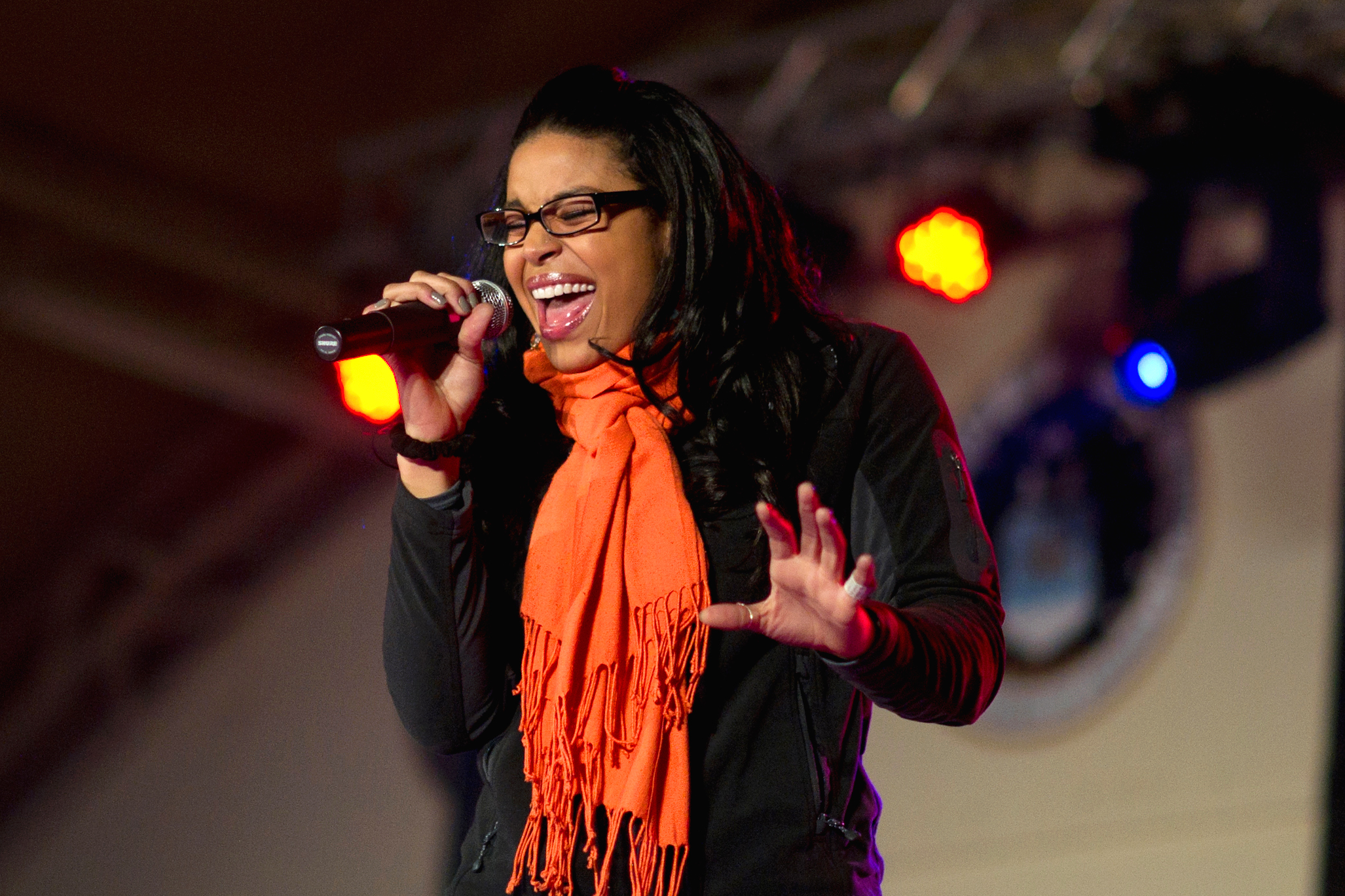
Jordan Sparks cântând pentru militarii americani din Kuweit

În martie 2011, Sparks a înregistrat videoclipul piesei „The World I Knew” pentru filmul African Cats, lansat pe 22 aprilie 2011. Ea a colaborat cu formația Big Time Rush la piesa „Count on You”, și la emisiunea intitulată „Big Time Sparks” din 18 iunie 2010.
La 5 mai 2011 Jordin Sparks a declarat că va lansa single-ul „I Am Woman”, care nu va face parte dintr-un album. Pentru a-l promova, Sparks l-a interpretat în deschiderea turneului de vară NKOTBSB. La 12 mai 2011, Sparks a interpretat „I Am Woman” în cadrul emisiunii American Idol. Single-ul a debutat în US Billboard Hot 100 pe locul 82, fiind vândut de 33.000 de ori. În US Billboard Digital Songs a debutat pe locul al cincizeci și șaptelea. Sparks a interpretat „I Am Woman” și la Regis and Kelly la 14 iunie.
La 16 iunie 2011, Jordin a pozat pentru prima dată în bikini pentru numărul revistei People pe tema celor mai bine lucrate trupuri. Într-un interviu acordat Access Hollywood, în care a vorbit despre dietă și pierderea în greutate, Jordin a declarat că „Dieta mea a rămas aceeași în mare măsură; încă mai mănânc o felie de pâine, dar iau decizii mai sănătoase cum ar fi: în loc să mănânc o pungă de chipsuri ca gustare, caut să mănânc un măr. Mănânc mai multe legume și beau mai multă apă.”
Într-un interviu din august 2011, Jordin a declarat că nu are o dată fixă pentru lansarea celui de-al treilea album, dar lucrează la el. Unul din cântecele de pe acesta, „You Gotta Want It”, a făcut parte dintr-o compilație a NFL intitulată Official Gameday Music of the NFL Vol. 2. Acesta a devenit disponibil pentru descărcare digitală pe 27 septembrie pe site-urile iTunes și Amazon. Versurile cântecului au fost scrise de Chris Weaver și Matthew J. Rogers, în timp ce de producerea lui s-a ocupat casa de discuri Cash Money Records’ Cool & Dre.
La 7 octombrie 2011, RCA Music Group a anunțat că va desființa Jive Records, precum și Arista Records și J Records. Datorită desfințării, Jordin (și alți artiști aflați sub contract cu aceste case de discuri) își vor lansa următoarele materiale sub marca  RCA Records.  La 14 noiembrie 2011, s-a anunțat că Sparks a înregistrat piesa „Angels Are Singing” pentru filmul „12 Dates of Christmas” produs de ABC Family. A fost lansat pentru descărcare digitală la 27 noiembrie 2011 pe iTunes și amazon.com.
La 29 februarie 2012, prietenul lui Jordin, Jason Derulo, a anunțat pe Twitter că va lansa remixul single-ului „It Girl” alături de Sparks. S-a filmat și un videoclip al remixului în care Jason și Jordin apar împreună, fiind incluse și imagini cu cei doi.

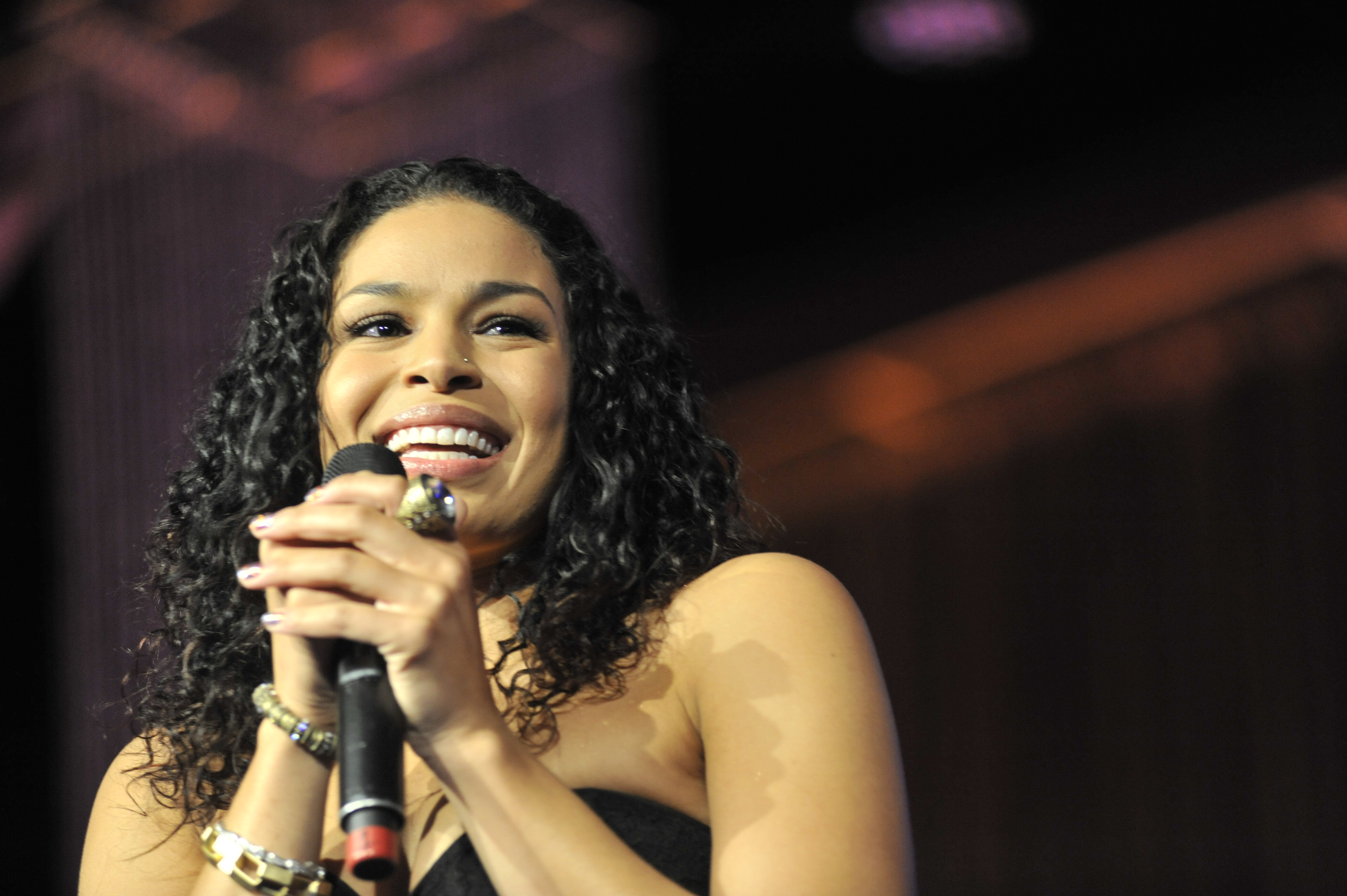
Jordin Sparks la Gala USO 2012 din Washington

La 12 septembrie 2011 s-a anunțat că Jordin va juca în primul ei film de lung metraj în musicalul Sparkle, o nouă variantă a filmului din 1976 cu același nume inspirat din activitatea formației The Supremes. Această variantă își desfășoară acțiunea în Detroitul anului 1968, în timpul creșterii casei de discuri Motown. Povestea o are în prim-plan pe cea mai mică dintre surori, o cântăreață talentată pe nume Sparkle Williams (Sparks), și încercările sale de a deveni o vedetă care se lovesc de probleme care le distruge familia. Cântăreața R&B Aaliyah a fost inițial aleasă pentru acest rol, însă decesul său în 2001 cauzat de prăbușirea unui avion a amânat și producerea filmului, care trebuia să înceapă în 2002. Filmările pentru Sparkle au început în toamna anului 2011 și au durat timp de două luni . Filmul, care în care mai juca și Whitney Houston, a fost lansat în Statele Unite pe 17 august. Pe 21 mai 2012, „Celebrate”, ultima piesă înregistrată de Whitney Houston în colaborare cu Sparks, a fost lansată pe RyanSeacrest.com și făcută disponibilă pentru descărcare digitală pe iTunes la 5 iunie. Cântecul a făcut parte de pe albumul Sparkle: Original Motion Picture Soundtrack, fiind și primul single al acestuia. Videoclipul piesei Celebrate a fost filmat pe 30 mai 2012. Filmările la acesta au luat 2 zile, iar videoclipul a fost lansat pe 27 iunie. O secvență a videoclipului a fost prezentată la Entertainment Tonight pe 4 iunie 2012.
La 24 iulie 2012, s-a anunțat oficial că Sparks va juca în cel de-al doilea film al său, drama indie „The Inevitable Defeat of Mister & Pete”. Filmul, regizat de George Tillman Jr, îi mai are în distribuție pe Jennifer Hudson, Jeffrey Wright și Anthony Mackie. Scenariul, scris de Michael Starrbury, urmărește viața a doi tineri de la oraș din timpul verii care trebuie să-și poarte singuri de grija după ce mamele lor sunt luate de autorități. Filmările au început pe 23 iulie 2012 în Brooklyn. Alicia Keys este producătorul executiv al filmului celor de la Street State Pictures. La 9 august 2012, Jordin a susținut într-un interviu dat revistei Billboard că a înregistrat șapte cântece care vor face parte din cel de-al treilea album. Ea a declarat „Va fi diferit față de ceea ce fanii mei au ascultat în trecut. „Battlefield” din 2009 a fost pop/rock și puțin pop/R&B, dar voi insista mai mult pe latura R&B acum, deci este mai mult R&B/pop decât pop/R&B.” Îmtr-un interviu pentru MTV, Sparks a confirmat că pentru album a înregistrat și un duet cu Jason Derulo, servind și ca un potențial disc single. Jordin a interpretat mai multe cântece la VH1 Divas 2012, alături de Miley Cyrus, Kelly Rowland și Ciara. Concertul a avut loc pe 16 decembrie 2012. Sparks a cântat alături de Ledisi și Melanie Fiona, într-un tribut adus lui Whitney Houston.

### 2013  — 2014:Left Behindși schimbarea casei de discuri
În mai 2013, Jordin a anunțat prin intermediul Twitter că a ajuns la o înțelegere cu RCA Records în legătură cu lansarea noului album. La 22 iulie 2013, ea a anunțat că prima piesă promoțională de pe album, Skipping a Beat, va fi lansată la 1 august 2013. Ea a fost lansată și pentru descărcare digitală pe 13 august 2013. Jordin a colaborat cu Jason Derulo pentru cel de-al treilea album al său, Tattoos, lansat pe 24 septembrie 2013, la piesa „Vertigo”. Lansarea celui de-al treilea album al lui Jordin a fost din nou amânat până la începutul anului 2014 din cauza calendarului încărcat cauzat de concertele și rolurile pe care artista le acceptase, precum și neînțelegeri cu casa de discuri RCA.
La 9 august 2013, Jordin s-a alăturat distribuției filmului Left Behind, film de acțiune și SF, în care ea a jucat rolul lui Shasta. Unul din producătorii filmului, Paul Lalonde, a declarat că „Ea va fi un pasager din avionul pe care personajul principal al filmului, căpitanul Rayford Steele, îl pilotează. Jordin a jucat alături de Nicolas Cage ca Captain Rayford Steele, Chad Michael Murray ca Cameron "Buck" Williams și Nicky Whelan ca Hattie Durham. Filmările au început pe 9 august 2013 în Baton Rouge, Louisiana. Filmul a fost lansat pe 3 octombrie 2014. Pe 7 octombrie 2013, s-a anunțat faptul că Jordin va apărea în episodul „Check In & Check Out” din cel de-al paisprezecelea sezon al serialului CSI – Crime și Investigații, difuzat la 30 noiembrie 2013. Jordin a jucat rolul lui Alison Stone, o profesoară de liceu.
La 9 decembrie 2013, Jordin a semnat un parteneriat cu Glade și Young People’s Chorus of New York City pentru a lansa un nou imn de Crăciun intitulat „This Is My Wish”. Cântecul a fost disponibil pentru descărcare digitală gratuită pe site-ul Glade din 9 decembrie până pe 31 decembrie 2013. În ziua lansării Jordin a interpretat piesa la The Today Show.
După ce RCA Records a refuzat să mai amâne înregistrările la album întârziate de rolurile lui Jordin, înțelegerea a căzut. Sparks a fost concediată de RCA și a semnat cu noua casă de discuri a lui Salaam Remi, Louder than Life, o subsidiară a Sony Music. Remi a mai lucrat cu Sparks la coloana sonoră a filmului Sparkle. Din cauza noii înțelegeri, Jordin a fost nevoită să renunțe la toate cântecele înregistrate în studiourile RCA, începând din ianuarie 2014 să compună noi cântece. Această mutare a fost anunțată oficial un an mai târziu, în august 2014.

### 2014  — 2018:#ByeFeliciașiRight Here, Right Now
La data de 8 mai 2014 Jordin a fost aleasă ca gazdă a Premiilor Muzicale Billboard pe „covorul roșu Samsung”, alături de Lance Bass și Ted Stryker.
Într-un interviu acordat site-ului AOL Radio News la 30 mai 2014, Sparks a anunțat că al treilea său album de studio va fi lansat în vara anului 2015, de către casa de discuri RCA Records. La 15 august 2014, Salaam Remi a scris pe Instagram că artista a ales să lanseze albumul prin noua subsidiară a Sony Music, „Louder than Life”. Într-un articol din „Music Connection”, Remi a mai anunțat că este și producătorul albumului. La sfârșitul anului 2014, în timpul turneului promoțional destinat filmului Left Behind, Sparks a anunțat că aproape a terminat înregistrările pentru noul album, casa de discuri fiind cea care va alege primul single extras de pe album, grafica și numele acestuia.
La 30 septembrie 2013, casa de discuri „Louder than Life” a lansat un single promoțional pentru filmul Left Behind, intitulat „I Wish We'd All Been Ready” și interpretat de Sparks. La 23 octombrie 2014, Salaam Remi a fost gazda unui concert la care Sparks a interpretat trei cântece, dintre care două live. La 4 noiembrie, Sparks a anunțat că primul single de pe cel de-al treilea album va fi lansat în două săptămâni, cu Lance Bass înaintând ca dată a lansării 18 noiembrie 2014. Pe 23 noiembrie, Sparks a anunțat că single-ul va fi lansat pe 25 noiembrie, lansând și videoclipul cântecului „How Bout Now”. De asemenea, Sparks a mai declarat că pe 24 noiembrie va lansa un EP intitulat #ByeFelicia.
Pe 25 noiembrie s-a anunțat oficial că Right Here, Right Now va fi lansat în 2015 de către casele de discuri Louder Than Life/Red Associated Labels,subsidiare ale Sony Music Entertainment, în colaborare cu 19 Recordings. Pe 2 decembrie cântecul „It Ain't You” extras de pe EP-ul #ByeFelicia a fost lansat pentru precomenzi de către marile magazine de muzică și a fost încărcat pe pagina de Youtube a Vevo Sparks. Single-ul, care a fost lansat oficial pe 15 decembrie 2014, face parte și de pe al treilea album al lui Sparrks. Pe 16 decembrie, albumul Right Here, Right Now a fost lansat pentru precomandă pe site-ul oficial al lui Sparks. Pe 3 martie 2015 a fost lansat single-ul principal al albumului, Double Tap, în colaborare cu 2Chainz.
Sparks a interpretat „The Star-Spangled Banner” la Indianapolis 500 din 2015. În mai 2016, Sparks a făcut parte din distribuția filmului God Bless the Broken Road, inspirat din cântecul cu același nume. Deși trebuia să fie lansat în 2016, filmul a fost lansat abia în 2018 din cauză că nu a fost preluat de către vreun distribuitor. Pe 20 mai 2016, Sparks și-a reziliat contractul cu casa de discuri Louder Than Life.
Pe 15 august 2017, ABC a anunțat că Jordin Sparks va face parte din juriul Miss America 2018, alături de Thomas Rhett și Molly Sims.

### 2019  — prezent: Reality show și cel de-al patrulea album
Pe 12 februarie 2018, Sparks a declarat într-un interviu pentru revista „OK” că lucra la înregistrările pentru cel de-al patrulea album al ei. Jordin, care nu avea un contract cu o casă de discuri, a declarat pentru OK! că a înregistrat deja șase cântece pentru album, și că s-a inspirat pentru acestea din noua sa căsătorie și din fiul său, DJ.
Pe 5 mai 2018 s-a anunțat faptul că Jordin și Dana au început filmările la un nou reality show. „Ei o vor vedea doar pe Jordin. Renunțăm la Sparks și o veți vedea pe Jordin și pe Dana, și ne veți vedea împreună și cum interacționăm”, a declarat ea. „Sunt super entuziasmată și aștept ca oamenii să-l urmărească. A fost puțin obositor. Nu sunt obișnuită să am camere în fața mea tot timpul, dar cred că va arăta o parte frumoasă a noastră.” Pe 28 august s-a anunțat faptul că primul episod, intitulat „Jordin Sparks: A Baby Story” va fi difuzat pe 6 septembrie de Lifetime.
Pe 29 august 2018, KIN Network a anunțat o serie web intitulată „Heart of Batter with Jordin Sparks”. Aceasta se concentrează asupra pasiunii lui Jordin pentru gătit și a fost difuzată pe YouTube timp de șase luni între august 2018 și ianuarie 2019.

## Turnee

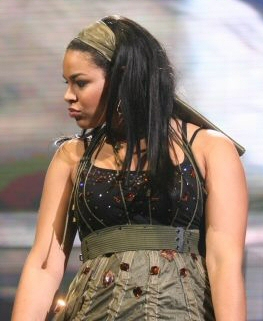
Jordin Sparks în timpul unui concert din cadrul turneului de promovare As I Am Tour, susținut alături de Alicia Keys.

Primul turneu la care a luat parte artista a fost cel susținut alături de finaliștii celui de-al șaselea sezon al emisiunii American Idol, el fiind intitulat American Idols LIVE! Tour 2007. Seria de concerte s-a desfășurat pe perioada anului 2007, însă nu s-a bucurat de succesul întâmpinat de producțiile anterioare (turneele realizate de American Idol în anii precedenți). În total, soliștii au vizitat peste cincizeci și cinci de locații, audiența cea mai mare fiind obținută în orașul natal al lui Sparks, unde s-au comercializat 93% din biletele puse în vânzare.
În anul 2008 interpreta a acompaniat-o pe solista de muzică R&B Alicia Keys în turneul său de promovare As I Am Tour. Alături de Sparks, în cadrul spectacolelor lui Keys i s-au alăturat artiști precum Ne-Yo sau Solange Knowles. În primăvara aceluiași an cântăreața s-a confruntat cu o hemoragie acută la nivelul corzilor vocale, ceea ce a determinat-o să anuleze o serie de interpretări.
Primul turneu la care Sparks a participat în postura de artist principal a fost Jesse & Jordin LIVE Tour, realizat în colaborare cu interpretul de muzică pop Jesse McCartney. Susținută pe parcursul anului 2008, seria de concerte a vizitat aproximativ cincisprezece orașe de pe continentul nord-american.
În anul 2009 Sparks a participat la alte două serii de concerte, susținând artiști precum Britney Spears sau Jonas Brothers. Solista a cântat în deschiderea unor evenimente susținute de Spears în cadrul turneului The Circus Starring: Britney Spears, în timp ce în concertele realizate de Jonas Brothers artista a fost prezentă sub titulatura de invitat special.

## Stilul muzical

### Genuri muzicale adoptate
Genurile muzicale abordate de Jordin Sparks variază de la RnB la pop sau soul. Tema omniprezentă în cântecele interpretei este dragostea, motive precum încrederea, senzualitatea și dramatismul apărând și ele frecvent în materialele sale discografice.
Stilurile muzicale abordate pe albumele Jordin Sparks și Battlefield au stârnit interesul criticii din S.U.A, site-ul allmusic apreciind cele două materiale discografice în comparație cu tendințele stilistice ale muzicii pop contemporane. Primul disc al cântăreței este numit „un debut satisfăcător”, iar abilitățile interpretative ale acesteia sunt comparate cu cele ale unor mari personalități ale muzicii internaționale precum Rihanna sau Beyoncé Knowles.

### Abilități vocale și interpretative
Încă de la debutul său din emisiunea American Idol, Jordin Sparks a stârnit interesul ascultătorilor prin intermediul vocii sale puternice, iar abilitățile sale interpretative au fost remarcate de critica specializată. Profilul vocal al interpretei se încadrează în categoria altistelor, iar întinderea sa vocală însumează două octave și o cvartă perfectă. Vocea cântăreței poate coborî până la mi din octava mică și atinge la din a doua octavă.
Din punct de vedere vocal și interpretativ, primul său album a primit recenzii mixte, Sparks fiind apreciată pentru felul în care și-a folosit vocea, nefiind nevoită să interpreteze precum un adult. Revista Rolling Stone a criticat materialul discografic, numind-o pe cântăreață o nouă „divă pop”  și atrăgând atenția că tinerele debutante își formează prost stilul interpretativ, creând o stereotipie prin alegerea unor balade precum cele cântate de Mariah Carey. Concluzionând, jurnalistul Larry Rodgers spune că Jordin Sparks are tehnica și abilitățile vocale pentru a-și face simțită prezența în viitor. Cel de-al doilea album al interpretei, Battlefield (2009), a fost aclamat datorită modului în care Jordin Sparks și-a conturat vocea pentru a fi în concordanță cu liniile melodice ale pieselor sale, compuse în general cu ajutorul instrumentelor cu coarde.
În primăvara anului 2008 Jordin Sparks s-a confruntat cu o hemoragie acută la nivelul corzilor vocale, ceea ce a determinat-o să anuleze câteva concerte și să renunțe la turneul plănuit alături de Alicia Keys. Forțându-și prea mult corzile vocale, interpreta a fost nevoită să ia o perioadă de repaus vocal total pentru a-și recăpăta vocea.

## Alte activități

### Teatru și film
În 2009, Sparks a debutat ca actriță în episodul „Crossing Jordin” din serialul Disney Zack și Cody, ce viață minunată, difuzat pe 23 octombrie 2009. Sparks a jucat și într-un episod din Big Time Rush, difuzat de Nickelodeon pe 18 iunie 2010. Pe 3 mai 2010 s-a anunțat faptul că Jordin va face parte din distribuția piesei de pe Brodway In the Heights, în rolul Ninei Rosario. Jordin a jucat în această piesă din 19 august până pe 14 noiembrie, timp de 12 săptămâni consecutiv. În plus, Sparks a dublat rolul Sirenei Albastre din episodul „The Legend of the Blue Mermaid” al serialului animat Echipa Umizoomi difuzat pe 13 martie 2011. În 2012, Sparks a debutat în filmul de lung metraj Sparkle, jucând rolul tinerei Sparkle Anderson care încearcă să-și facă o carieră în muzică. După lansarea lui Sparkle în 2012, Jordin a dat audiții pentru mai multe seriale de televiziune și roluri în filme, primind și mai multe scenarii din partea companiilor de film care și-o doreau în producțiile lor.
În 2013, ea a jucat în The Inevitable Defeat of Mister & Pete, o dramă independentă care urmează povestea a doi adolescenți care trebuie să-și poarte singuri de grija în timpul verii după ce mamele lor sunt reținute de autorități. Sparks joacă rolul lui Alice, o vecină și prietenă a personajului Mister. Jordin Sparks a jucat rolul lui Abby din Dear Secret Santa, o comedie romantică de Crăciun pentru televiziune, difuzată pe 30 noiembrie 2013. 
Tot în noiembrie 2013 Sparks a apărut într-un serial din seria CSI – Crime și Investigații, în care a jucat rolul lui Alison Stone, o profesoară de liceu care se trezește plină de sânge într-o cameră de hotel. Episodul, intitulat „Check In & Check Out” , a fost difuzat în noiembrie 2013.
Sparks a jucat în rolul lui Shasta Carvell din Left Behind, un thriller apocaliptic inspirat de seria de romane cu același nume. Este o nouă ecranizare a Left Behind: The Movie, care se bazează pe o răpire. Filmul a fost lansat pe 3 octombrie 2014.
Ea a jucat și rolul lui Nicole Lovely, fiica predicatorului din filmul The Grace of Jake, care spune povestea unui fost pușcăriaș și muzician Jake care merge până într-un mic oraș din Arkansas având intenția de a se răzbuna pe tatăl său. Filmul a fost lansat pe 13 mai 2015.

### Produse

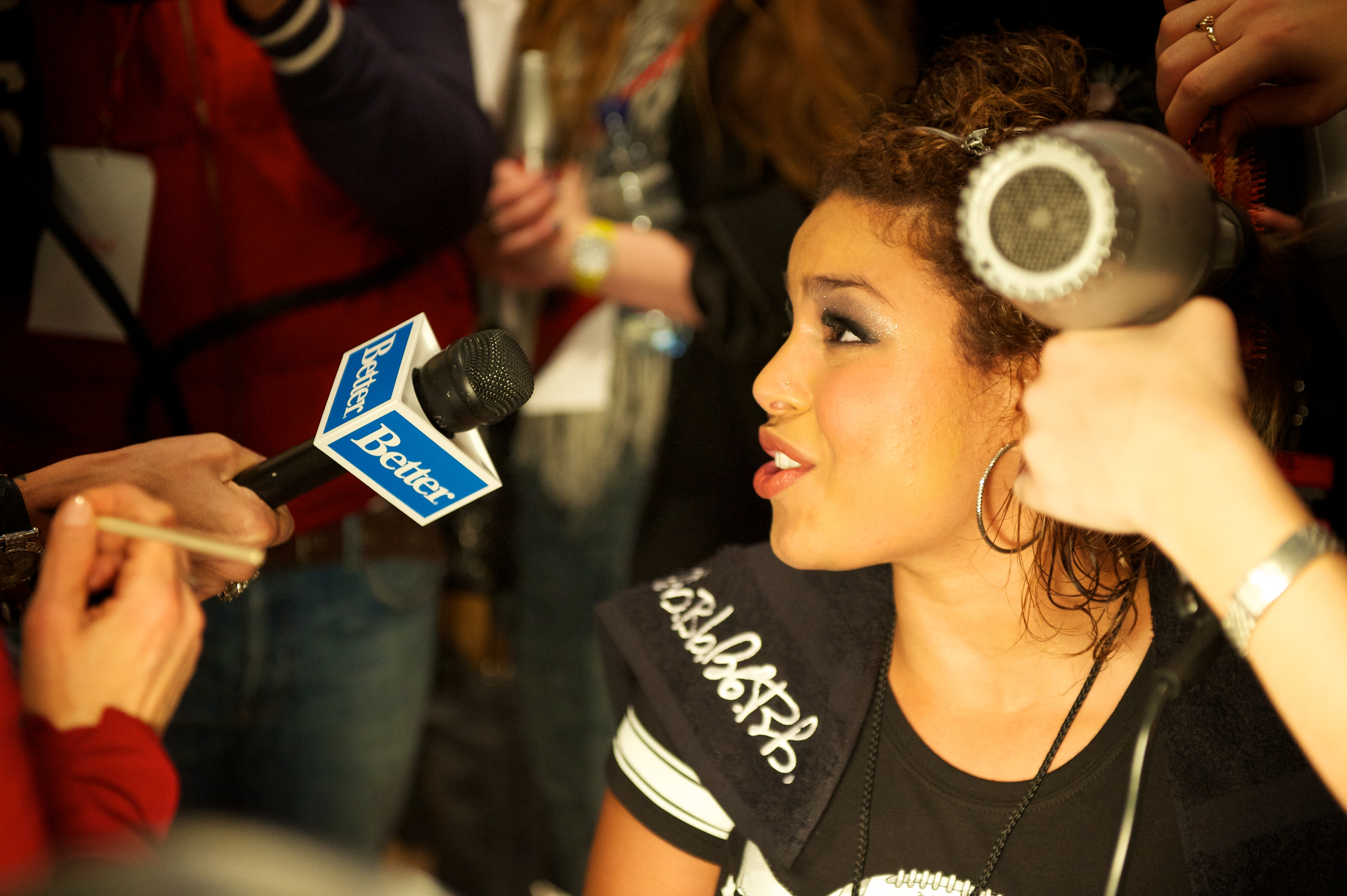
Jordin în culisele prezentării de modă a The Heart Truth din 2010

În aprilie 2008, Avon a anunțat că Jordin va deveni purtătorul de cuvânt al companiei pentru linia de produse Mark, destinată tinerilor. În noiembrie 2008, Jordin a colaborat cu Wet Seal la crearea unei linii vestimentare care să-i poarte numele, „Sparks”. Aceasta a fost lansată la 19 noiembrie 2008, fiind disponibilă în mărimi variind de la XS la XL. Sparks a declarat: „Sunt atât de bucuroasă că Wet Seal și cu mine am reușit să creem o linie vestimentară care se va potrivi mai multor fete decât s-ar fi potrivit înainte.”
În octombrie 2010, Jordin Sparks a scos pe piață primul său parfum, „Because of You...”. Acesta a fost distribuit exclusv în lanțul de magazine  Dots Department Stores, dar în noiembrie ele au fost livrate și altor magazine. Sparks a dorit ca acest produs să fie unul accesibil ca preț fanilor săi, dar și sofisticat. „Când am început lucrul la acest parfum, mi-am dorit ca el să fie accesibil. M-am uitat peste parfumuri ale altor celebrități, și costau cam 80. Chiar și acum, când văd că un parfum costă 80$, nu-mi vine să cheltui atât de mult pe el.” În martie 2012, datorită succesului primului parfum, Sparksa lansat Fascinate, tot exclusv în Dots Fashions. La 22 octombrie 2012 s-a anunțat și lansarea celui de-al treilea parfum al lui Sparks, Ambition. În legătură cu acesta, Sparks a declarat: „Acum mă simt ca și cum aș putea cuceri lumea. Ambiție este cuvântul perfect pentru ceea ce reprezint acum în viață”. Acesta a fost lansat la 8 noiembrie 2012 în magazinele Bon-Ton și online, Sparks prezentându-l la o petrecere oficială dedicată lansării acestuia în Milwaukee, la 1 decembrie 2012.

### Activități caritabile

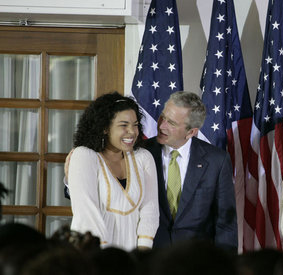
Jordin Sparks alături de fostul președinte american George W. Bush în timpul unui eveniment organizat în februarie 2008

Jordin Sparks s-a implicat în activități caritabile înainte de a participa la American Idol. În 2005, ea a a apărut la conferința Arizona Right to Life. În 2007, Sparks a fost rugată de o rudă care lucrează pentru SOS Children's Villages USA în Florida să proiecteze designul unei jachete din denim încrustată cu cristale Swarovski Crystal pentru a ajuta copiii orfani. În februarie 2008, Sparks a călătorit spre Ghana. Acolo a făcut parte din delegația americană condusă de președintele american George W. Bush și fosta primă doamnă Laura Bush care a sprijinit organizația Malaria No More, a cărui scop este eradicarea malariei în Africa. Sparks l-a însoțit pe George Bush la Policlinica Maamobi, unde Prima Doamnă a donat mai multe plase anti-țânțari pentru paturi unor femei negustoare pentru a combate malaria din Ghana. Acolo Sparks a cântat „Amazing Grace” pentru mai multe oficialități care s-au strâns la masa organizată de Laura Bush. Sparks a declarat „Călătoria din Ghana cu Malaria No More mi-a dat incredibila oportunitate de a vedea cu ochii mei ca o simplă plasă anti-țânțari poate face diferența în viața unui copil .”
În 2008, Sparks a sprijinit campania Do Something 101 filmând un anunț de interes public în legătură cu achiziționarea de rechizite. Ea a continuat să susțină campania, participând ca voluntară la evenimentul ținut de Do Something la Staples Center în Los Angeles. Tot în 2008, Jordin Sparks și fratele său au inițiat campania „I’m M.A.D. Are You?”, care cultivă spiritul de susținere al comunității și voluntariatul în rândul tinerilor campaign. Campania a reușit să strângă până în prezent peste 500.000$. Pe 20 mai 2009, Sparks a devenit susținătoare a campaniei Got Milk?, care încuraja consumul de lapte de vacă. Pe 17 septembrie 2009, Sparks a luat parte la concertul VH1 Divas, care venea în sprijinul Fundației Save The Music. Concertul s-a ținut la Academia de Muzică Brooklyn din New York unde Jordin a interpretat al doilea single de pe albumul  Battlefield, S.O.S. (Let the Music Play), precum și piesa „A Broken Wing” cu Martina McBride. În februarie 2010, Sparks a fost unul din artiștii care au contribuit la „We Are the World 25 for Haiti”, un cântec caritabil dedicat victimelor cutremurului din Haiti din 2010. Jordin a colaborat cu creatorul și designerul de modă Tim Foster de la Pennyroyal Silver, pentru a crea un colier care să reprezinte compania. Încasările au fost donate unui fond care sprijinea unitățile medicale din Haiti.
La 28 iulie 2011, Sparks a susținut un concert surpriză live în Times Square. Cu această ocazie Sparks a fost numită „Ambasador al Fundației VH1 Save The Music Foundation” în 2011. La 9 noiembrie 2011 Sparks a fost numită ambasador al aceleași fundații și pentru anul 2012 susținând un nou concert alături de Chris Daughtry, Lupe Fiasco, Katy Perry și alții. Sparks și VH1 a organizat un concurs de eseuri pe tema „Ce înseamnă muzica pentru tine?”, câștigătorul Deavan Ebersole, din Hagerstown, Maryland și partenera sa având șansa să stea alături de Sparks la concertul ei. Sparks a mai susținut și organizația non-profit Little Kids Rock, a cărui activitate este restaurarea și revitalizarea educației muzicale în școlile defavorizate din Statele Unite, prin donarea de lucruri în cadrul unor licitații care au rolul de a strânge bani pentru fundație.

## Discografie
| Albume de studio - Jordin Sparks (2007) - Battlefield (2009) - Right Here, Right Now (2015) | EP-uri/Mixtape-uri - 2006: For Now - 2007: Jordin Sparks (EP) - 2014: #ByeFelicia |

### Discuri single clasate pe locul 1
| Anul  | Single               | Poziția maximă | Poziția maximă | Poziția maximă | Poziția maximă | Poziția maximă | Poziția maximă | Poziția maximă | Poziția maximă | Poziția maximă | Album         |
| Anul  | Single               | S.U.A.         | CAN            | UK             | IRL            | POR            | BUL            | AUS            | NZL            | EU             | Album         |
| ----- | -------------------- | -------------- | -------------- | -------------- | -------------- | -------------- | -------------- | -------------- | -------------- | -------------- | ------------- |
| 2008  | „No Air”             | 3              | 3              | 3              | 2              | 7              | —              | 1              | 1              | 7              | Jordin Sparks |
| 2008  | „One Step at a Time” | 17             | 11             | 16             | 42             | 38             | 1              | 12             | 2              | 43             | Jordin Sparks |
| Total | Total                | —              | —              | —              | —              | —              | 1              | 1              | 1              | —              |               |

## Premii și realizări
Următoarea listă prezintă premiile și nominalizările obținute de Jordin Sparks pe parcursul carierei sale.
| Anul | Ceremonia                | Premiul                                                            | Rezultatul   |
| ---- | ------------------------ | ------------------------------------------------------------------ | ------------ |
| 2007 | Premiile Teen Choice     | Cea mai îndrăgită apariție feminină din televiziune                | Nominalizare |
| 2008 | Premiile NAACP Image     | Debutul anului                                                     | Câștigat     |
| 2008 | Premiile BET             | Videoclipul favorit al publicului (pentru „No Air”)                | Nominalizare |
| 2008 | Premiile BET             | Cel mai bun videoclip (pentru „No Air”)                            | Câștigat     |
| 2008 | Premiile BET             | Premiul „CoverGirl & Olay Beautiful Face”                          | Câștigat     |
| 2008 | Premiile Teen Choice     | Debutul anului                                                     | Nominalizare |
| 2008 | Premiile Teen Choice     | Premiul „Hook-Up” (pentru „No Air”)                                | Câștigat     |
| 2008 | Premiile Teen Choice     | Cel mai bun cântec de dragoste (pentru „No Air”)                   | Nominalizare |
| 2008 | Premiile MTV Video Music | Cel mai bun videoclip al unei interprete (pentru „No Air”)         | Nominalizare |
| 2008 | Premiile MTV Video Music | Debutul anului                                                     | Nominalizare |
| 2008 | Premiile American Music  | Cel mai bun interpret de muzică adult contemporară                 | Câștigat     |
| 2009 | Premiile People's Choice | Cel mai bun cântec pop (pentru „No Air”)                           | Nominalizare |
| 2009 | Premiile People's Choice | Cea mai bună colaborare (pentru „No Air”)                          | Câștigat     |
| 2009 | Premiile Grammy          | Cea mai bună colaborare (pentru „No Air”)                          | Nominalizare |
| 2009 | Premiile NAACP Image     | Cea mai bună colaborare (pentru „No Air”)                          | Nominalizare |
| 2009 | Premiile MTV Australia   | Cea mai bună colaborare (pentru „No Air”)                          | Nominalizare |
| 2009 | Premiile BMI Pop         | Cel mai bun cântec pop (pentru „No Air”)                           | Câștigat     |
| 2010 | Premiile ARIA Music      | Cel mai popular single australian („Art of Love” cu Guy Sebastian) | Nominalizare |
| 2012 | Premiile Soul Train      | Cea mai bună interpretare gospel („Celebrate” cu Whitney Houston)  | Câștigat     |
| 2014 | Premiile BMI Pop         | Textieră („The Way” de Ariana Grande)                              | Câștigat     |

## Filmografie
| An   | Titlu                                  | Rol                  | Note                             |
| ---- | -------------------------------------- | -------------------- | -------------------------------- |
| 2007 | American Idol                          | Rolul său/Concurentă | Câștigătoare a sezonului 6       |
| 2009 | The Suite Life on Deck                 | Rolul său            | Episodul: "Crossing Jordin"      |
| 2010 | Big Time Rush                          | Rolul său            | Episodul: "Big Time Sparks"      |
| 2010 | When I Was 17                          | Rolul său            | Episodul: 16                     |
| 2010 | In the Heights                         | Nina Rosario         | Muzical Broadway                 |
| 2011 | BrainSurge                             | Rolul său            | Vedetă invitată                  |
| 2011 | Team Umizoomi                          | Blue Mermaid         | Dublură de voce                  |
| 2011 | Majors & Minors                        | Rolul său            | Mentor                           |
| 2012 | Sparkle                                | Sparkle Anderson     | Rol principal în refacere        |
| 2013 | The Inevitable Defeat of Mister & Pete | Alice                | Rol secundar                     |
| 2013 | Dear Secret Santa                      | Abby                 | Film Lifetime TV                 |
| 2013 | The Untold Story: Jason Derulo         | Rolul său            | Special TV E!                    |
| 2013 | CSI: Crime Scene Investigation         | Alison               | Episodul: Check In & Check Out   |
| 2013 | Fashion Police                         | Rolul său            | Gazdă; invitată                  |
| 2014 | Left Behind                            | Shasta Carvell       | Rol secundar, post producție     |
| 2014 | E! News                                | Rolul său            | Gazdă; invitată                  |
| 2014 | Fashion Police                         | Rolul său            | Gazdă                            |
| 2014 | The Grace of Jake                      | Nicole Lovely        | Rol principal, post producție    |
| 2014 | Evolution of...Jordin Sparks           | Ea însăși            | Biografie, Episodul 16           |
| 2014 | Fashion Police                         | Ea însăși            | Gazdă                            |
| 2014 | The View                               | Ea însăși            | Gazdă                            |
| 2014 | American Music Awards                  | Ea însăși            | Co-prezentatoare                 |
| 2015 | Wild 'n Out                            | Ea însăși            | Gazdă                            |
| 2015 | RuPaul's Drag Race                     | Ea însăși            | Jurat episod Glamazonian Airways |